# 1958
Portal Geschichte | Portal Biografien | Aktuelle Ereignisse | Jahreskalender | Tagesartikel

◄ |
19. Jahrhundert |
20. Jahrhundert
| 21. Jahrhundert

◄ |
1920er |
1930er |
1940er |
1950er
| 1960er | 1970er | 1980er | ►

◄◄ |
◄ |
1954 |
1955 |
1956 |
1957 |
1958
| 1959 | 1960 | 1961 | 1962 | ► | ►►
Staatsoberhäupter · Wahlen · Nekrolog   · Musikjahr · Filmjahr · Rundfunkjahr · Sportjahr
| Januar | Januar | Januar | Januar | Januar | Januar | Januar | Januar |
| Kw     | Mo     | Di     | Mi     | Do     | Fr     | Sa     | So     |
| ------ | ------ | ------ | ------ | ------ | ------ | ------ | ------ |
| 1      |        |        | 1      | 2      | 3      | 4      | 5      |
| 2      | 6      | 7      | 8      | 9      | 10     | 11     | 12     |
| 3      | 13     | 14     | 15     | 16     | 17     | 18     | 19     |
| 4      | 20     | 21     | 22     | 23     | 24     | 25     | 26     |
| 5      | 27     | 28     | 29     | 30     | 31     |        |        |

| Februar | Februar | Februar | Februar | Februar | Februar | Februar | Februar |
| Kw      | Mo      | Di      | Mi      | Do      | Fr      | Sa      | So      |
| ------- | ------- | ------- | ------- | ------- | ------- | ------- | ------- |
| 5       |         |         |         |         |         | 1       | 2       |
| 6       | 3       | 4       | 5       | 6       | 7       | 8       | 9       |
| 7       | 10      | 11      | 12      | 13      | 14      | 15      | 16      |
| 8       | 17      | 18      | 19      | 20      | 21      | 22      | 23      |
| 9       | 24      | 25      | 26      | 27      | 28      |         |         |

| März | März | März | März | März | März | März | März |
| Kw   | Mo   | Di   | Mi   | Do   | Fr   | Sa   | So   |
| ---- | ---- | ---- | ---- | ---- | ---- | ---- | ---- |
| 9    |      |      |      |      |      | 1    | 2    |
| 10   | 3    | 4    | 5    | 6    | 7    | 8    | 9    |
| 11   | 10   | 11   | 12   | 13   | 14   | 15   | 16   |
| 12   | 17   | 18   | 19   | 20   | 21   | 22   | 23   |
| 1    | 24   | 25   | 26   | 27   | 28   | 29   | 30   |
| 14   | 31   |      |      |      |      |      |      |

| April | April | April | April | April | April | April | April |
| Kw    | Mo    | Di    | Mi    | Do    | Fr    | Sa    | So    |
| ----- | ----- | ----- | ----- | ----- | ----- | ----- | ----- |
| 14    |       | 1     | 2     | 3     | 4     | 5     | 6     |
| 15    | 7     | 8     | 9     | 10    | 11    | 12    | 13    |
| 16    | 14    | 15    | 16    | 17    | 18    | 19    | 20    |
| 17    | 21    | 22    | 23    | 24    | 25    | 26    | 27    |
| 18    | 28    | 29    | 30    |       |       |       |       |

| Mai | Mai | Mai | Mai | Mai | Mai | Mai | Mai |
| Kw  | Mo  | Di  | Mi  | Do  | Fr  | Sa  | So  |
| --- | --- | --- | --- | --- | --- | --- | --- |
| 18  |     |     |     | 1   | 2   | 3   | 4   |
| 19  | 5   | 6   | 7   | 8   | 9   | 10  | 11  |
| 20  | 12  | 13  | 14  | 15  | 16  | 17  | 18  |
| 21  | 19  | 20  | 21  | 22  | 23  | 24  | 25  |
| 22  | 26  | 27  | 28  | 29  | 30  | 31  |     |

| Juni | Juni | Juni | Juni | Juni | Juni | Juni | Juni |
| Kw   | Mo   | Di   | Mi   | Do   | Fr   | Sa   | So   |
| ---- | ---- | ---- | ---- | ---- | ---- | ---- | ---- |
| 22   |      |      |      |      |      |      | 1    |
| 23   | 2    | 3    | 4    | 5    | 6    | 7    | 8    |
| 24   | 9    | 10   | 11   | 12   | 13   | 14   | 15   |
| 25   | 16   | 17   | 18   | 19   | 20   | 21   | 22   |
| 26   | 23   | 24   | 25   | 26   | 27   | 28   | 29   |
| 27   | 30   |      |      |      |      |      |      |

| Juli | Juli | Juli | Juli | Juli | Juli | Juli | Juli |
| Kw   | Mo   | Di   | Mi   | Do   | Fr   | Sa   | So   |
| ---- | ---- | ---- | ---- | ---- | ---- | ---- | ---- |
| 27   |      | 1    | 2    | 3    | 4    | 5    | 6    |
| 2    | 7    | 8    | 9    | 10   | 11   | 12   | 13   |
| 29   | 14   | 15   | 16   | 17   | 18   | 19   | 20   |
| 30   | 21   | 22   | 23   | 24   | 25   | 26   | 27   |
| 31   | 28   | 29   | 30   | 31   |      |      |      |

| August | August | August | August | August | August | August | August |
| Kw     | Mo     | Di     | Mi     | Do     | Fr     | Sa     | So     |
| ------ | ------ | ------ | ------ | ------ | ------ | ------ | ------ |
| 31     |        |        |        |        | 1      | 2      | 3      |
| 32     | 4      | 5      | 6      | 7      | 8      | 9      | 10     |
| 33     | 11     | 12     | 13     | 14     | 15     | 16     | 17     |
| 34     | 18     | 19     | 20     | 21     | 22     | 23     | 24     |
| 35     | 25     | 26     | 27     | 28     | 29     | 30     | 31     |

| September | September | September | September | September | September | September | September |
| Kw        | Mo        | Di        | Mi        | Do        | Fr        | Sa        | So        |
| --------- | --------- | --------- | --------- | --------- | --------- | --------- | --------- |
| 36        | 1         | 2         | 3         | 4         | 5         | 6         | 7         |
| 37        | 8         | 9         | 10        | 11        | 12        | 13        | 14        |
| 38        | 15        | 16        | 17        | 18        | 19        | 20        | 21        |
| 39        | 22        | 23        | 24        | 25        | 26        | 27        | 28        |
| 40        | 29        | 30        |           |           |           |           |           |

| Oktober | Oktober | Oktober | Oktober | Oktober | Oktober | Oktober | Oktober |
| Kw      | Mo      | Di      | Mi      | Do      | Fr      | Sa      | So      |
| ------- | ------- | ------- | ------- | ------- | ------- | ------- | ------- |
| 40      |         |         | 1       | 2       | 3       | 4       | 5       |
| 41      | 6       | 7       | 8       | 9       | 10      | 11      | 12      |
| 42      | 13      | 14      | 15      | 16      | 17      | 18      | 19      |
| 43      | 20      | 21      | 22      | 23      | 24      | 25      | 26      |
| 44      | 27      | 28      | 29      | 30      | 31      |         |         |

| November | November | November | November | November | November | November | November |
| Kw       | Mo       | Di       | Mi       | Do       | Fr       | Sa       | So       |
| -------- | -------- | -------- | -------- | -------- | -------- | -------- | -------- |
| 44       |          |          |          |          |          | 1        | 2        |
| 45       | 3        | 4        | 5        | 6        | 7        | 8        | 9        |
| 46       | 10       | 11       | 12       | 13       | 14       | 15       | 16       |
| 47       | 17       | 18       | 19       | 20       | 21       | 22       | 23       |
| 48       | 24       | 25       | 26       | 27       | 28       | 29       | 30       |

| Dezember | Dezember | Dezember | Dezember | Dezember | Dezember | Dezember | Dezember |
| Kw       | Mo       | Di       | Mi       | Do       | Fr       | Sa       | So       |
| -------- | -------- | -------- | -------- | -------- | -------- | -------- | -------- |
| 49       | 1        | 2        | 3        | 4        | 5        | 6        | 7        |
| 50       | 8        | 9        | 10       | 11       | 12       | 13       | 14       |
| 51       | 15       | 16       | 17       | 18       | 19       | 20       | 21       |
| 52       | 22       | 23       | 24       | 25       | 26       | 27       | 28       |
| 1        | 29       | 30       | 31       |          |          |          |          |

| Januar | Januar | Januar | Januar | Januar | Januar | Januar | Januar |
| Kw     | Mo     | Di     | Mi     | Do     | Fr     | Sa     | So     |
| ------ | ------ | ------ | ------ | ------ | ------ | ------ | ------ |
| 1      |        |        | 1      | 2      | 3      | 4      | 5      |
| 2      | 6      | 7      | 8      | 9      | 10     | 11     | 12     |
| 3      | 13     | 14     | 15     | 16     | 17     | 18     | 19     |
| 4      | 20     | 21     | 22     | 23     | 24     | 25     | 26     |
| 5      | 27     | 28     | 29     | 30     | 31     |        |        |

| Februar | Februar | Februar | Februar | Februar | Februar | Februar | Februar |
| Kw      | Mo      | Di      | Mi      | Do      | Fr      | Sa      | So      |
| ------- | ------- | ------- | ------- | ------- | ------- | ------- | ------- |
| 5       |         |         |         |         |         | 1       | 2       |
| 6       | 3       | 4       | 5       | 6       | 7       | 8       | 9       |
| 7       | 10      | 11      | 12      | 13      | 14      | 15      | 16      |
| 8       | 17      | 18      | 19      | 20      | 21      | 22      | 23      |
| 9       | 24      | 25      | 26      | 27      | 28      |         |         |

| März | März | März | März | März | März | März | März |
| Kw   | Mo   | Di   | Mi   | Do   | Fr   | Sa   | So   |
| ---- | ---- | ---- | ---- | ---- | ---- | ---- | ---- |
| 9    |      |      |      |      |      | 1    | 2    |
| 10   | 3    | 4    | 5    | 6    | 7    | 8    | 9    |
| 11   | 10   | 11   | 12   | 13   | 14   | 15   | 16   |
| 12   | 17   | 18   | 19   | 20   | 21   | 22   | 23   |
| 1    | 24   | 25   | 26   | 27   | 28   | 29   | 30   |
| 14   | 31   |      |      |      |      |      |      |

| April | April | April | April | April | April | April | April |
| Kw    | Mo    | Di    | Mi    | Do    | Fr    | Sa    | So    |
| ----- | ----- | ----- | ----- | ----- | ----- | ----- | ----- |
| 14    |       | 1     | 2     | 3     | 4     | 5     | 6     |
| 15    | 7     | 8     | 9     | 10    | 11    | 12    | 13    |
| 16    | 14    | 15    | 16    | 17    | 18    | 19    | 20    |
| 17    | 21    | 22    | 23    | 24    | 25    | 26    | 27    |
| 18    | 28    | 29    | 30    |       |       |       |       |

| Mai | Mai | Mai | Mai | Mai | Mai | Mai | Mai |
| Kw  | Mo  | Di  | Mi  | Do  | Fr  | Sa  | So  |
| --- | --- | --- | --- | --- | --- | --- | --- |
| 18  |     |     |     | 1   | 2   | 3   | 4   |
| 19  | 5   | 6   | 7   | 8   | 9   | 10  | 11  |
| 20  | 12  | 13  | 14  | 15  | 16  | 17  | 18  |
| 21  | 19  | 20  | 21  | 22  | 23  | 24  | 25  |
| 22  | 26  | 27  | 28  | 29  | 30  | 31  |     |

| Juni | Juni | Juni | Juni | Juni | Juni | Juni | Juni |
| Kw   | Mo   | Di   | Mi   | Do   | Fr   | Sa   | So   |
| ---- | ---- | ---- | ---- | ---- | ---- | ---- | ---- |
| 22   |      |      |      |      |      |      | 1    |
| 23   | 2    | 3    | 4    | 5    | 6    | 7    | 8    |
| 24   | 9    | 10   | 11   | 12   | 13   | 14   | 15   |
| 25   | 16   | 17   | 18   | 19   | 20   | 21   | 22   |
| 26   | 23   | 24   | 25   | 26   | 27   | 28   | 29   |
| 27   | 30   |      |      |      |      |      |      |

| Juli | Juli | Juli | Juli | Juli | Juli | Juli | Juli |
| Kw   | Mo   | Di   | Mi   | Do   | Fr   | Sa   | So   |
| ---- | ---- | ---- | ---- | ---- | ---- | ---- | ---- |
| 27   |      | 1    | 2    | 3    | 4    | 5    | 6    |
| 2    | 7    | 8    | 9    | 10   | 11   | 12   | 13   |
| 29   | 14   | 15   | 16   | 17   | 18   | 19   | 20   |
| 30   | 21   | 22   | 23   | 24   | 25   | 26   | 27   |
| 31   | 28   | 29   | 30   | 31   |      |      |      |

| August | August | August | August | August | August | August | August |
| Kw     | Mo     | Di     | Mi     | Do     | Fr     | Sa     | So     |
| ------ | ------ | ------ | ------ | ------ | ------ | ------ | ------ |
| 31     |        |        |        |        | 1      | 2      | 3      |
| 32     | 4      | 5      | 6      | 7      | 8      | 9      | 10     |
| 33     | 11     | 12     | 13     | 14     | 15     | 16     | 17     |
| 34     | 18     | 19     | 20     | 21     | 22     | 23     | 24     |
| 35     | 25     | 26     | 27     | 28     | 29     | 30     | 31     |

| September | September | September | September | September | September | September | September |
| Kw        | Mo        | Di        | Mi        | Do        | Fr        | Sa        | So        |
| --------- | --------- | --------- | --------- | --------- | --------- | --------- | --------- |
| 36        | 1         | 2         | 3         | 4         | 5         | 6         | 7         |
| 37        | 8         | 9         | 10        | 11        | 12        | 13        | 14        |
| 38        | 15        | 16        | 17        | 18        | 19        | 20        | 21        |
| 39        | 22        | 23        | 24        | 25        | 26        | 27        | 28        |
| 40        | 29        | 30        |           |           |           |           |           |

| Oktober | Oktober | Oktober | Oktober | Oktober | Oktober | Oktober | Oktober |
| Kw      | Mo      | Di      | Mi      | Do      | Fr      | Sa      | So      |
| ------- | ------- | ------- | ------- | ------- | ------- | ------- | ------- |
| 40      |         |         | 1       | 2       | 3       | 4       | 5       |
| 41      | 6       | 7       | 8       | 9       | 10      | 11      | 12      |
| 42      | 13      | 14      | 15      | 16      | 17      | 18      | 19      |
| 43      | 20      | 21      | 22      | 23      | 24      | 25      | 26      |
| 44      | 27      | 28      | 29      | 30      | 31      |         |         |

| November | November | November | November | November | November | November | November |
| Kw       | Mo       | Di       | Mi       | Do       | Fr       | Sa       | So       |
| -------- | -------- | -------- | -------- | -------- | -------- | -------- | -------- |
| 44       |          |          |          |          |          | 1        | 2        |
| 45       | 3        | 4        | 5        | 6        | 7        | 8        | 9        |
| 46       | 10       | 11       | 12       | 13       | 14       | 15       | 16       |
| 47       | 17       | 18       | 19       | 20       | 21       | 22       | 23       |
| 48       | 24       | 25       | 26       | 27       | 28       | 29       | 30       |

| Dezember | Dezember | Dezember | Dezember | Dezember | Dezember | Dezember | Dezember |
| Kw       | Mo       | Di       | Mi       | Do       | Fr       | Sa       | So       |
| -------- | -------- | -------- | -------- | -------- | -------- | -------- | -------- |
| 49       | 1        | 2        | 3        | 4        | 5        | 6        | 7        |
| 50       | 8        | 9        | 10       | 11       | 12       | 13       | 14       |
| 51       | 15       | 16       | 17       | 18       | 19       | 20       | 21       |
| 52       | 22       | 23       | 24       | 25       | 26       | 27       | 28       |
| 1        | 29       | 30       | 31       |          |          |          |          |

1958 erlebt die Weltwirtschaft ihre erste Rezession der Nachkriegszeit. Die Bundesrepublik, mitten im Wirtschaftswunder, ist davon nur gering betroffen (BIP 469,2 Mrd. Euro, in Preisen von 1995, zu 449,2 im Vorjahr = +4,45 %). In Nordamerika (= USA und Kanada) sowie Südamerika ist sie dagegen spürbar. 1958 (oder 1957) gilt als das Jahr, in dem in Westdeutschland eine lange Krise der Montanindustrie (Kohlekrise (= „Zechensterben“) und Krise in der Stahlindustrie) begann. Im Ruhrgebiet, mit über 10 Millionen Einwohnern die größte Agglomeration Deutschlands, werden diese Krisen besonders sichtbar (Näheres hier).
Weltweit erstarkt die Bewegung für die atomare Abrüstung. Die britische Campaign for Nuclear Disarmament gibt der Bewegung mit dem Friedenssymbol ihr Logo, und ihr Aldermaston March wird zum Vorbild für die Ostermärsche. In Deutschland entsteht parallel die Bewegung Kampf dem Atomtod.
In der Kubanischen Revolution gehen die Rebellen in die Offensive und sind zum Jahreswechsel schließlich siegreich in der Schlacht von Santa Clara.
In Frankreich folgt nach zahlreichen inneren Krisen, insbesondere dem Algerienkrieg, die Fünfte Französische Republik auf die Vierte. Das neue politische System wird entscheidend geprägt durch Charles de Gaulle, den ersten Präsidenten (1958–1969). De Gaulle hatte bereits 1946 in seiner Rede von Bayeux seine Vorstellungen eines Regierungssystems mit einem starken, von der Legislative unabhängigen Präsidenten dargelegt, in bewusster Abgrenzung zum politischen System der IV. Republik mit einer schwachen Exekutive. Besondere Vollmachten im Verfassungsgesetz vom 3. Juni 1958, einschließlich der Ausarbeitung einer neuen Verfassung, ermöglichten es de Gaulle, diese Vorstellungen in der Verfassung der V. Republik zu verwirklichen.

## Ereignisse

### Politik und Weltgeschehen

#### Januar
- 01. Januar: Thomas Holenstein wird Bundespräsident der Schweiz.
- 01. Januar: Die Römischen Verträge zur Gründung der EWG treten in Kraft; Gründung der Europäischen Investitionsbank.
- 01. Januar: Das katholische Bistum Essen wird gegründet.
- 02. Januar: In Flensburg wird die deutsche Verkehrssünderkartei eingerichtet
- 02. Januar: In Berlin beginnt das Bundeskartellamt mit seiner Arbeit.
- 13. Januar: Übergabe der von Otto Hahn, Bertrand Russell, Albert Schweitzer und 9.000 Wissenschaftlern unterzeichneten Pauling-Petition an UN-Generalsekretär Dag Hammarskjöld; Forderung eines internationalen Abkommens über die sofortige Einstellung der Atomversuche.
- 23. Januar: Nach einem 2-tägigen Generalstreik wird in Venezuela der Diktator Marcos Pérez Jiménez gestürzt.

#### Februar
- 01. Februar: Ägypten und Syrien schließen sich zur Vereinigten Arabischen Republik zusammen.
- 03. Februar: Belgien, Niederlande und Luxemburg schließen den Benelux-Vertrag zur Errichtung einer Wirtschaftsgemeinschaft.
- 05. Februar: Nach einem Zusammenstoß mit einem North American F-86-Jagdflugzeug in der Luft muss die Crew eines beschädigten Boeing B-47-Bombers eine Wasserstoffbombe ohne nuklearen Zünder vor der Küste Georgias abwerfen. Die Tybee-Bombe bleibt ungeborgen.
- 06. Februar: Willy Brandt, Regierender Bürgermeister von Berlin fliegt für 14 Tage in die USA, nimmt die Ehrendoktorwürde der Universität Pennsylvania entgegen und trifft danach den amerikanischen Präsidenten Eisenhower.
- 08. Februar: Französische Kampfflugzeuge bombardieren das tunesische Dorf Sakhiet Sidi Youssef, nachdem französische Flugzeuge in Grenznähe beschossen worden waren. 79 Menschen, ausschließlich Zivilisten, sterben bei dem Angriff.
- 14. Februar: Die beiden Königreiche Jordanien und Irak schließen sich kurzzeitig zur Arabischen Föderation zusammen.
- 14. Februar: Herrenreiter-Fall, Entscheidung des Bundesgerichtshofes in Deutschland
- 17. Februar: Der polnische Außenminister Adam Rapacki macht Vorschläge für eine Atomwaffenfreie Zone in Mitteleuropa (Rapacki-Plan). Er will ein Verbot von Raketenbasen und die Errichtung eines wirksamen Kontrollsystems.
- 21. Februar: Der im Ausland lebende Otto von Habsburg, der älteste Sohn von Kaiser Karl I., erklärt seinen Verzicht auf Ansprüche gegenüber der Republik Österreich und Treue zu ihrer Verfassung. Er bewirkt damit innenpolitische Querelen um eine mögliche Einreise, die sich auch nach einer offiziell zu Protokoll gegebenen Verzichtserklärung vom 31. Mai 1961 aufgrund des Habsburger-Gesetzes noch nicht legen.
- 23. Februar: Arturo Frondizi wird neuer argentinischer Präsident.

#### März
- 15. März: Das Militärgeschichtliche Institut der DDR wird gegründet.
- 19. März: Das Europäische Parlament tritt als parlamentarische Versammlung der neu gegründeten Europäischen Wirtschaftsgemeinschaft zu seiner konstituierenden Sitzung zusammen. Ihm gehören 142 Abgeordnete aus den nationalen Parlamenten Belgiens, Deutschlands, Frankreichs, Italiens, Luxemburgs und der Niederlande an.
- 27. März: In Moskau tritt Nikolai Bulganin das Amt des Ministerpräsidenten an Nikita Chruschtschow ab.
- 30. März: Otto Hahn begrüßt den Entschluss des Obersten Sowjets der UdSSR, Kernwaffenversuche einseitig einzustellen. Die ihm am 5. Mai angetragene Ehrenmitgliedschaft in der Sowjetischen Akademie der Wissenschaften lehnt er hingegen ab.

#### April
- 04. April: Aufnahme der Deutsch-Nepalesischen diplomatischen Beziehungen.
- 06. April: Der persische Schah, Mohammad Reza Pahlavi, lässt sich von seiner Frau Soraya wegen Kinderlosigkeit scheiden.
- 11. April: Ghana wird Mitglied in der UNESCO.
- 14. April: Tunesien wird Mitglied in der Weltbank und im IWF.
- 15. April: In Stuttgart ereignet sich mit der Entführung von Joachim Göhner das erste Kidnapping in der Bundesrepublik Deutschland. Der Täter erdrosselt den Siebenjährigen, fordert jedoch vom Vater Lösegeld.
- 28. April: Mit dem Ulmer Einsatzgruppen-Prozess beginnt die juristische Aufarbeitung des Holocaust in Deutschland gegen Mitglieder von SS-Einsatzgruppen in Osteuropa während des Zweiten Weltkriegs.

#### Mai
- 09. Mai: Im Libanon beginnt ein fünfmonatiger Bürgerkrieg zwischen Befürwortern einer prowestlichen und einer proarabischen Politik.
- 13. Mai: Putsch von Algier (Algerien). Staatsstreich französischer Militärs gegen das neugebildete Kabinett Pflimlin unter Premierminister Pierre Pflimlin. General Jacques Massu wird zum Präsidenten eines „Wohlfahrtsausschusses“ ausgerufen.
- 24. Mai: Opération Résurrection: ein in Calvi (Korsika) stationiertes Fallschirmjägerbataillon besetzt die Bürgermeisterämter in Ajaccio und Bastia (beide auf Korsika)
- 28. Mai: Die Lebensmittelkarten in der DDR werden abgeschafft.
- 30. Mai: Otto Hahn rät zum Abbau aller Uranspaltungsreaktoren im Interesse des Friedens und plädiert für die Entwicklung von Fusionsreaktoren.

#### Juni
- 01. Juni: Charles de Gaulle wird Ministerpräsident Frankreichs mit weitreichenden Notstandsmachtbefugnissen für sechs Monate, unter Suspension des Parlaments und mit dem Recht, den Entwurf zu einer neuen Verfassung auszuarbeiten.
- 07. Juni: Hubschrauber-Zwischenfall von 1958: Ein mit neun Soldaten der US-Armee besetzter Hubschrauber fliegt in den Luftraum der DDR ein und muss bei Frankenberg notlanden. Die Soldaten werden interniert und am 19. Juli 1958 wieder freigelassen.
- 16. Juni: Die Führer des Ungarischen Volksaufstands, unter ihnen der frühere Ministerpräsident Imre Nagy, der frühere Verteidigungsminister Pál Maléter und der Journalist Miklós Gimes, werden nach einem Schauprozess in einem Budapester Gefängnis hingerichtet.
- 16. Juni: Malaysia wird Mitglied in der UNESCO.
- 26. Juni: das Schiff Omega, der letzte Rahsegler auf Frachtfahrt weltweit, schlägt vor der peruanischen Küste leck und sinkt.

#### Juli
- 01. Juli: In der Bundesrepublik Deutschland tritt das Gleichstellungsgesetz in Kraft, wonach Frauen fortan einen Beruf auch ohne die Zustimmung des Ehemannes ausüben dürfen.
- 14. Juli: Im Irak putscht die Armee unter dem Obristen Abd al-Karim Qasim. Der 23 Jahre alte König Faisal II. wird dabei getötet.
- 15. Juli: 5.000 US-Marineinfanteristen gehen im Libanon an Land.
- 16. Juli: Erster Sekretär Walter Ulbricht verkündet auf dem fünften Parteitag der SED die Zehn Gebote der sozialistischen Moral und Ethik.
- 17. Juli: Britische Fallschirmjägertruppen landen in Jordanien, um die Macht König Husseins zu stabilisieren.
- 26. Juli: Die letzten sowjetischen Truppen ziehen aus Rumänien ab, das sich während des Ungarnaufstands als zuverlässig erwiesen hatte.
- 30. Juli: Das angerufene Bundesverfassungsgericht hält eine beabsichtigte Volksbefragung über die Aufstellung von Kernwaffen unter NATO-Oberbefehl im deutschen Bundesgebiet für verfassungswidrig. Die von einem breiten Bündnis getragene Bewegung Kampf dem Atomtod gibt daraufhin ihre Kampagne auf.

#### August
- 23. August: Abkommen auf dem Gebiet der Rechts- und Amtshilfe zwischen Luxemburg und der Bundesrepublik Deutschland

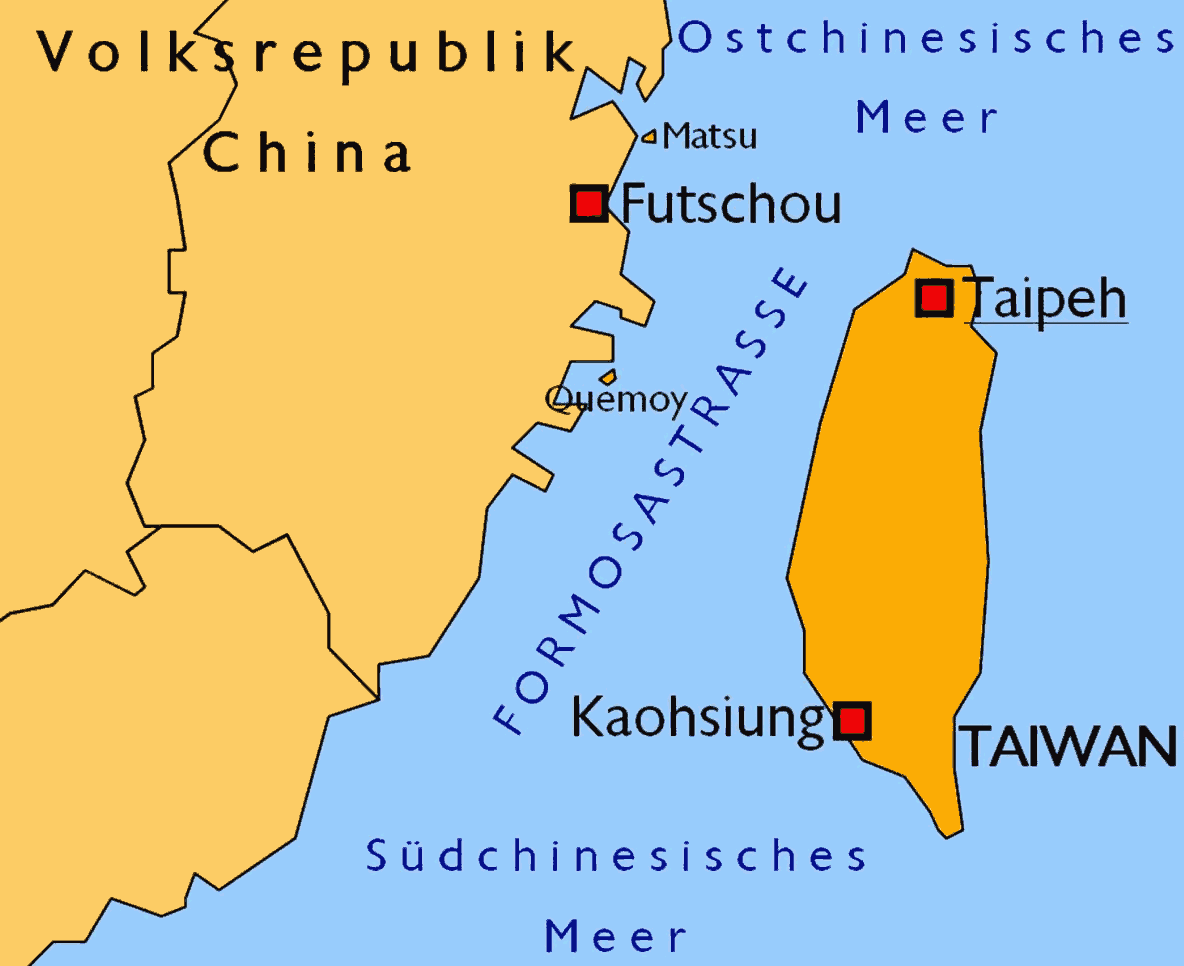
Taiwankonflikt um die Quemoy- und Matsu-Inseln

- 23. August: Im Taiwan-Konflikt bricht die zweite Quemoy-Krise aus. Die chinesische Volksbefreiungsarmee beginnt erneut mit einem Bombardement der dem Festland vorgelagerten und von Republik China kontrollierten Inseln Quemoy und Matsu, das 44 Tage währen wird.
- 23. August: In den Vereinigten Staaten entsteht nach mehreren schweren Kollisionen im Flugverkehr die Luftfahrtbehörde Federal Aviation Agency.
- 28. August: Belgien gibt, wie am 24. September 1956 im deutsch-belgischen Grenzvertrag (BGBl. 1958 II S. 262) vereinbart, einige Gebiete an die Bundesrepublik zurück.

#### September
- 02. September: Hendrik Frensch Verwoerd wird Ministerpräsident von Südafrika und etabliert in seiner Amtszeit wichtige Gesetze der Apartheid.
- 14. September: Der deutsche Bundeskanzler Konrad Adenauer trifft Charles de Gaulle in dessen Heimatort Colombey-les-deux-Eglises.
- 28. September: In einer Volksabstimmung billigt Frankreich den politischen Umbau zur sogenannten Fünften Republik.

#### Oktober
- 01. Oktober: Tunesien und Marokko treten der Arabischen Liga bei.
- 01. Oktober: Im Rahmen der Ableistung seines Wehrdienstes trifft der Rock-’n’-Roll-Sänger Elvis Presley bei der stationierten US-Armee in der Bundesrepublik Deutschland ein.
- 02. Oktober: Guinea erlangt seine Unabhängigkeit von Frankreich. Ahmed Sékou Touré wird Staatspräsident.
- 04. Oktober: Frankreich gibt sich eine neue Verfassung (Fünfte Französische Republik).
- 16. Oktober: Albanien wird Mitglied in der UNESCO.
- 27. Oktober: General Muhammad Ayub Khan verhängt den Belagerungszustand über Pakistan und errichtet eine Militärdiktatur.
- 28. Oktober: Clement Attlee, Edgar Faure, Otto Hahn und Tetsu Katayama u. a. unterzeichnen in New York das Abkommen, eine Versammlung zur Ausarbeitung einer Weltverfassung einzuberufen.

#### November
- 10. November: In einer Rede im Moskauer Sportpalast verlangt der sowjetische Staats- und Parteichef Nikita Chruschtschow eine Änderung des Potsdamer Abkommens. Er deutet das Übertragen sowjetischer Befugnisse aus alliierter Zeit auf die DDR an. Die Berlin-Krise zieht herauf.
- 18. November: Doppelbesteuerungsabkommen zwischen der Bundesrepublik Deutschland und Norwegen
- 23. November: Die westafrikanischen Staaten Ghana und Guinea bilden die Ghana-Guinea-Union. Die marxistisch orientierte Organisation besteht bis zu ihrem Zerfall im Jahr 1962.
- 27. November: Die Sowjetunion richtet sich mit dem Berlin-Ultimatum an die Westmächte.
- 30. November: Französisch-Äquatorialafrika wird aufgelöst. Es entstehen dafür die vier Länder Republik Kongo, Gabun, Tschad und Zentralafrikanische Republik, die im Jahr 1960 unabhängig werden.

#### Dezember
- 04. Dezember: Dahomey (später Benin), wird autonome Republik.
- 09. Dezember: In Indianapolis wird die John Birch Society gegründet, deren politisches Denken von Verschwörungstheorien geprägt ist.
- 11. Dezember: Obervolta (später Burkina Faso) wird autonome Republik.
- 12. Dezember: Guinea wird Mitglied bei den Vereinten Nationen.
- 17. Dezember: Das deutsche Segelschulschiff Gorch Fock wird in Dienst gestellt.
- 18. Dezember:Niger wird autonome Republik.
- 21. Dezember: Charles de Gaulle wird mit großer Mehrheit zum französischen Staatspräsidenten gewählt

#### Tag unbekannt
- Gründung des Bischöflichen Hilfswerks Misereor

### Wirtschaft
- 31. März: Die österreichische Fluggesellschaft Austrian Airlines nimmt den Linienflugverkehr zwischen Wien und London auf. Es ist die erste Verbindung des nach dem Abschluss des Staatsvertrags wieder zulässigen Luftverkehrs.
- 28. April: Die Wahnbachtalsperre wird vom Ministerpräsidenten Steinhoff in Betrieb genommen.
- 24. Mai: Die US-amerikanische Nachrichtenagentur UPI entsteht aus dem Zusammenschluss von United Press (UP) und International News Service (INS).
- 09. Juni: Die britische Königin Elisabeth II. eröffnet den Gatwick Airport in London.
- 08. September: Gründung der Interflug
- 18. Oktober: Tunesien führt als Landeswährung den – nicht konvertiblen – Dinar ein.
- 19. Oktober: Die nunmehr asphaltierte Hochrhönstraße wird für den Verkehr freigegeben.
- 02. Dezember: Die regionalen Gemeinwirtschaftsbanken in Deutschland schließen sich zur gewerkschaftsnahen Bank für Gemeinwirtschaft mit Sitz in Frankfurt am Main zusammen.
- 29. Dezember: Die Europäische Zahlungsunion endet. Währungen mehrerer Staaten werden frei konvertierbar.
- Gründung der Ernie Ball Incorporation
- Ersteinführung von Arzneistoffen (Deutschland): Carbutamid (orales Antidiabetikum), Griseofulvin (Antimykotikum), Hydrochlorothiazid (Diuretikum), Imipramin (Antidepressivum)
- Gründung der Verwertungsgesellschaft Wort
- Beginn der Kampagne Ausrottung der vier Plagen in der Volksrepublik China

### Wissenschaft und Technik
- 01. Januar: Die Internationale Atomzeit (TAI) wird eingeführt.
- 01. Januar: Die Schweiz nimmt die reguläre Fernsehausstrahlung auf.
- 04. Januar: 92 Tage nach seinem Start verglüht der sowjetische Satellit Sputnik 1 beim Wiedereintritt in die Erdatmosphäre. Mit ihm ist die Ära der Raumfahrt eröffnet.
- 04. Januar: Mount-Everest-Bezwinger Sir Edmund Hillary erreicht mit einer neuseeländischen Antarktis-Expedition den Südpol. Es ist die weltweit dritte Expedition, die an diesen Punkt vorstößt.
- 07. Januar: Dwight D. Eisenhower gründet die zum Verteidigungsministerium gehörende Research Projects Agency (ARPA).
- 19. Januar: Der britische Polarforscher Vivian Fuchs trifft mit seinem Team im Rahmen der British Commonwealth Transantarctic Expedition als vierte Expedition am Südpol ein.
- 01. Februar: Die USA positionieren ihren ersten Satelliten mit Namen Explorer 1 im All.
- 19. Februar: In Marburg führt Rudolf Zenker die erste Operation am offenen Herzen mit Hilfe einer Herz-Lungen-Maschine in Deutschland durch.
- 02. März: Die British Commonwealth Transantarctic Expedition unter dem Polarforscher Vivian Fuchs und mit Sir Edmund Hillary trifft in Scott Base ein. Sie hat den antarktischen Kontinent durchquert und dabei in 99 Tagen 3440 km zurückgelegt.
- 15. Mai: Die Sowjetunion schickt für wissenschaftliche Aufgaben Sputnik 3 in eine Erdumlaufbahn. Die Kapsel ist ein Ersatzsatellit, nachdem es zuvor im Februar einen Fehlstart gegeben hatte.
- 13. Juni: Jean Boulet erreicht mit seinem Hubschrauber die Rekordhöhe von 10.984 Metern.
- 25. Juni: Die United States Air Force wählt neun Testpiloten – unter ihnen Neil Armstrong – für das Programm „Man In Space Soonest (MISS)“ aus. Es ist die erste Astronautenauswahl in der Geschichte.
- 29. Juli: Gründung der NASA
- 04. August: Das amerikanische Atom-U-Boot Nautilus unterquert den Nordpol.
- 14. September: Zwei Raketen des deutschen Konstrukteurs Ernst Mohr stoßen bei ihren Starts im Cuxhavener Wattengebiet als erste deutsche Flugkörper der Nachkriegszeit in die Hochatmosphäre vor.
- 08. Oktober: In Stockholm wird vom Arzt Åke Senning einem Menschen der erste Herzschrittmacher eingepflanzt.
- 19. Oktober: Unter dem Atomium in Brüssel endet die erste Weltausstellung der Nachkriegszeit.
- 04. Dezember: Das erste deutsche Passagierstrahlflugzeug Baade 152 startete in Dresden zu seinem Erstflug.
- 23. Dezember: In Tokio wird der Tokyo Tower für das Publikum geöffnet. Der Stahlfachwerkturm löst mit 332,6 Metern Höhe den Pariser Eiffelturm bis 1985 als weltweit höchstes Bauwerk seiner Art ab.
- Momofuku Andō erfindet den Instant-Ramen und gründet Nissin Foods
- Meselson-Stahl-Experiment: Matthew Meselson und Franklin Stahl weisen am Darmbakterium Escherichia coli die semikonservative Replikation der DNA nach.
- Die ersten deutschlandweit verwendbaren Autotelefone kommen auf den Markt. Die Geräte kosteten circa 50 % des Wagens. Die Gespräche mit den Autotelefonen wurden handvermittelt.
- Beginn der Arbeiten zur Moselkanalisierung

### Kultur
- 15. Januar: Uraufführung der Oper Vanessa von Samuel Barber an der Metropolitan Opera in New York
- 15. Januar: Die deutsche Filmkomödie Das Wirtshaus im Spessart (Regie: Kurt Hoffmann) wird uraufgeführt.
- 29. Januar Uraufführung des Films Fahrstuhl zum Schafott

Peace-Zeichen (CND-Symbol)

- 23. Februar: Der britische Künstler Gerald Holtom entwirft als Friedenszeichen das CND-Symbol. Es soll den Londoner Ostermarsch mit dem Ziel, baldmöglichst nukleare Abrüstung zu erreichen, optisch unterstützen.
- 14. April: Uraufführung der Oper Titus Feuerfuchs von Heinrich Sutermeister nach der Posse mit Gesang Der Talisman von Johann Nepomuk Nestroy in Basel
- 16. April: Uraufführung der Oper Nana von Manfred Gurlitt in Dortmund
- 18. April: Kulturabkommen zwischen Deutschland und Großbritannien. In Kraft seit dem 17. April 1959
- 26. April: Die Berliner Kongresshalle wird als Geschenk von der Benjamin-Franklin-Stiftung an die Stadt, vertreten durch den Regierenden Bürgermeister Willy Brandt, übergeben.
- 14. Juni: Oberbürgermeister Thomas Wimmer eröffnet die 800-Jahr-Feier der Stadt München
- 28. August: In Frankfurt am Main wird Rolf Thieles Kinofilm Das Mädchen Rosemarie uraufgeführt, die Aufarbeitung des Todes der Prostituierten Rosemarie Nitribitt. Mit ihrer realen Lebensgeschichte weist das Filmkunstwerk wenig Zusammenhänge auf.
- 03. September: Uraufführung der musikalischen Komödie Madame Scandaleuse von Peter Kreuder in Wien
- 03. Oktober: Uraufführung der komischen Oper Corinna von Wolfgang Fortner in Berlin
- 23. Oktober: Im französischen Magazin Spirou veröffentlicht der Zeichner Peyo erstmals einen Comic mit den Schlümpfen in einer Nebenrolle.
- 16. Dezember: Franz Peter Wirths Film Helden mit den Hauptdarstellern O. W. Fischer und Liselotte Pulver wird in Hamburg erstmals gezeigt.
- Gründung der Künstlergruppe SPUR in München.
- Die Filmhochschule Łódź wird aus den beiden bis dahin selbständigen Schulen Wyższą Szkołą Filmową (Höhere Filmschule) und Wyższa Szkoła Aktorska (Höhere Schauspielschule) gebildet.

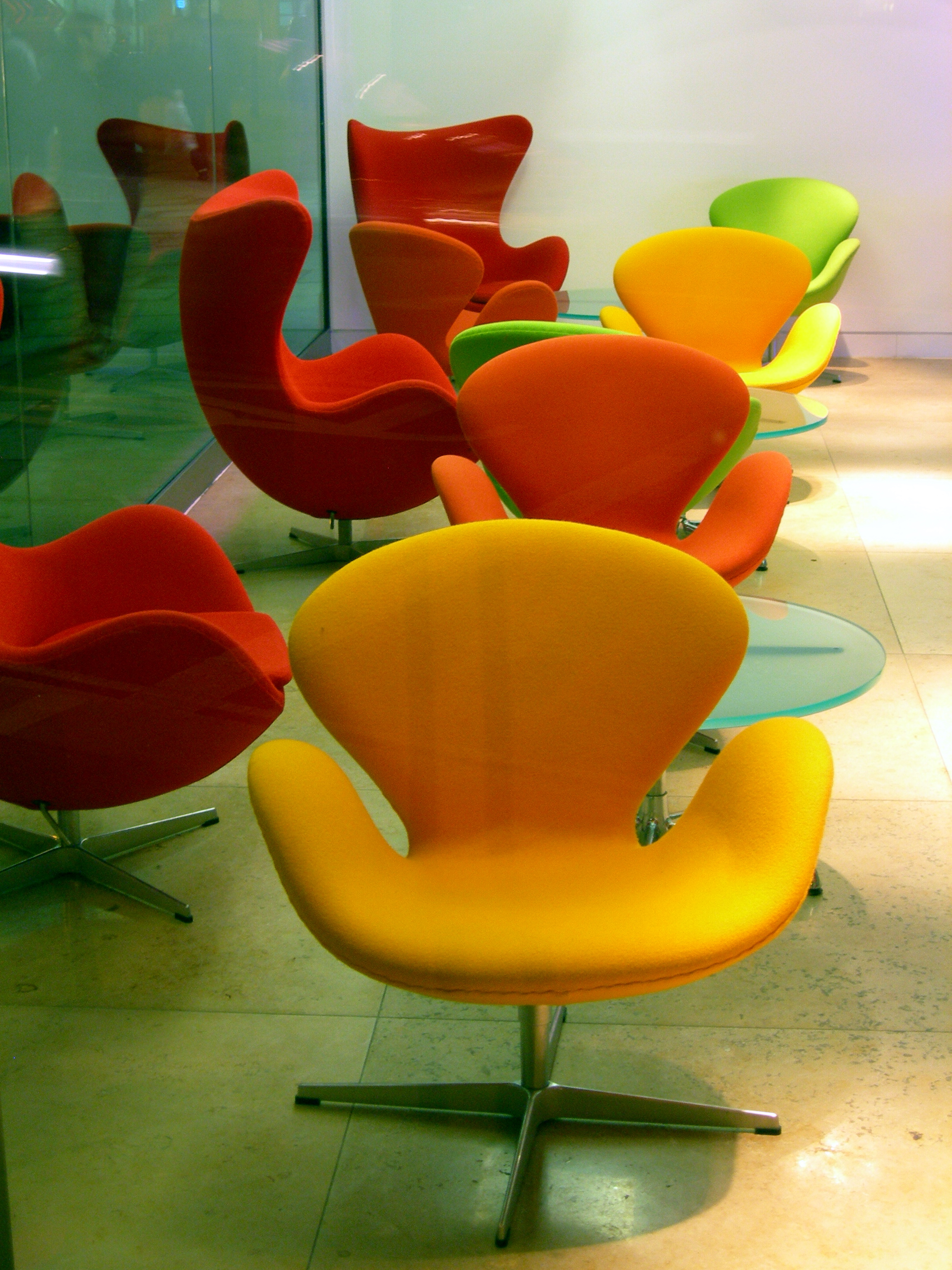
Der Schwan und das Ei in verschiedenen Farben

- Der Architekt und Designer Arne Jacobsen entwirft die Sessel Ei und Schwan für das Radisson SAS Royal Hotel in Kopenhagen.

### Religion
- 17. Februar: Papst Pius XII. erklärt die heilige Klara von Assisi zur Schutzpatronin des Fernsehens.
- Neunte Lambeth-Konferenz der Anglikanischen Kirche
- 28. Oktober: Papstwahl von Angelo Giuseppe Roncalli, der sich den Namen Johannes XXIII. gibt.

### Katastrophen
- Februar: Mitte und Ende Februar tritt der Rhein zweimal über die Ufer. Die Kölner Altstadt wird überflutet.
- 09. Juli: Durch einen an der Lituya Bay in Alaska ereigneten Erdrutsch wird ein 520 Meter hoher Tsunami ausgelöst. Zwei Fischer sterben, die unbesiedelte Küstenregion wird schwer verwüstet.[2][3]
- 14. August: Beim Absturz einer KLM Lockheed Super Constellation (auf dem Weg von Amsterdam über Shannon nach New York) in den Atlantik sterben 180 km westlich vor Irland alle 99 Insassen des Flugzeugs.
- Große Chinesische Hungersnot
- Beginn der staatlichen Kampagne Großer Sprung nach vorn in der Volksrepublik China

### Sport
Einträge von Leichtathletik-Weltrekorden siehe unter der jeweiligen Disziplin unter Leichtathletik.
- 08. Januar: Bobby Fischer gewinnt als Vierzehnjähriger die United States Chess Championship und ist damit der jemals jüngste Schachmeister in den USA sowie – bis 1991 – weltweit.
- 19. Januar bis 19. Oktober: Austragung der 9. Formel-1-Weltmeisterschaft
- 09. Februar: Bei den Alpinen Skiweltmeisterschaften in Bad Gastein feiert der Rennläufer Toni Sailer seinen letzten großen Triumph. Er ist Weltmeister in der Abfahrt, im Riesenslalom sowie der Kombination. Im vierten Wettbewerb der Herren, dem Slalom, wird Sailer Zweiter.
- 12. März: Der Basketballspieler Maurice Stokes stürzt kopfüber aufs Parkett und erleidet eine posttraumatische Enzephalitis. Stokes ist fortan gelähmt.
- 09. Mai: Beim Revanchekampf gegen Wassili Smyslow gewinnt Michail Botwinnik den Schachweltmeistertitel zurück.
- 18. Mai: Der FC Schalke 04 wird deutscher Fußballmeister.
- 29. Juni: Der Gastgeber Schweden unterliegt im Finale der Fußball-WM mit 2:5 gegen Brasilien. Der 17-jährige Pelé erzielt dabei zwei Tore.
- 06. August: Die Italiener Walter Bonatti und Carlo Mauri stehen als erste Bergsteiger auf dem Gipfel des Gasherbrum IV im Karakorum-Gebirge.
- 20./21. September: Deutschland besiegt überraschend mit 115:105 die UdSSR beim Leichtathletik-Länderkampf im Rosenaustadion. Ludwig Müller wird der „Held von Augsburg“.
- 11. Oktober: Gründung des „Deutschen Pony-Clubs“ in Bonn, als Vorläufer des Islandpferde-Reiter- und Züchterverbands IPZV e. V., Beginn der Demokratisierung des Reitens und der Freizeitreiterei als Breitensport-Bewegung.
- 19. Oktober: Der Brite Mike Hawthorn wird Weltmeister der Formel 1, das Team Vanwall gewinnt die erste Konstrukteursmeisterschaft der Formel 1.
- 12. November: Dem Bergsteiger und Kletterer Warren Harding gelingt es mit seinem Team, die schwierige The Nose genannte Felswand des Berges El Capitan im Yosemite-Nationalpark nach langen Versuchen zu durchsteigen.
- 28. Dezember: In der Overtime gewinnen die Baltimore Colts in New York City das NFL Championship Game gegen die New York Giants mit 23-17. Die dramatischen Schlussminuten machen das Spiel zum The Greatest Game Ever Played in der Geschichte des American Football.

## Geboren

### Januar
- 01. Januar: Laima Liucija Andrikienė, litauische Politikerin
- 01. Januar: Grandmaster Flash, US-amerikanischer Rapper, Musik-Produzent und DJ
- 01. Januar: Henriette Youanga, zentralafrikanische Bogenschützin
- 02. Januar: Jean-Baptiste Barrière, französischer Komponist
- 02. Januar: Igor Sokolow, sowjetisch-russischer Sportschütze und Olympiasieger
- 03. Januar: Kerry Michelle Armstrong, australische Schauspielerin
- 04. Januar: Matt Frewer, US-amerikanischer Schauspieler
- 04. Januar: Julian Sands, britischer Schauspieler († 2023)
- 05. Januar: Notburga Astleitner, österreichische Politikerin
- 05. Januar: Danny Atar, israelischer Politiker
- 05. Januar: Gabriela Cárdeñas, peruanische Volleyballspielerin († 2022)
- 05. Januar: Monica Guerritore, italienische Schauspielerin
- 06. Januar: Frankie Vázquez, puerto-ricanischer Perkussionist und Sänger
- 07. Januar: Miki Biasion, italienischer Rallyefahrer
- 07. Januar: Florian Beck, deutscher Skirennläufer
- 07. Januar: Linda Kozlowski, US-amerikanische Schauspielerin
- 07. Januar: David Lee Murphy, US-amerikanischer Country-Star
- 07. Januar: Kristin Winter, deutsche Autorin und Malerin
- 08. Januar: Betsy DeVos, US-amerikanische Politikerin, ehemalige Bildungsministerin
- 08. Januar: Peter Sebastian, deutscher Sänger, Texter, Produzent und Rundfunkmoderator
- 09. Januar: Mehmet Ali Ağca, türkischer Rechtsextremist
- 09. Januar: Thomas Jauch, deutscher Regisseur
- 10. Januar: Giselher W. Hoffmann, deutschsprachiger namibischer Schriftsteller († 2016)
- 11. Januar: Vicki Peterson, US-amerikanische Pop- und Rockmusikerin
- 12. Januar: Christiane Amanpour, britisch-iranische Journalistin
- 12. Januar: Andreas H. Apelt, deutscher Publizist und Autor
- 12. Januar: Jo Conrad, deutscher Autor
- 12. Januar: Matthias Döschner, deutscher Fußballer
- 12. Januar: Volker Schnurrbusch, deutscher Politiker
- 13. Januar: Marianne Rappenglück, deutsche Schauspielerin
- 14. Januar: Patricia Morrison, US-amerikanische Bassistin, Sängerin und Songwriterin
- 15. Januar: Silvano Contini, italienischer Radrennfahrer
- 15. Januar: Adramé Ndiaye, senegalesischer Basketballspieler († 2020)
- 15. Januar: Boris Tadić, serbischer Politiker und Staatspräsident
- 17. Januar: Elisabeth Apel, hessische Politikerin
- 17. Januar: Gabriele Marion Appel, deutsche Hockeyspielerin
- 17. Januar: Georges Bregy, Schweizer Fußballspieler
- 17. Januar: Susanna Capurso, italienische Schauspielerin
- 17. Januar: Ulla Haselstein, deutsche Literaturwissenschaftlerin
- 17. Januar: Gabriel Mbilingi, angolanischer Theologe
- 17. Januar: Deran Sarafian, US-amerikanischer Schauspieler und Regisseur
- 17. Januar: Klaus Täuber, deutscher Fußballspieler († 2023)
- 18. Januar: Bernard Genghini, französischer Fußballspieler
- 18. Januar: Andreas Mrosek, deutscher Politiker
- 18. Januar: Brenda Phillips, simbabwische Hockeyspielerin
- 18. Januar: Volker Pispers, deutscher Kabarettist
- 19. Januar: Michel De Wolf, belgischer Fußballspieler
- 19. Januar: Ludwik Synowiec, polnischer Eishockeyspieler († 2022)
- 21. Januar: Klaus Thiele, deutscher Leichtathlet
- 21. Januar: Frank Ticheli, US-amerikanischer Komponist und Musikpädagoge
- 22. Januar: Nikolaos Anastopoulos, griechischer Fußballspieler und -trainer
- 22. Januar: Mark Mitten, US-amerikanischer Filmproduzent
- 22. Januar: Butz Peters, deutscher Jurist und Fernsehmoderator
- 23. Januar: Stephan Apel, deutscher Arzt und Sanitätsoffizier
- 23. Januar: Sergei Litwinow, sowjetisch-russischer Leichtathlet, Hammerwerfer († 2018)
- 24. Januar: François Bertemes, deutsch-luxemburgischer Prähistoriker
- 24. Januar: Jools Holland, britischer Pianist, Bandleader und Fernsehmoderator
- 24. Januar: Frank Ullrich, deutscher Biathlet und Bundestrainer der deutschen Biathleten
- 24. Januar: Harti Weirather, österreichischer Skirennläufer
- 25. Januar: Eric Abetz, australischer Politiker
- 25. Januar: Paulus Manker, österreichischer Schauspieler

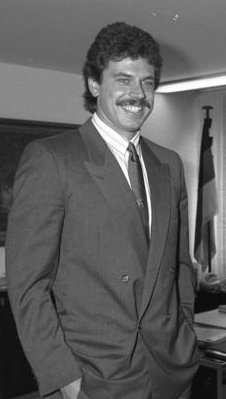
Jürgen Hingsen, 1987

- 25. Januar: Jürgen Hingsen, deutscher Zehnkämpfer
- 25. Januar: Alessandro Baricco, italienischer Schriftsteller
- 25. Januar: Dinah Manoff, US-amerikanische Schauspielerin
- 25. Januar: Kidane Yebio, eritreischer Bischof
- 26. Januar: Anita Baker, US-amerikanische Jazz-Sängerin

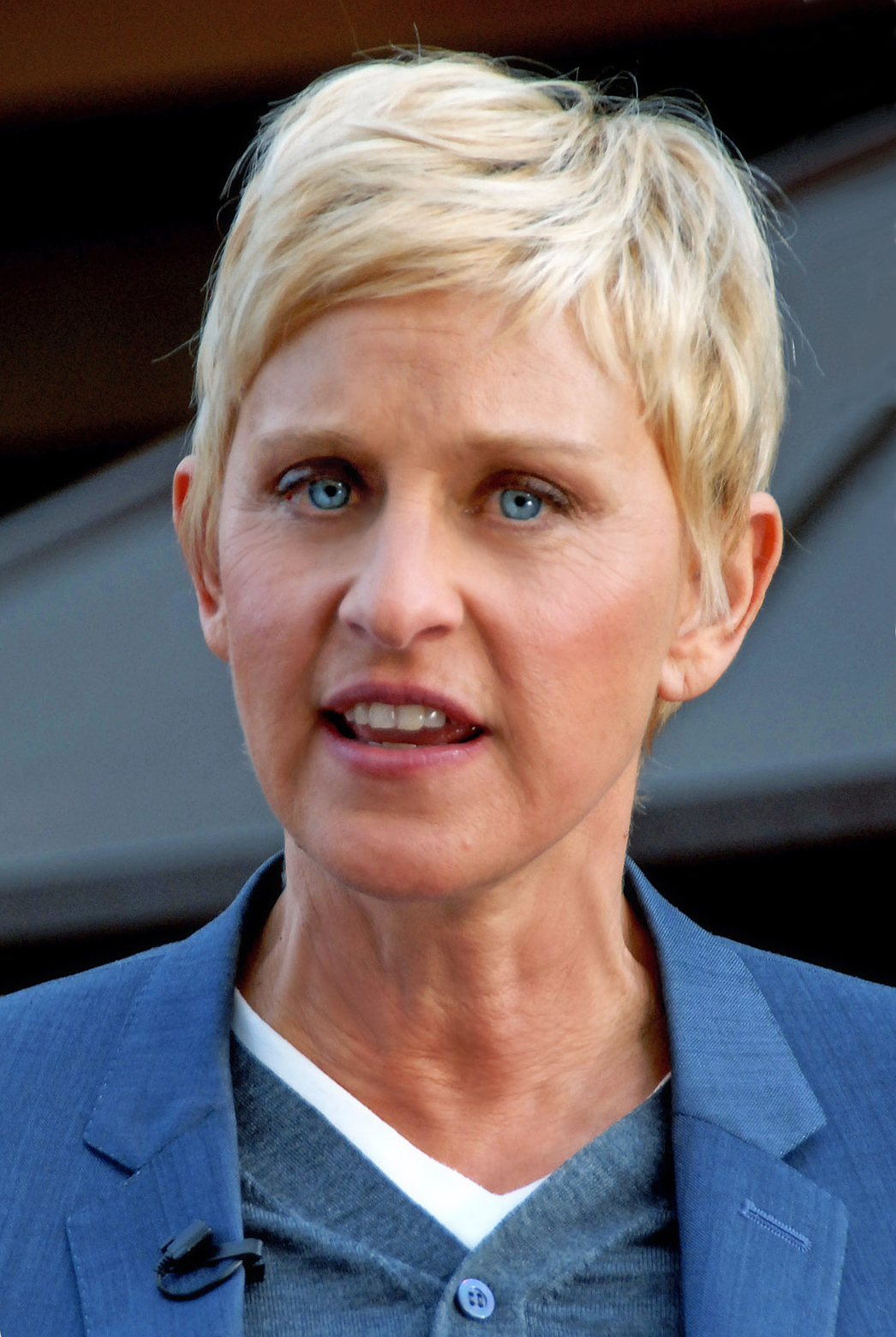
Ellen DeGeneres, 2011

- 26. Januar: Ellen DeGeneres, US-amerikanische Schauspielerin, Moderatorin und Komikerin
- 26. Januar: Gian Piero Gasperini, italienischer Fußballspieler und -trainer
- 26. Januar: Vincenzo La Scola, italienischer Tenor († 2011)
- 27. Januar: Mohammed Ali Abtahi, persischer Geistlicher und Politiker
- 29. Januar: Leif Allan Andrée, schwedischer Schauspieler und Schlagzeuger
- 29. Januar: Thomas Blumenthal, deutscher klassischer Gitarrist und Musikpädagoge
- 30. Januar: Bjørn Klakegg, norwegischer Jazzgitarrist
- 31. Januar: Bernd Baumann, deutscher Ökonom und Politiker

### Februar
- 01. Februar: Søren Lerby, dänischer Fußballspieler und -trainer
- 02. Februar: William Binnie, US-amerikanischer Unternehmer und Automobilrennfahrer
- 02. Februar: Michel Marc Bouchard, kanadischer Dramatiker
- 02. Februar: Franke Sloothaak, deutsch-niederländischer Springreiter
- 03. Februar: Piotr Sobociński, polnischer Kameramann († 2001)
- 03. Februar: N. Gregory Mankiw, US-amerikanischer Ökonom
- 04. Februar: Keigo Higashino, japanischer Kriminalschriftsteller
- 04. Februar: Werner Schwab, österreichischer Schriftsteller († 1994)
- 04. Februar: Tomasz Pacyński, polnischer Science-Fiction-Schriftsteller († 2005)
- 05. Februar: Fabrizio Frizzi, italienischer Fernsehmoderator († 2018)
- 05. Februar: Antje Hadler, deutsche Organisationspsychologin († 2021)
- 05. Februar: Kenneth Holm, schwedischer Rennrodler
- 05. Februar: Frank Pagelsdorf, deutscher Fußballspieler und -trainer
- 06. Februar: Cecily Adams, US-amerikanische Schauspielerin und Regisseurin († 2004)
- 06. Februar: Juri Mitew, bulgarischer Biathlet († 2022)
- 06. Februar: Johann Schuler, deutscher Schauspieler
- 07. Februar: Giuseppe Baresi, italienischer Fußballspieler
- 07. Februar: Matt Ridley, britischer Zoologe
- 08. Februar: Sherri Martel, US-amerikanische Profi-Wrestlerin und Wrestling-Managerin († 2007)
- 09. Februar: Totju Andonow, bulgarischer Ringer
- 09. Februar: Jürgen Kuttner, deutscher Radiomoderator
- 10. Februar: Wally Afanasieff, US-amerikanischer Musikproduzent und Songwriter
- 10. Februar: Birgit Diezel, deutsche Politikerin
- 10. Februar: Norbert Vollertsen, deutscher Notarzt und Menschenrechtsaktivist
- 11. Februar: Ulrike Bumke, deutsche Juristin († 2016)
- 13. Februar: Ulrich Adrian, deutscher Fernsehjournalist
- 13. Februar: Pernilla August, schwedische Schauspielerin und Filmregisseurin
- 13. Februar: Enzo Cosimi, italienischer Tänzer und Choreograph
- 13. Februar: Anna Jansson, schwedische Autorin
- 15. Februar: Rabah Madjer, algerischer Fußballspieler und -trainer
- 15. Februar: Christian Lindberg, schwedischer Komponist und Posaunist
- 16. Februar: Bernhard Englbrecht, deutscher Eishockeyspieler, jetzt Trainer
- 16. Februar: Ice-T, US-amerikanischer Rapper und Schauspieler
- 17. Februar: Josefa Andrés Barea, spanische Politikerin
- 18. Februar: Stefan Keller, schweizerischer Autor und Historiker
- 18. Februar: Peter Kremer, deutscher Schauspieler
- 18. Februar: Giovanni Lavaggi, italienischer Automobilrennfahrer
- 19. Februar: Lutz Ahnfeld, deutscher Politiker
- 19. Februar: Helen Fielding, britische Autorin
- 20. Februar: Sabine Kaack, deutsche Schauspielerin
- 21. Februar: Klaus Graf, deutscher Historiker und Archivar
- 21. Februar: Simon Holt, englischer Komponist
- 21. Februar: Martin Weppler, deutscher Leichtathlet
- 21. Februar: Angela Gehann-Dernbach, deutsche Dirigentin, Sängerin, Organistin
- 21. Februar: Mary Chapin Carpenter, US-amerikanische Country- und Folk-Sängerin
- 21. Februar: Jack Coleman, US-amerikanischer Schauspieler
- 21. Februar: Jörn-Uwe Lommel, deutscher Handballtrainer und Handballspieler
- 22. Februar: Udi Adam, israelischer Generalmajor
- 22. Februar: Almo Coppelli, italienischer Automobilrennfahrer
- 22. Februar: Richard Greenberg, US-amerikanischer Dramatiker († 2025)
- 23. Februar: Heinrich Richard Arndt, deutscher Blues- und Rockmusiker
- 24. Februar: Sammy Kershaw, US-amerikanischer Country-Sänger
- 25. Februar: Kevin Gray, US-amerikanischer Schauspieler († 2013)
- 25. Februar: Barclay Hope, kanadischer Schauspieler
- 25. Februar: Miloslav Navrátil, tschechischer Dartspieler
- 26. Februar: Michel Houellebecq, französischer Schriftsteller
- 26. Februar: Brigitte Kieffer, französische Neurobiologin
- 26. Februar: Bernd Liffers, deutscher Kirchenmusiker und Organist
- 27. Februar: Christoph Güsken, deutscher Krimiautor
- 27. Februar: Robert Obrist, Schweizer Politiker († 2025)
- 27. Februar: Nancy Spungen, US-amerikanische Freundin des Punkmusikers Sid Vicious († 1978)
- 27. Februar: Charlotte Britz, deutsche Oberbürgermeisterin von Saarbrücken
- 28. Februar: Christina Lathan, deutsche Leichtathletin und Olympiasiegerin
- 28. Februar: Mark Pavelich, US-amerikanischer Eishockeyspieler († 2021)

### März

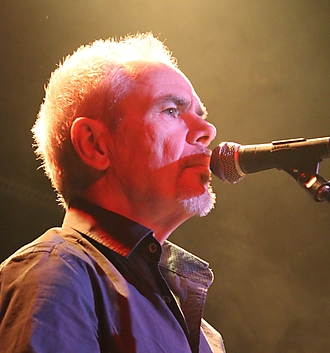
Nik Kershaw, 2013

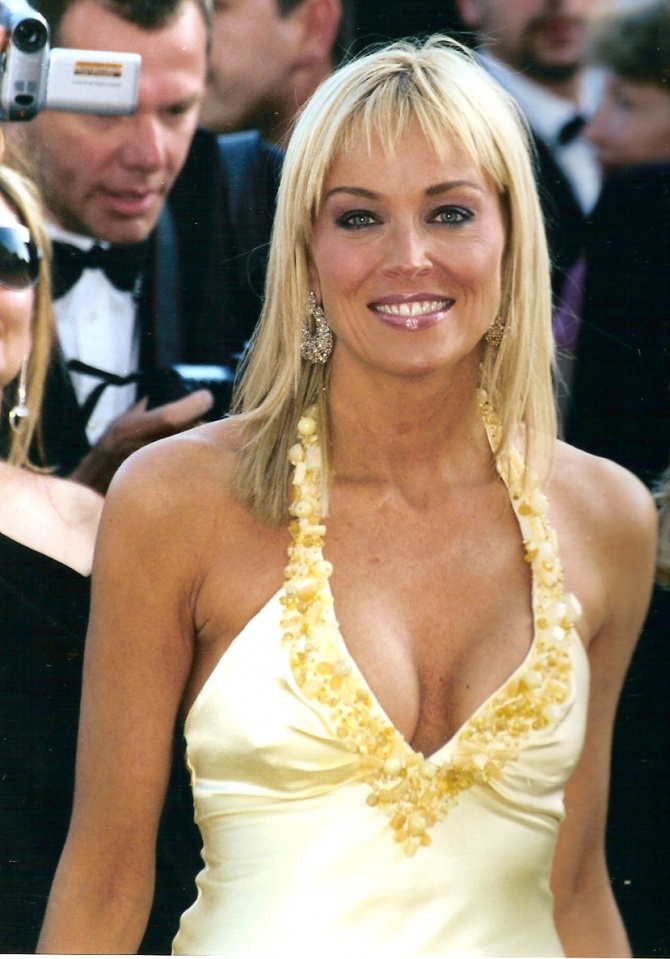
Sharon Stone, 2005

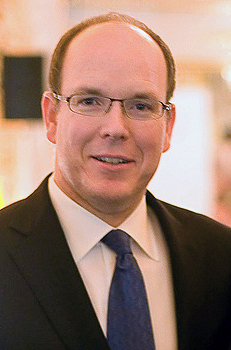
Albert II. von Monaco, 2008

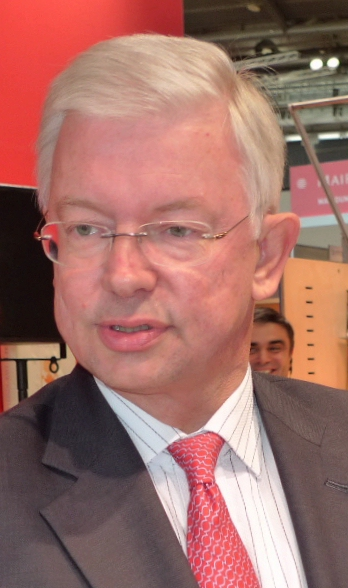
Roland Koch, 2010

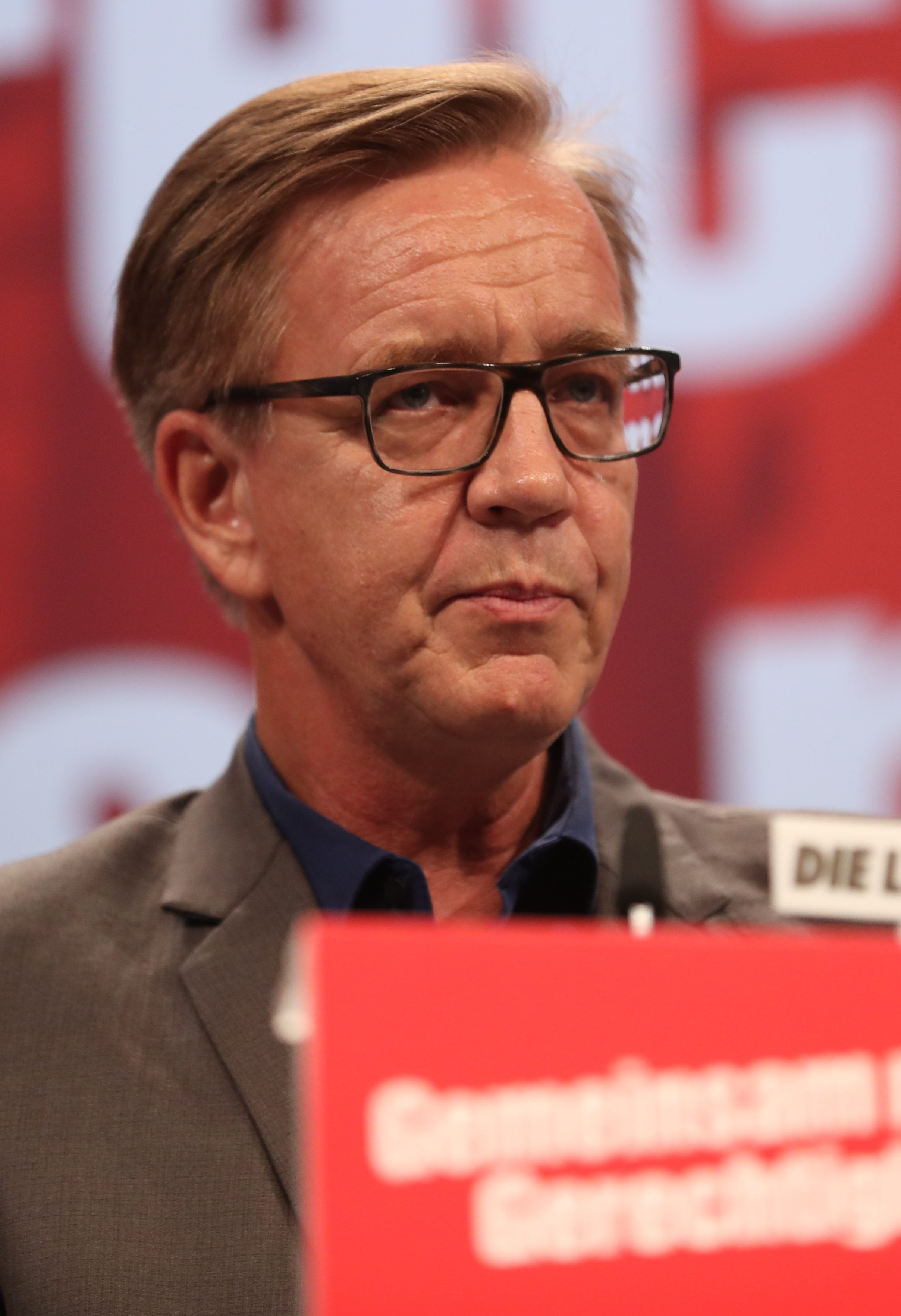
Dietmar Bartsch, 2018

- 01. März: Hansa Czypionka, deutscher Schauspieler
- 01. März: Katerina Jacob, deutsche Schauspielerin
- 01. März: Nik Kershaw, britischer Popmusiker
- 01. März: Bertrand Piccard, Schweizer Psychiater und Wissenschaftler
- 01. März: Egbert Scheunemann, freier Autor und Lehrbeauftragter an der Universität Hamburg
- 02. März: Kevin Curren, südafrikanischer Tennisspieler
- 03. März: Haji Nasrullah Baryalai Arsalai, afghanischer Politiker
- 03. März: Miranda Richardson, britische Schauspielerin
- 04. März: Per Egil Ahlsen, norwegischer Fußballspieler
- 04. März: Patricia Heaton, amerikanische Schauspielerin
- 04. März: Madleen Kane, schwedische Disco-Sängerin und Model
- 04. März: Jouko Parviainen, finnischer Nordischer Kombinierer
- 05. März: Bülent Aris, deutscher Musikproduzent und Songwriter
- 06. März: Vittorio Agnoletto, italienischer Politiker
- 06. März: Andrea Wicklein, deutsche Politikerin
- 07. März: Stefan Born, deutscher Fußballspieler († 2015)
- 08. März: Gary Numan, britischer Musiker und Pionier des Elektropop
- 08. März: Erwin Skamrahl, deutscher Leichtathlet
- 09. März: Ülkü Akbaba, österreichische Schauspielerin, Dramaturgin, Regisseurin, Film- und Theaterautorin
- 09. März: Corinna Kirchhoff, deutsche Schauspielerin
- 09. März: Hans Stacey, niederländischer Rallye- und Rallye-Raid-Fahrer
- 10. März: Janis Dowd, US-amerikanische Schwimmerin († 2021)
- 10. März: Sharon Stone, US-amerikanische Schauspielerin
- 11. März: Eddie Lawson, US-amerikanischer Motorradrennfahrer
- 12. März: Phil Anderson, australischer Radrennfahrer
- 12. März: Max Herbrechter, deutscher Schauspieler und Kabarettist
- 12. März: Kathrin Schmidt, deutsche Schriftstellerin
- 13. März: Guillermo Arriaga Jordán, mexikanischer Schriftsteller, Drehbuchautor, Filmregisseur und -produzent
- 13. März: Ján Kocian, slowakischer Fußballspieler und -trainer
- 13. März: Khalida Messaoudi, algerische Feministin
- 14. März: Albert II., Fürst von Monaco
- 14. März: Leonhard Stock, österreichischer Skirennläufer
- 14. März: Reinhard Wolters, deutscher Althistoriker
- 15. März: Marie-Luise Angerer, österreichische Medien- und Kulturwissenschaftlerin († 2024)
- 15. März: Peter Hertel, deutscher Schach-Großmeister im Fernschach
- 15. März: Klaus-Armin Nave, deutscher Molekular- und Neurobiologe
- 15. März: Ralf Walter, deutscher SPD-Politiker
- 16. März: Maria Elisabet Wallgren Arnholm, schwedische Politikerin
- 16. März: Marco Pütz, luxemburgischer Saxophonist und Komponist
- 17. März: José Manuel Abascal, spanischer Mittel- und Langstreckenläufer
- 17. März: Christian Clemenson, US-amerikanischer Schauspieler
- 18. März: Joachim Reiber, deutscher Historiker, Germanist, Musikjournalist und Musikschriftsteller
- 18. März: Andreas Wenzel, Skirennläufer aus Liechtenstein
- 19. März: Jean-Jacques Aubert, schweizerischer Althistoriker
- 19. März: Anne Marie Giørtz, norwegische Jazzsängerin
- 19. März: Theo Koll, deutscher Journalist
- 19. März: Andy Reid, US-amerikanischer American-Football-Trainer
- 19. März: Michael Radanovics, österreichischer Komponist, Arrangeur und Violinist
- 20. März: Holly Hunter, US-amerikanische Schauspielerin
- 21. März: Willi Achten, deutscher Schriftsteller
- 21. März: Marlies Göhr, deutsche Leichtathletin
- 21. März: Gary Oldman, britischer Schauspieler, Regisseur und Filmproduzent

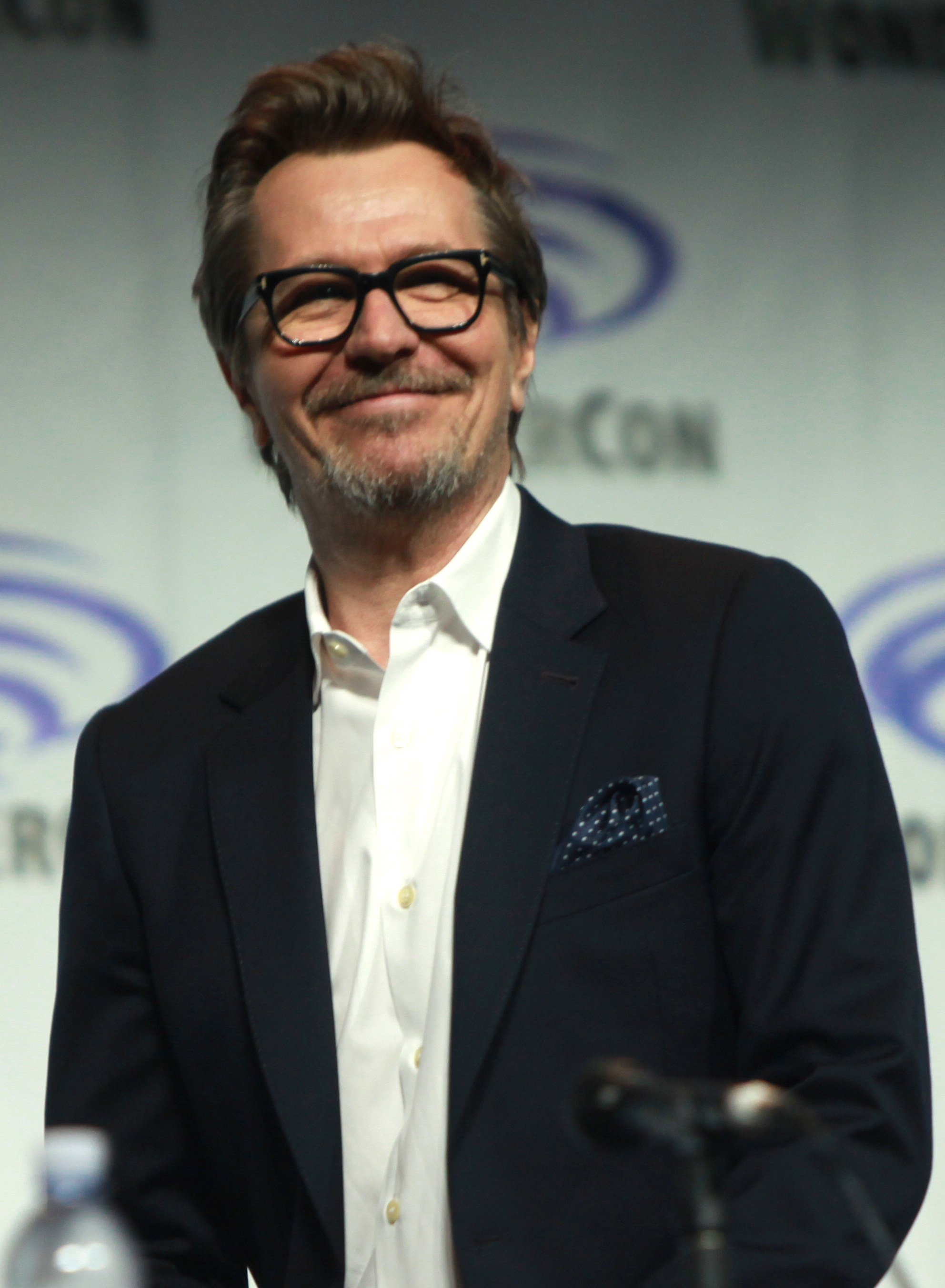
Gary Oldman

- 22. März: Janez Potočnik, slowenischer Politiker und EU-Kommissar
- 22. März: Claudia Sprenger, liechtensteinische Skilangläuferin
- 22. März: Guilherme de Aguiar Patriota, brasilianischer Diplomat
- 23. März: Serena Grandi, italienische Schauspielerin
- 23. März: Bruno Mathieu, französischer Organist
- 24. März: Albert Carnice Company, andorranischer Fußballspieler
- 24. März: Roland Koch, deutscher Politiker, Ministerpräsident von Hessen
- 24. März: Joachim Paulick, deutscher Oberbürgermeister von Görlitz
- 25. März: Enno Aufderheide, deutscher Biologe und Wissenschaftsmanager
- 25. März: Thomas Happe, deutscher Handballspieler
- 26. März: Elio de Angelis, italienischer Automobilrennfahrer († 1986)
- 26. März: Alar Karis, estnischer Biologe und Politiker
- 27. März: Didier de Radiguès, belgischer Motorrad- und Automobilrennfahrer
- 28. März: Edesio Alejandro, kubanischer Musiker († 2025)
- 28. März: Elisabeth Andreassen, schwedisch-norwegische Sängerin
- 28. März: Curt Hennig, US-amerikanischer Profi-Wrestler, „Mr. Perfect“ († 2003)
- 28. März: Heinz Hermann, Schweizer Fußballspieler
- 29. März: Denise, deutsche Sängerin, Texterin und Gitarristin
- 29. März: Kostas Akrivos, griechischer Schriftsteller
- 29. März: Marliese Arold, deutsche Kinder- und Jugendbuchautorin
- 29. März: Michael Müller, deutscher Autor und Verleger († 2014)
- 30. März: Markus Hinterhäuser, österreichischer Pianist und Kulturmanager
- 31. März: Walter Ameling, deutscher Althistoriker
- 31. März: Dietmar Bartsch, deutscher Politiker

### April
- 01. April: Toni Innauer, österreichischer Skispringer
- 01. April: Tita, brasilianischer Fußballspieler
- 02. April: Roland Gewalt, deutscher Politiker
- 02. April: Dierk Schmäschke, deutscher Handballmanager und Handballspieler
- 03. April: Francesca Woodman, US-amerikanische Fotografin († 1981)

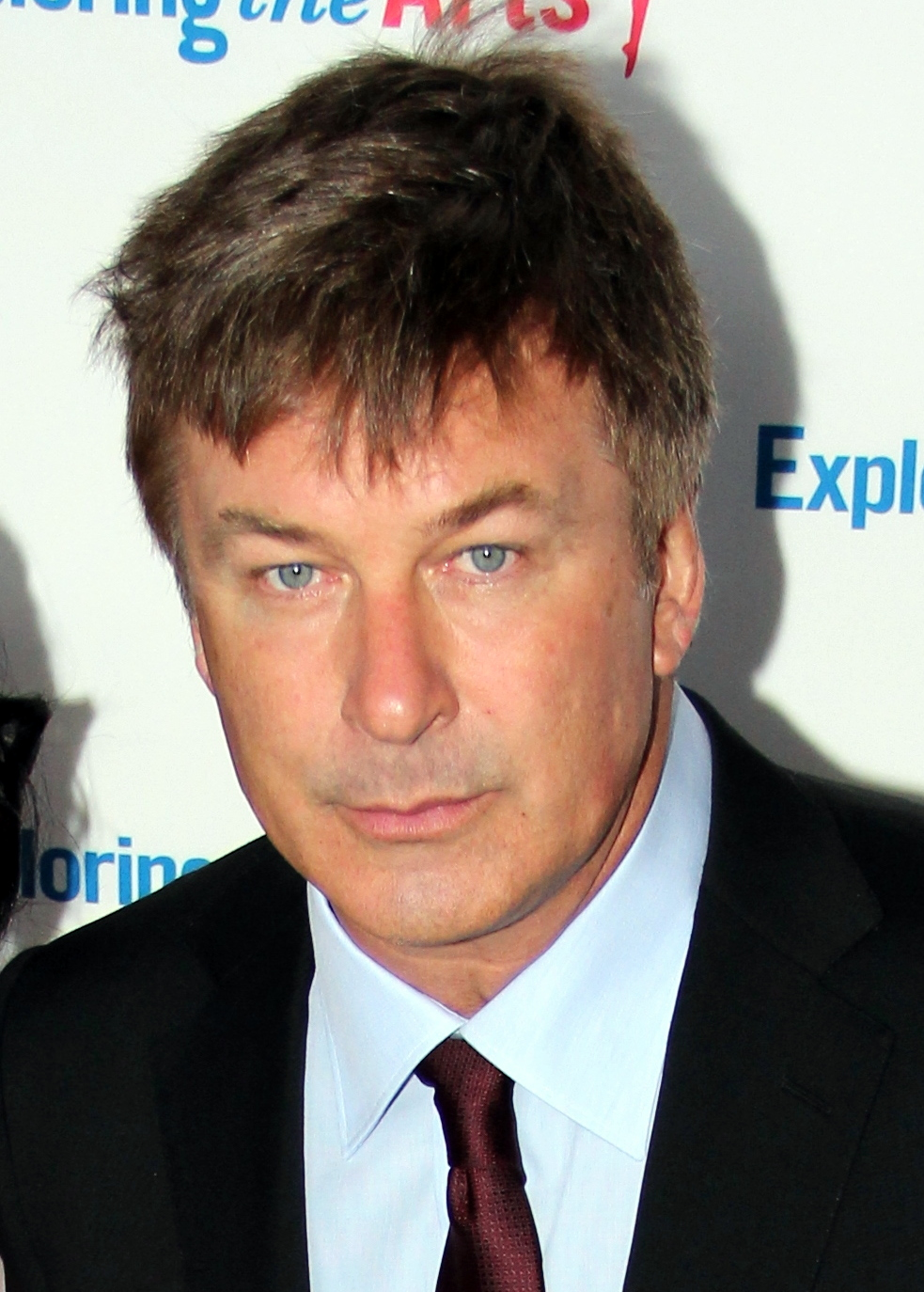
Alec Baldwin, 2011

- 03. April: Alec Baldwin, US-amerikanischer Schauspieler
- 03. April: Esther Wenger, deutsche Fernsehregisseurin und -produzentin
- 04. April: Christian Danner, deutscher Motorsportler
- 04. April: Hildegard Förster-Heldmann, deutsche Innenarchitektin und Politikerin
- 04. April: Greg Foster, US-amerikanischer Leichtathlet († 2023)
- 05. April: Wilson Luís Angotti Filho, brasilianischer Weihbischof
- 05. April: Johan Kriek, südafrikanischer Tennisspieler
- 05. April: Lasantha Wickrematunge, sri-lankischer Journalist († 2009)

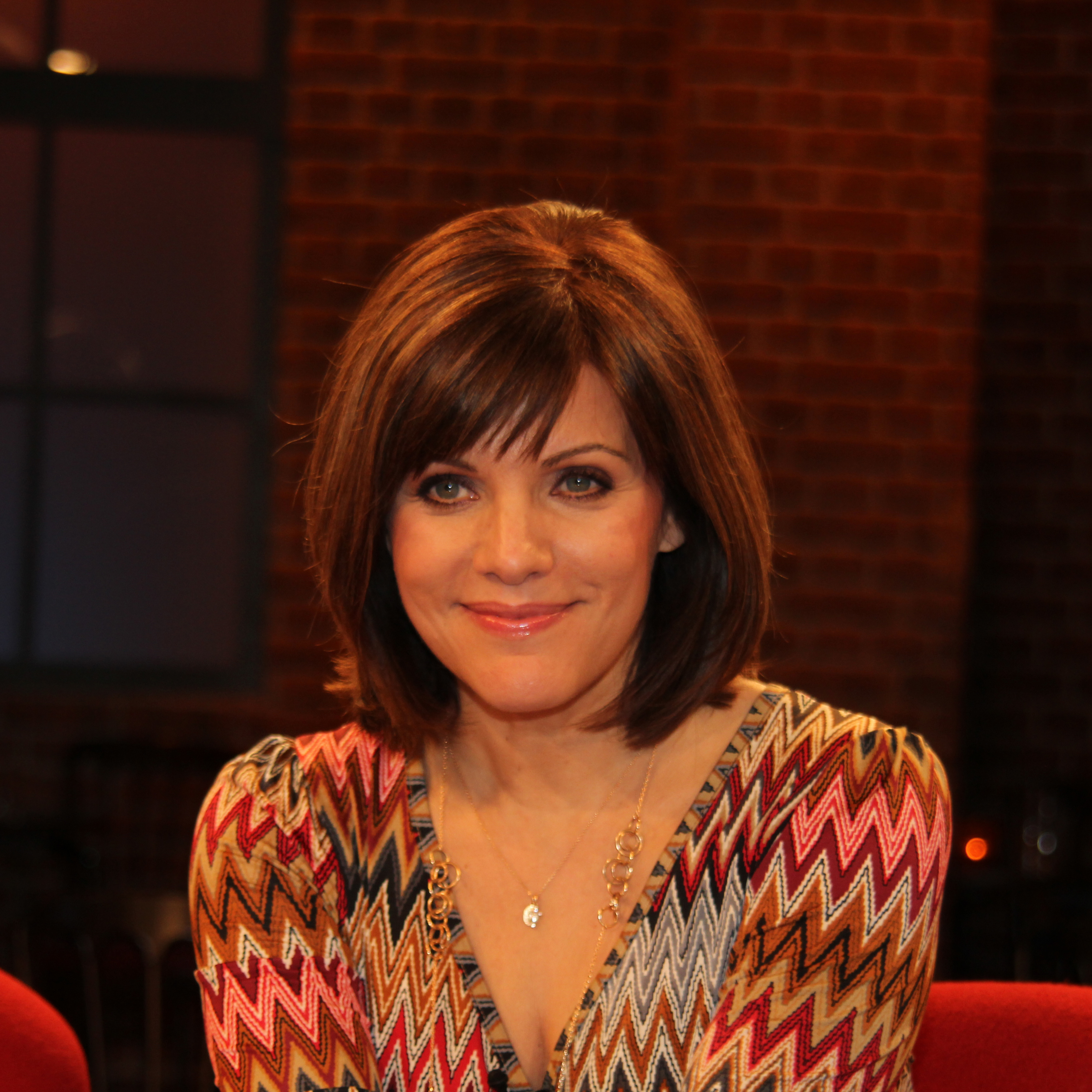
Birgit Schrowange, 2012

- 07. April: Birgit Schrowange, deutsche Fernsehmoderatorin
- 08. April: Marita Marschall, deutsche Schauspielerin
- 08. April: Marian Skubacz, polnischer Ringer († 2023)
- 10. April: Michael Fock, deutscher Jurist
- 10. April: Kathleen Glynn, US-amerikanische Grafik-Designerin und Film-Produzentin
- 10. April: Elmar Məhərrəmov, aserbaidschanischer Schachspieler
- 11. April: Stuart Adamson, schottischer Musiker († 2001)
- 11. April: Sally Clark, neuseeländische Vielseitigkeitsreiterin
- 11. April: Luísa Diogo, mosambikanische Politikerin
- 11. April: Ljudmila Kondratjewa, russische Leichtathletin
- 12. April: Bernard Fellay, Schweizer Ordenspriester und Bischof
- 12. April: Ginka Sagortschewa, bulgarische Leichtathletin
- 13. April: Ingo Holland, deutscher Koch († 2022)
- 14. April: Peter Adoboh, nigerianischer Bischof († 2020)
- 17. April: Ralf Wosik, deutscher Tischtennisspieler
- 18. April: Shaibu Amodu, nigerianischer Fußballtrainer († 2016)
- 20. April: Wjatscheslaw Fetissow, russischer Eishockeyspieler
- 20. April: Volker Schlott, deutscher Jazzmusiker
- 21. April: Andie MacDowell, US-amerikanische Schauspielerin

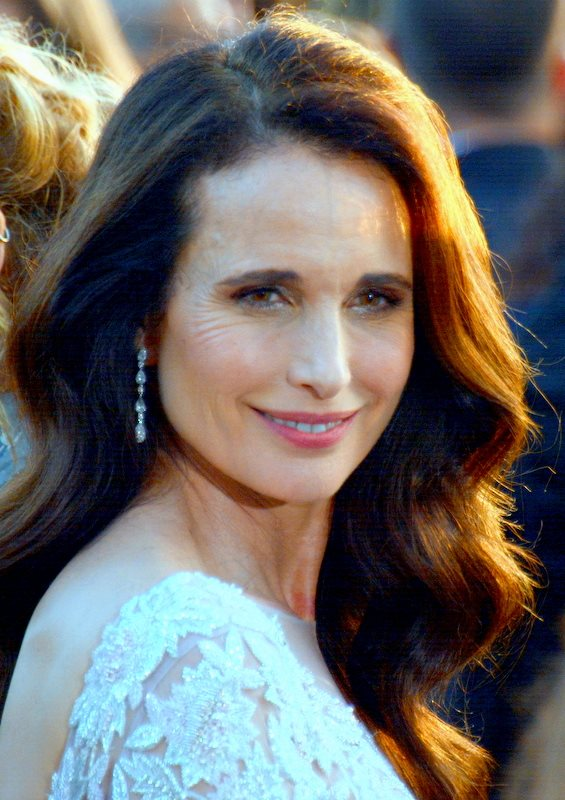
Andie MacDowell

- 22. April: Oleh Rybatschuk, ukrainischer Politiker
- 22. April: Simone Frost, deutsche Schauspielerin († 2009)
- 23. April: Magnus Andersson, schwedischer Fußballspieler
- 23. April: Jost Auler, deutscher Prähistoriker, Historiker, Journalist und Verleger
- 23. April: Hilmar Örn Hilmarsson, isländischer Musiker, Filmmusiker
- 23. April: Radu Mihăileanu, rumänisch-französischer Filmregisseur
- 24. April: Nazir Ahmed, britischer Politiker
- 24. April: Birte Berg, deutsche Schauspielerin
- 24. April: Karen Nicolson, britische Marathonläuferin († 2021)
- 24. April: Mercedes Stermitz, österreichische Schönheitskönigin und Automobilrennfahrerin
- 25. April: Derek William Dick („Fish“), schottischer Musiker und Schauspieler
- 26. April: Sebastian Dette, deutscher Jurist, Richter am Bundesverwaltungsgericht und Präsident des Rechnungshofes in Thüringen

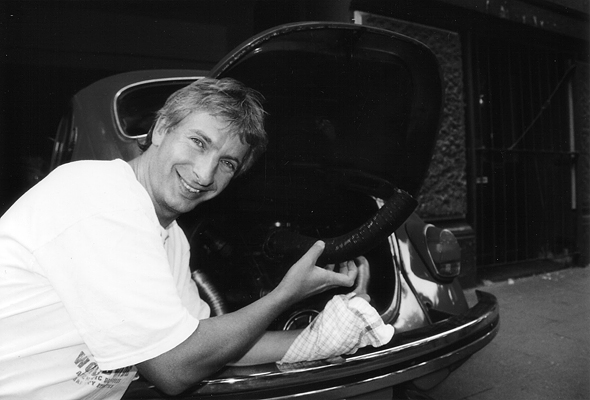
Ingolf Lück

- 26. April: Ingolf Lück, deutscher Schauspieler, Moderator und Comedian
- 26. April: Dieter Schatzschneider, deutscher Fußballspieler und -trainer
- 27. April: Christoph Achenbach, deutscher Manager
- 27. April: Ronald Adam, deutscher Fußballspieler
- 27. April: Jon Cassar, kanadischer Regisseur
- 28. April: Doris De Agostini, Schweizer Skirennläuferin († 2020)
- 28. April: François Jakubowski, französischer Unternehmer und Automobilrennfahrer

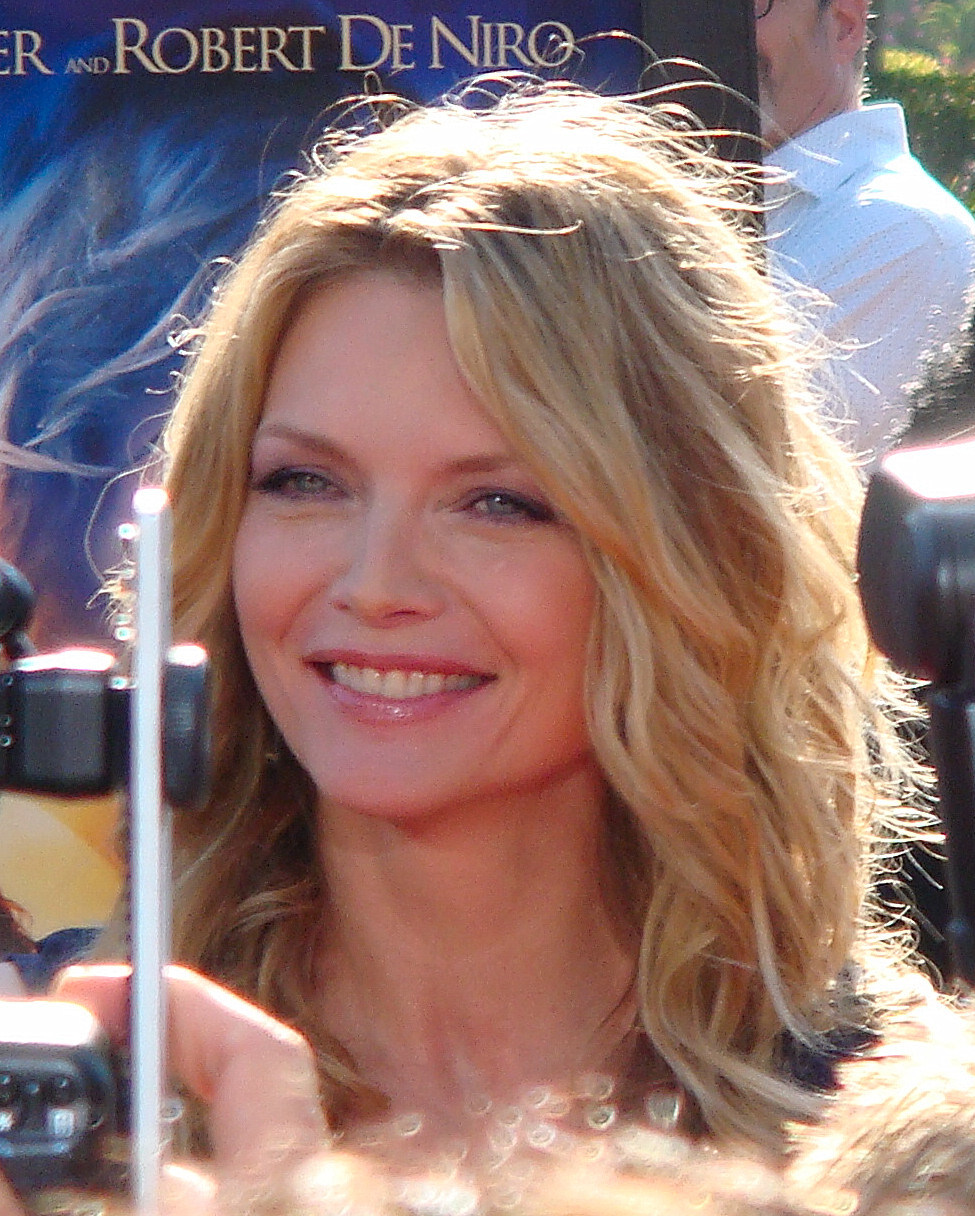
Michelle Pfeiffer, 2007

- 28. April: Kenny MacAskill, schottischer Justizminister
- 28. April: Hal Sutton, US-amerikanischer Berufsgolfer
- 29. April: Giovanni Galli, italienischer Fußballspieler
- 29. April: Herbert Mertin, deutscher Politiker († 2025)
- 29. April: Michelle Pfeiffer, US-amerikanische Schauspielerin
- 29. April: Peer Schmidt, deutscher Historiker († 2009)
- 000April: Amin Ahmed Mohammed Osman Abaza, ägyptischer Politiker

### Mai

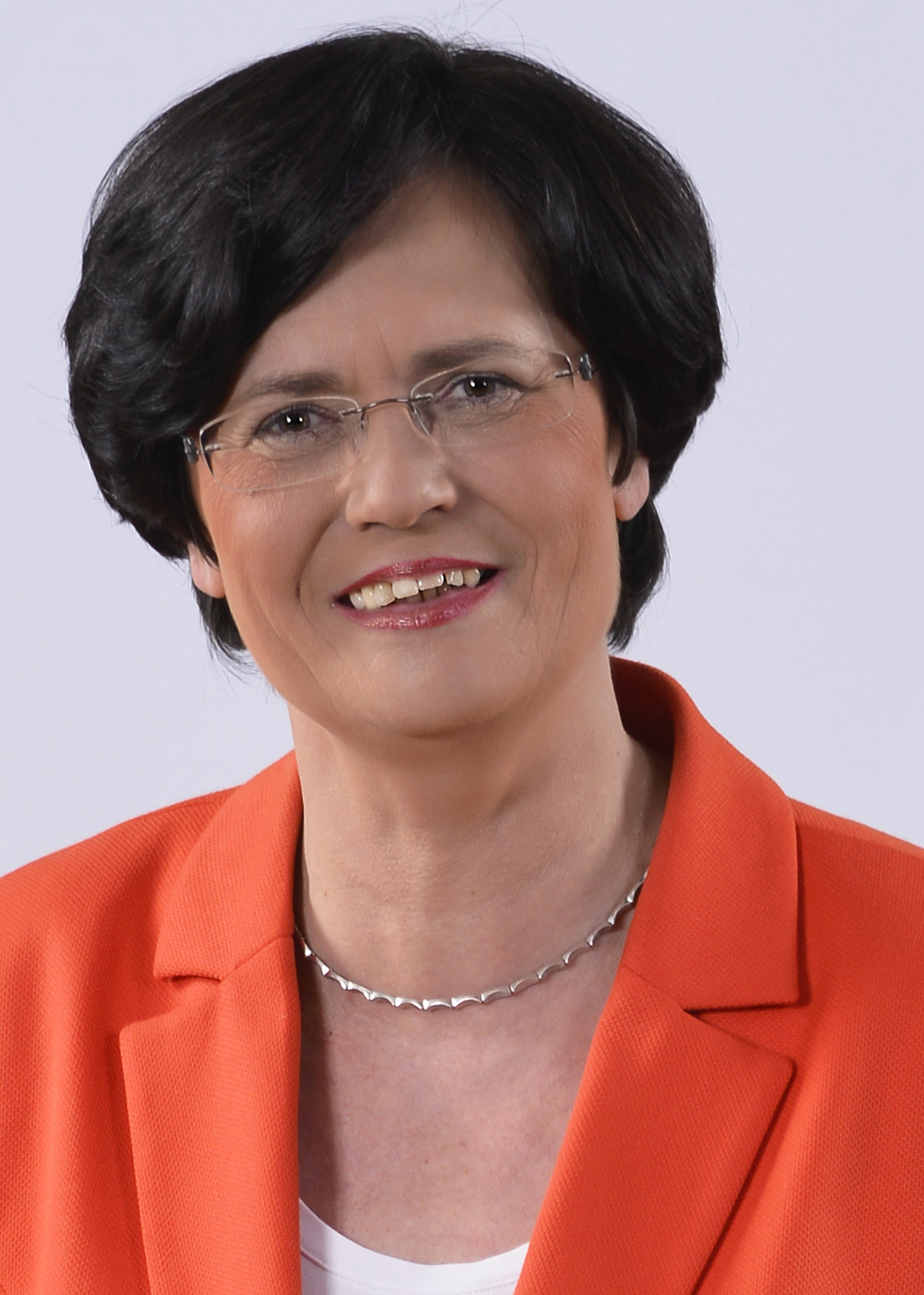
Christine Lieberknecht

- 01. Mai: Marika Blossfeldt, US-amerikanische Tänzerin, Choreographin, Sachbuchautorin und Yogalehrerin
- 02. Mai: Yasushi Akimoto, japanischer Fernsehproduzent, Songwriter, Musikproduzent und Professor
- 02. Mai: Giuseppe Dossena, italienischer Fußballspieler und -trainer
- 02. Mai: David O’Leary, irischer Fußballspieler und -trainer
- 04. Mai: Keith Haring, US-amerikanischer Künstler († 1990)
- 05. Mai: Serse Cosmi, italienischer Fußballtrainer
- 05. Mai: Elke Ferner, deutsche Politikerin und MdB
- 06. Mai: Tommy Byrne, irischer Automobilrennfahrer
- 05. Mai: Dirk Nockemann, deutscher Politiker
- 07. Mai: Michael Formanek, US-amerikanischer Jazzbassist und -komponist
- 07. Mai: Christine Lieberknecht, deutsche Politikerin
- 07. Mai: Josef Schlickenrieder, deutscher Eishockeyspieler
- 07. Mai: Marty Willson-Piper, britischer Songwriter, Musiker und Dichter
- 08. Mai: Dieter Vieweger, deutscher Theologe und Archäologe
- 08. Mai: Roddy Doyle, irischer Schriftsteller
- 09. Mai: Brad Budde, US-amerikanischer American-Football-Spieler
- 10. Mai: Rick Santorum, US-amerikanischer Politiker
- 11. Mai: Peter Thomas Antonie, australischer Ruderer und Olympiasieger
- 11. Mai: Tim Bollerslev, dänischer Ökonom
- 11. Mai: Christian Brando, US-amerikanischer Schauspieler († 2008)
- 11. Mai: Peter Reichelt, deutscher Filmemacher
- 11. Mai: Eveline Wirth, Schweizer Freestyle-Skierin und Snowboarderin
- 12. Mai: Cuno Affolter, Schweizer Journalist und Comic-Experte
- 12. Mai: Massimo Briaschi, italienischer Fußballspieler und Spielervermittler
- 12. Mai: Eric Singer, US-amerikanischer Schlagzeuger
- 13. Mai: Jeffrey Gedmin, US-amerikanischer Politologe
- 13. Mai: Merit E. Janow, US-amerikanische Hochschullehrerin und Mitglied des WTO Appellate Body
- 14. Mai: Joachim Armbrust, deutscher Sozialpädagoge und Autor
- 14. Mai: Andrzej Grubba, polnischer Tischtennisspieler († 2005)
- 15. Mai: Carl Andersen, österreichischer Filmkritiker und Regisseur († 2012)
- 15. Mai: Regina van Dinther, deutsche Politikerin (CDU), Landtagspräsident von Nordrhein-Westfalen
- 16. Mai: Andy Stanley, US-amerikanischer evangelikaler Pastor, Gemeindegründer und Autor
- 17. Mai: Antonella Mei-Pochtler, italienische Unternehmensberaterin
- 18. Mai: Simon Beresford-Wylie, australischer Manager
- 18. Mai: Carsten Eggers, deutscher Bildhauer und Maler († 2021)
- 18. Mai: Ettore Fioravanti, italienischer Jazzperkussionist und Bandleader
- 18. Mai: Bruno Marini, italienischer Saxophonist und Hammondorgel-Spieler
- 18. Mai: Rubén Omar Romano, argentinischer Fußballtrainer
- 19. Mai: István Bubik, ungarischer Schauspieler († 2004)
- 19. Mai: Dieter Reiter, Oberbürgermeister von München
- 20. Mai: Gerhard Huisken, deutscher Mathematiker
- 20. Mai: Ronald Prescott Reagan, US-amerikanischer Journalist
- 20. Mai: Friederike Pöhlmann-Grießinger, deutsche Regisseurin, Schauspielerin und Theaterleiterin
- 20. Mai: Hildegard Schroedter, deutsche Schauspielerin
- 21. Mai: Christian Audigier, französischer Modedesigner und Unternehmer († 2015)
- 21. Mai: Warnakulasurya Wadumestrige Devasritha Valence Mendis, sri-lankischer Geistlicher, römisch-katholischer Bischof von Kandy
- 21. Mai: Curtis McMullen, US-amerikanischer Mathematiker
- 23. Mai: Shelly West, US-amerikanische Country-Sängerin
- 23. Mai: Andreas Schlüter, deutscher Kinder- und Jugendbuchautor
- 23. Mai: Thomas Reiter, deutscher Offizier der Luftwaffe und Astronaut
- 24. Mai: Rodney Sharman, kanadischer Komponist, Flötist und Musikpädagoge
- 25. Mai: Paul Weller, britischer Sänger, Musiker und Komponist
- 26. Mai: Fayek ’Adly ’Azb, ägyptischer Boxer († 2021)
- 26. Mai: Claus Boje, deutscher Filmproduzent († 2023)
- 27. Mai: Neil Finn, neuseeländischer Pop- und Rockmusiker
- 27. Mai: Heike Schulte-Mattler, deutsche Leichtathletin
- 28. Mai: Rainer Bischoff, deutscher Politiker
- 28. Mai: Natascha Chmyrewa, sowjetische Tennisspielerin († 2015)
- 28. Mai: Wilfried Grunau, Ingenieur und Geodät, Präsident des Verbandes Deutscher Vermessungsingenieure (VDV) und des Zentralverbandes der Ingenieurvereine (ZBI)
- 28. Mai: František Straka, tschechischer Fußballspieler und -trainer
- 28. Mai: Rosalie Varda, französische Kostümbildnerin und Filmproduzentin
- 29. Mai: Uwe Rapolder, deutscher Fußballtrainer
- 29. Mai: Annette Bening, US-amerikanische Schauspielerin
- 29. Mai: Gabi Troeger-Weiß, deutsche Raumplanerin
- 29. Mai: Kenny Washington, US-amerikanischer Jazzschlagzeuger
- 29. Mai: Till Mairhofer, österreichischer Verleger und Schriftsteller
- 30. Mai: Klaus-Jürgen Bremm, deutscher Militärhistoriker und Offizier

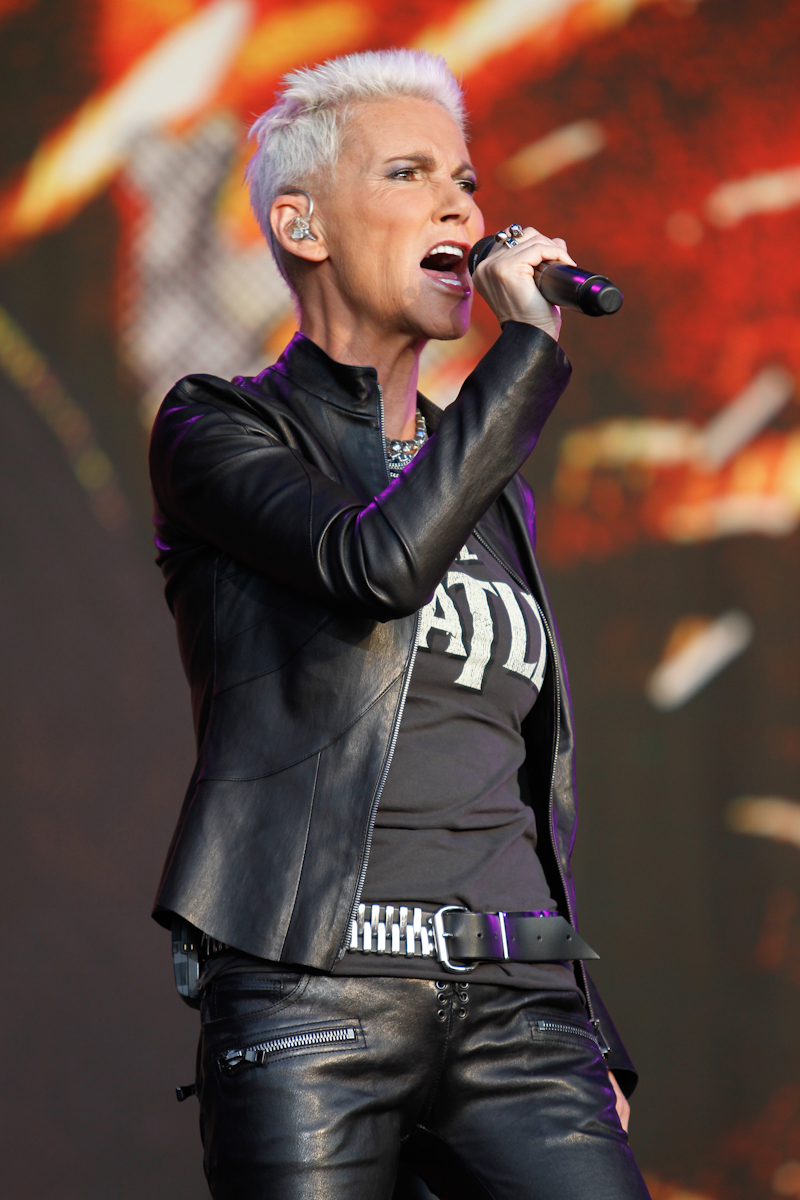
Marie Fredriksson, 2011

- 30. Mai: Marie Fredriksson, schwedische Musikerin († 2019)
- 30. Mai: Steve Israel, US-amerikanischer Politiker
- 30. Mai: Ted McGinley, US-amerikanischer Schauspieler
- 31. Mai: Mitchell Amundsen, US-amerikanischer Kameramann

### Juni

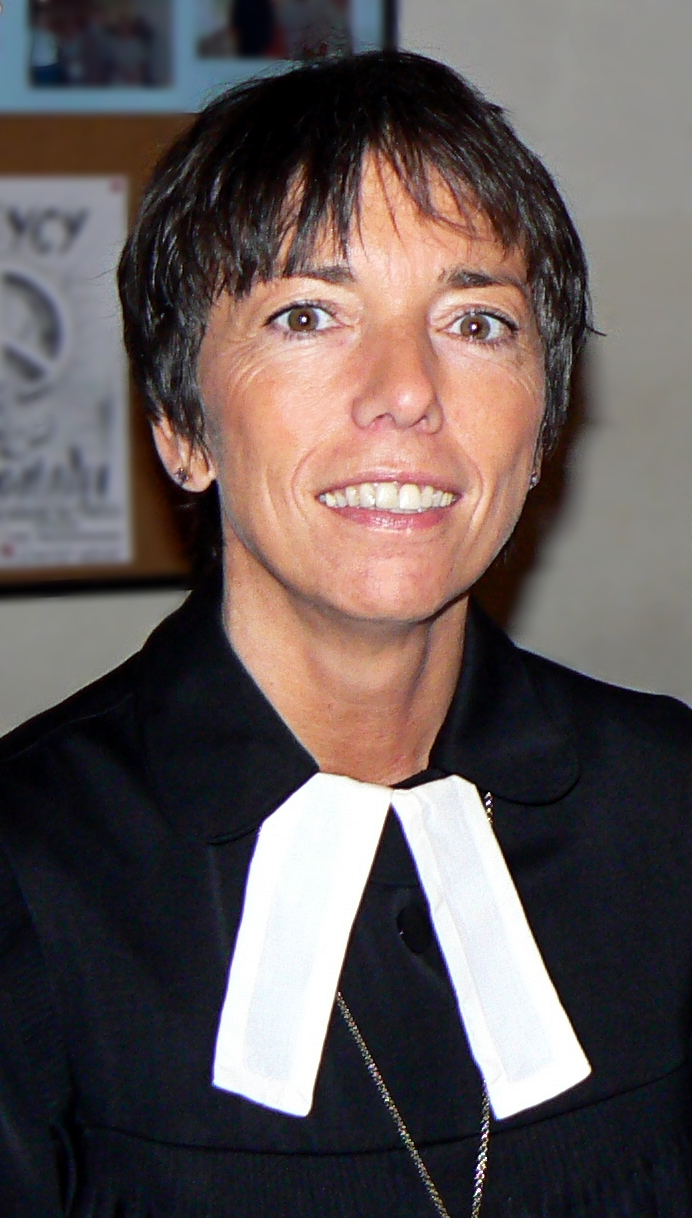
Margot Käßmann, 2009

- 01. Juni: Undine Brixner, deutsche Schauspielerin
- 01. Juni: Philippe Bron, französischer Freestyle-Skier
- 01. Juni: Nambaryn Enchbajar, seit Mai 2005 Staatspräsident der Mongolei
- 01. Juni: Michael Landau, US-amerikanischer Gitarrist, Studiomusiker und Songwriter
- 01. Juni: Jon Wozencroft, britischer Grafikdesigner, Autor und Labelbetreiber
- 02. Juni: Lex Luger, US-amerikanischer Wrestler
- 03. Juni: Margot Käßmann, Bischöfin der evangelisch-lutherischen Landeskirche Hannovers
- 03. Juni: Thierry Noir, französischer Maler
- 03. Juni: Norbert Stöß, deutscher Schauspieler
- 04. Juni: Reiner Ackermann, deutscher Fußballspieler
- 04. Juni: Andreas Giebel, bayerischer Komiker
- 04. Juni: Christoph Eidens, deutscher Jazzvibraphonist († 2005)
- 06. Juni: Kai Brodersen, deutscher Althistoriker
- 06. Juni: Gordan Grlić Radman, kroatischer Diplomat
- 07. Juni: Andora, deutscher Künstler und Maler
- 07. Juni: Arūnas Augustinaitis, litauischer Kommunikationstheoretiker
- 07. Juni: Fernando de la Mora, mexikanischer Opernsänger

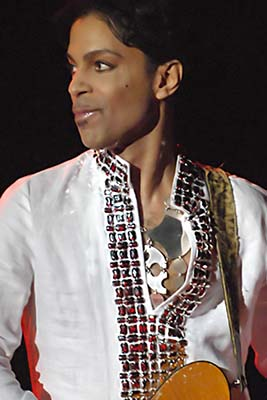
Prince, 2008

- 07. Juni: Prince, US-amerikanischer Sänger, Komponist, Songwriter, Musikproduzent und Multiinstrumentalist († 2016)
- 08. Juni: Gerhard Böhmer, deutscher Rennrodler
- 09. Juni: Karel Lang, tschechischer Eishockeytorwart
- 09. Juni: Wolfgang Peukert, deutscher Verfahrenstechniker
- 10. Juni: Yū Suzuki, japanischer Spieleentwickler
- 10. Juni: Attilio Tesser, italienischer Fußballspieler und -trainer
- 10. Juni: Nikolaus Utermöhlen, deutscher Musiker und Künstler († 1996)
- 11. Juni: Barry Adamson, englischer Bassist
- 11. Juni: Jürgen Pföhler, deutscher Landrat
- 12. Juni: Mark Amodei, US-amerikanischer Politiker
- 12. Juni: Domenico Brigaglia, italienischer Motorradrennfahrer
- 12. Juni: Meredith Brooks, US-amerikanische Sängerin und Songwriterin
- 14. Juni: Angelika Duganisch-Neeb, deutsche Lyrikerin

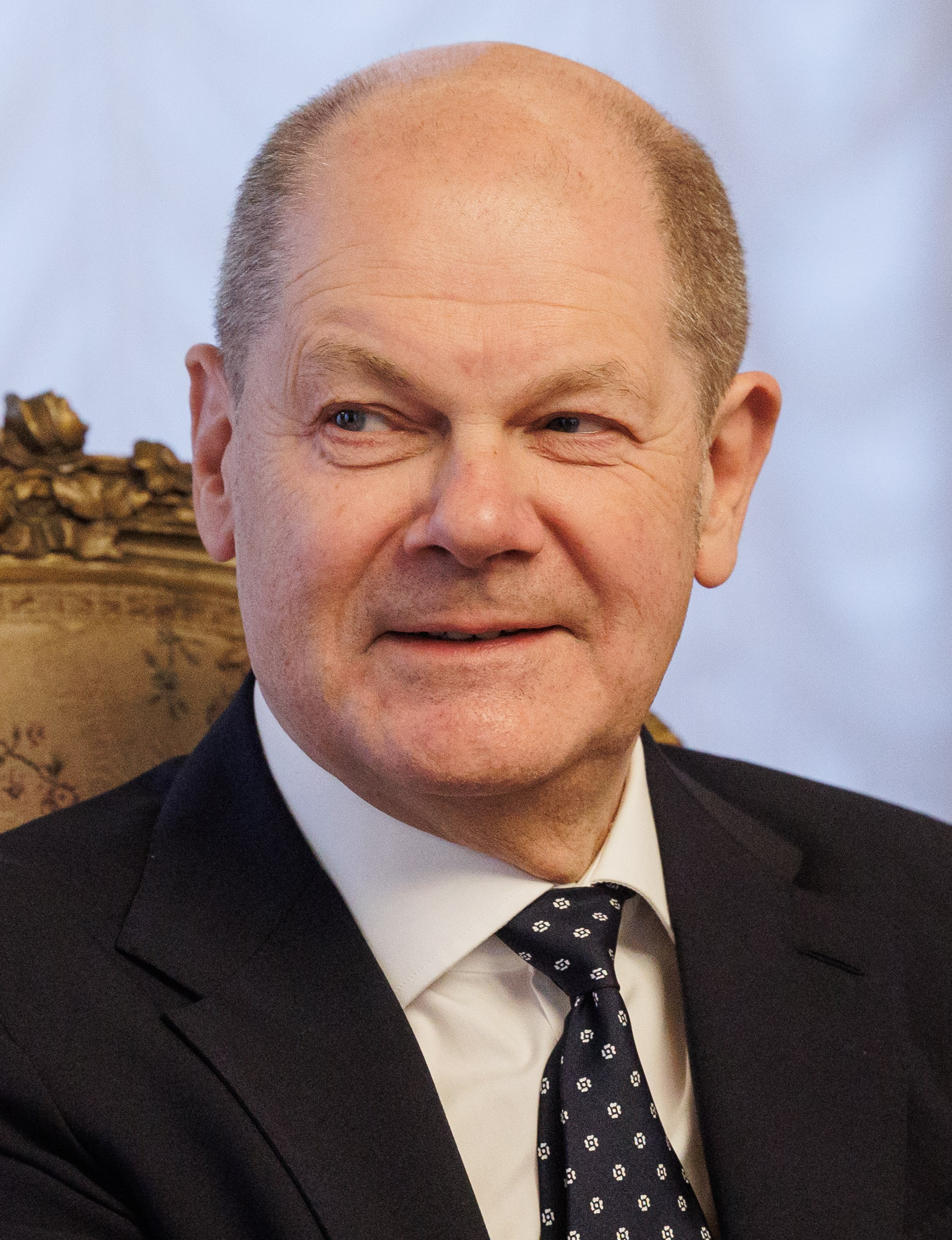
Olaf Scholz, 2024

- Olaf Scholz, 202414. Juni: Eric Heiden, US-amerikanischer Eisschnellläufer

- 14. Juni: Olaf Scholz, deutscher Politiker, ehemaliger Bundeskanzler
- 15. Juni: Neil Arthur, englischer Singer-Songwriter
- 15. Juni: Ricardo Paletti, san-marinesischer Automobilrennfahrer († 1982)
- 17. Juni: Jello Biafra, US-amerikanischer Hardcore- und Punk-Rock-Musiker sowie politischer Aktivist
- 17. Juni: Claudia Mitscha-Eibl, österreichische Lehrerin und Liedermacherin
- 18. Juni: Gert Postel, deutscher Hochstapler

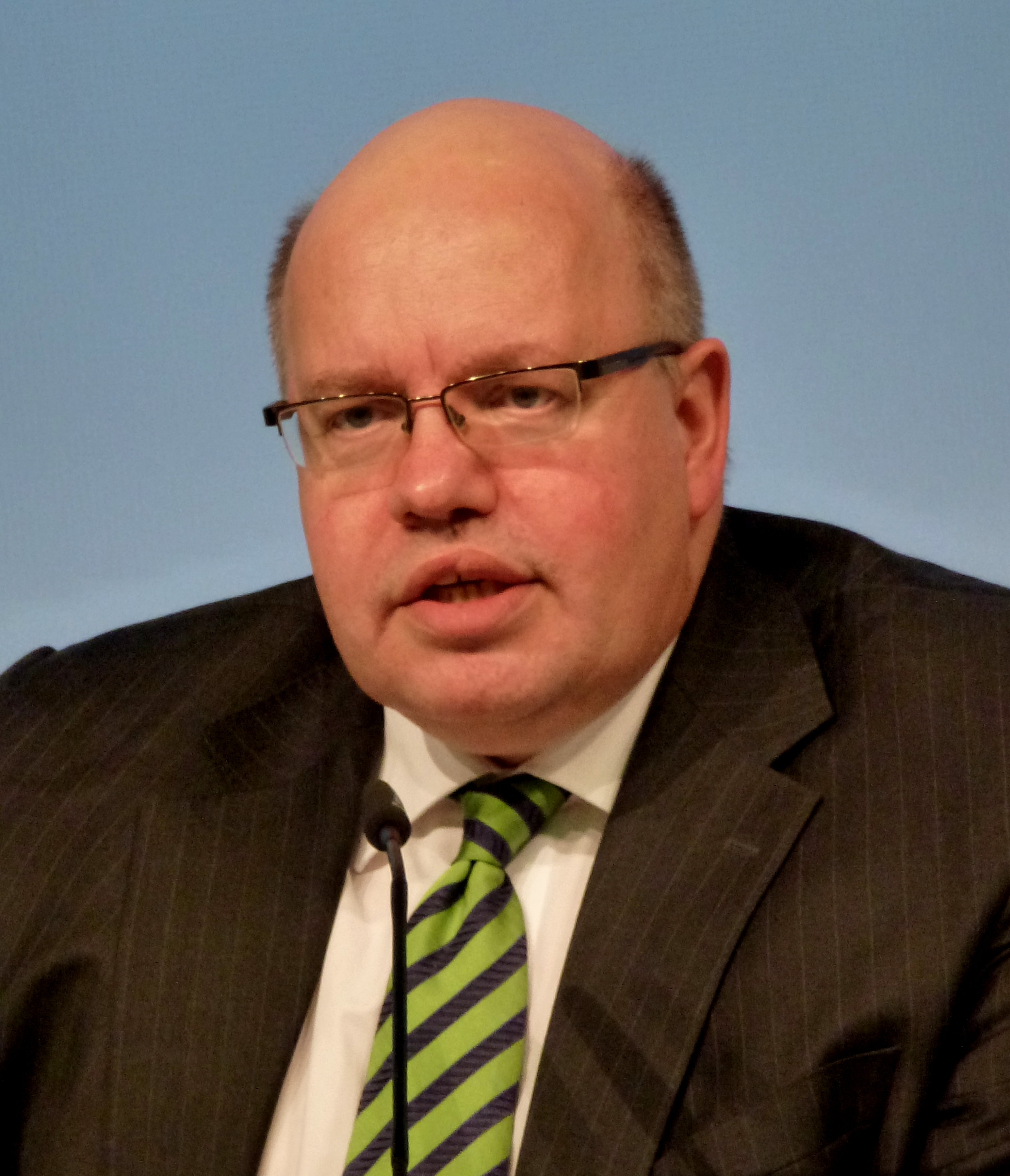
Peter Altmaier, 2013

- 18. Juni: Peter Altmaier, deutscher Politiker und MdB
- 19. Juni: Sergei Makarow, russischer Eishockeyspieler
- 20. Juni: Kelly Johnson, britische Musikerin († 2007)
- 20. Juni: Barbara Rosenkranz, österreichische Politikerin (FPÖ)
- 22. Juni: Bruce Campbell, US-amerikanischer Schauspieler
- 24. Juni: Richard Hein, monegassischer Automobilrennfahrer
- 25. Juni: Serik Achmetow, kasachischer Politiker
- 25. Juni: Oscar van Dillen, niederländischer Komponist
- 25. Juni: Harald Sicheritz, österreichischer Produzent, Regisseur
- 27. Juni: Lisa Germano, US-amerikanische Sängerin
- 27. Juni: Magnus Lindberg, finnischer Komponist
- 27. Juni: August Schmölzer, österreichischer Schauspieler und Schriftsteller
- 28. Juni: Uwe Helmes, deutscher Fußballspieler
- 29. Juni: Najla Bouden Romdhane, tunesische Geologin und Premierministerin, die erste in der arabischen Welt
- 29. Juni: Dieter Althaus, deutscher Politiker, ehemaliger Ministerpräsident von Thüringen
- 29. Juni: Rosa Mota, portugiesische Leichtathletin
- 29. Juni: Marcus Off, deutscher Schauspieler
- 29. Juni: Ralf Rangnick, deutscher Fußballtrainer
- 30. Juni: Rainer Aurig, deutscher Historiker
- 30. Juni: Cornelia Doll, deutsche Fußballspielerin († 2022)
- 30. Juni: Esa-Pekka Salonen, finnischer Dirigent und Komponist
- 30. Juni: Irina Worobjowa, sowjetische Eiskunstläuferin († 2022)

### Juli
- 02. Juli: Josephine Compaan, niederländische Ruderin († 2020)
- 02. Juli: Till Huster, deutscher Schauspieler, Sprecher und Regisseur
- 03. Juli: Kurt Bock, deutscher Manager, Vorstandsvorsitzender der BASF
- 03. Juli: Lisa De Leeuw, US-amerikanische Pornodarstellerin († 1993)
- 03. Juli: Aaron Tippin, US-amerikanischer Country-Sänger und Songwriter
- 04. Juli: Deon Meyer, südafrikanischer Schriftsteller
- 05. Juli: Veronica Guerin, irische Journalistin († 1996)
- 06. Juli: Arnaldo Otegi, baskischer, nationalistischer Politiker
- 06. Juli: Jennifer Saunders, britische Schauspielerin und Drehbuchautorin
- 07. Juli: Cyndee Giebler, US-amerikanische Komponistin und Musikpädagogin
- 07. Juli: Michala Petri, dänische Blockflötistin

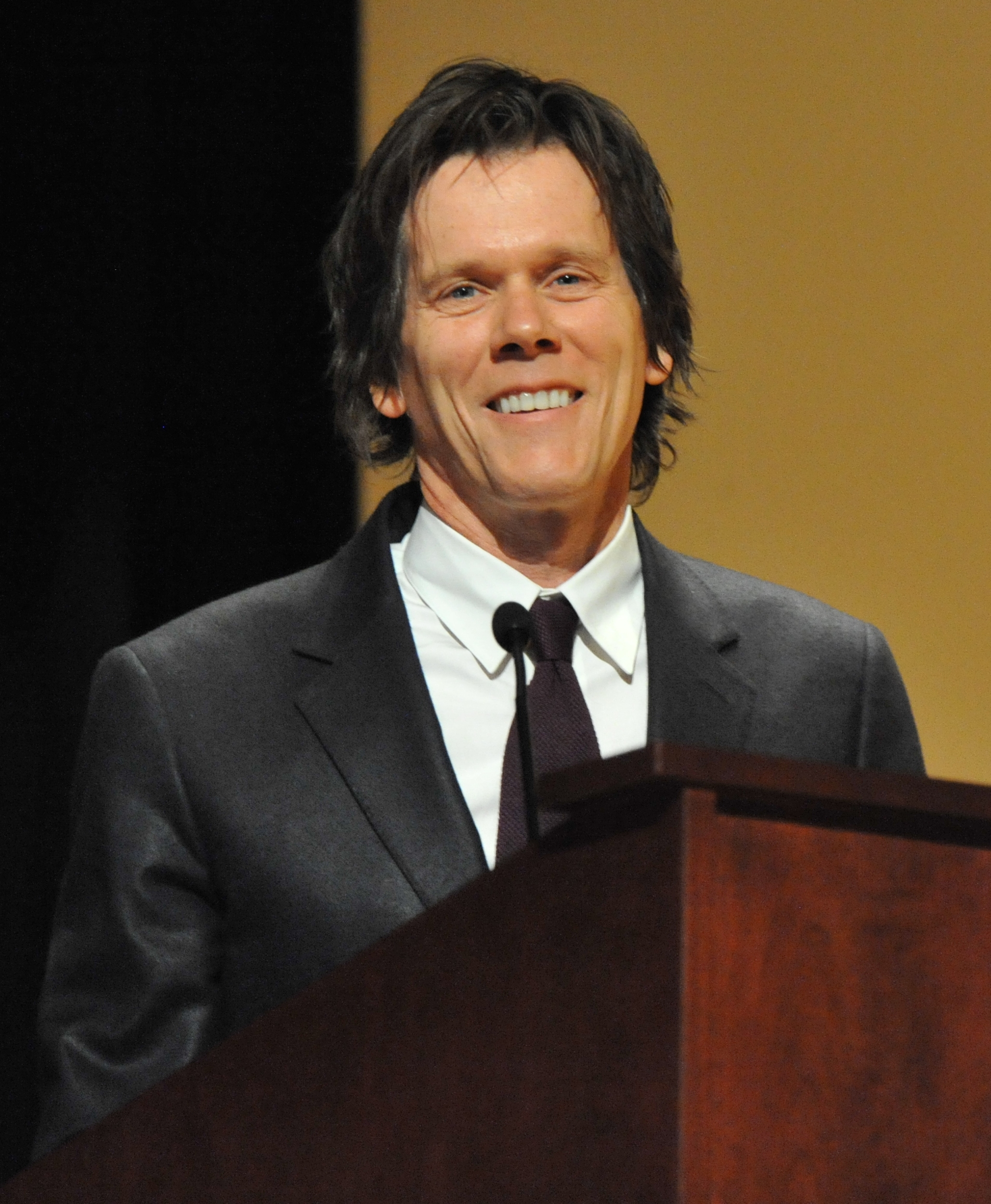
Kevin Bacon, 2009

- 08. Juli: Kevin Bacon, US-amerikanischer Schauspieler
- 08. Juli: Wolfgang Schädler, liechtensteinischer Rennrodler
- 08. Juli: Christian Schmidt, österreichischer Schauspieler und Stuntman
- 09. Juli: Joachim Kehl, deutscher Fußballspieler
- 10. Juli: Béla Fleck, US-amerikanischer Bluegrass-Musiker
- 10. Juli: Fiona Shaw, irische Filmschauspielerin
- 10. Juli: Ute Thimm, deutsche Leichtathletin
- 11. Juli: Fereidun Abbassi, iranischer Wissenschaftler († 2025)
- 11. Juli: Andrew Gilbert-Scott, britischer Automobilrennfahrer
- 11. Juli: Matthias Kern, deutscher Zahnmediziner († 2025)
- 11. Juli: Hugo Sánchez, mexikanischer Fußballspieler und -trainer
- 12. Juli: Harald Haerter, Schweizer Jazzgitarrist
- 12. Juli: Kathrin Thies, deutsche Juristin
- 13. Juli: Holger Teschke, deutscher Schriftsteller
- 14. Juli: Mircea Geoană, rumänischer Politiker
- 15. Juli: Peter Torberg, deutscher Lektor und Übersetzer
- 15. Juli: Jörg Kachelmann, Schweizer Moderator, Journalist und Meteorologe
- 16. Juli: Michael Flatley, US-amerikanischer Tänzer mit irischen Wurzeln
- 17. Juli: Wong Kar-Wai, Filmregisseur aus Hongkong
- 17. Juli: Robert Kaller, deutscher Kunstpädagoge und freischaffender, bildender Künstler
- 18. Juli: Thomas Henry Ashton, britischer Politiker
- 18. Juli: Valerio Olgiati, Schweizer Architekt und Architekturlehrer
- 18. Juli: Bent Sørensen, dänischer Komponist
- 19. Juli: Hans-Ola Ericsson, schwedischer Organist und Komponist
- 20. Juli: Pedro Amorim, brasilianischer Choromusiker (Mandoline und Gitarre)
- 20. Juli: Michael MacNeil, schottischer Keyboarder
- 21. Juli: Helga Trüpel, deutsche Europaabgeordnete
- 22. Juli: Eve Beglarian, US-amerikanische Komponistin
- 22. Juli: Iva Bittová, tschechische Sängerin, Schauspielerin und Violinistin
- 22. Juli: Stanislaw Leonowitsch, sowjetischer Eiskunstläufer († 2022)
- 23. Juli: Klaus-Dieter Augst, deutscher Fußballspieler
- 23. Juli: Frank Mill, deutscher Fußballspieler († 2025)
- 23. Juli: Waljanzina Skrabatun, belarussische Ruderin
- 24. Juli: Mick Karn, englischer Musiker († 2011)
- 25. Juli: Hanan Eshel, israelischer Archäologe († 2010)
- 25. Juli: Alexei Filippenko, amerikanischer Astrophysiker und Professor

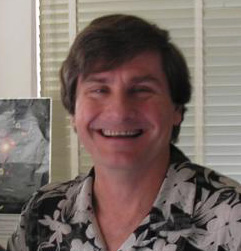
Alexei Filippenko

- 25. Juli: Roger Lenhart, deutscher Politiker
- 25. Juli: Karlheinz Förster, deutscher Fußballspieler
- 25. Juli: Thurston Moore, US-amerikanischer Gitarrist und Sänger
- 26. Juli: Sea Diallo, senegalesischer Künstler († 2025)
- 26. Juli: Thierry Gilardi, französischer Sportjournalist († 2008)
- 26. Juli: Ramona Neubert, deutsche Leichtathletin
- 26. Juli: Romy Müller, deutsche Leichtathletin und Olympiasiegerin
- 27. Juli: Thomas Gehring, deutscher Politiker
- 27. Juli: Barbara Rudnik, deutsche Schauspielerin († 2009)

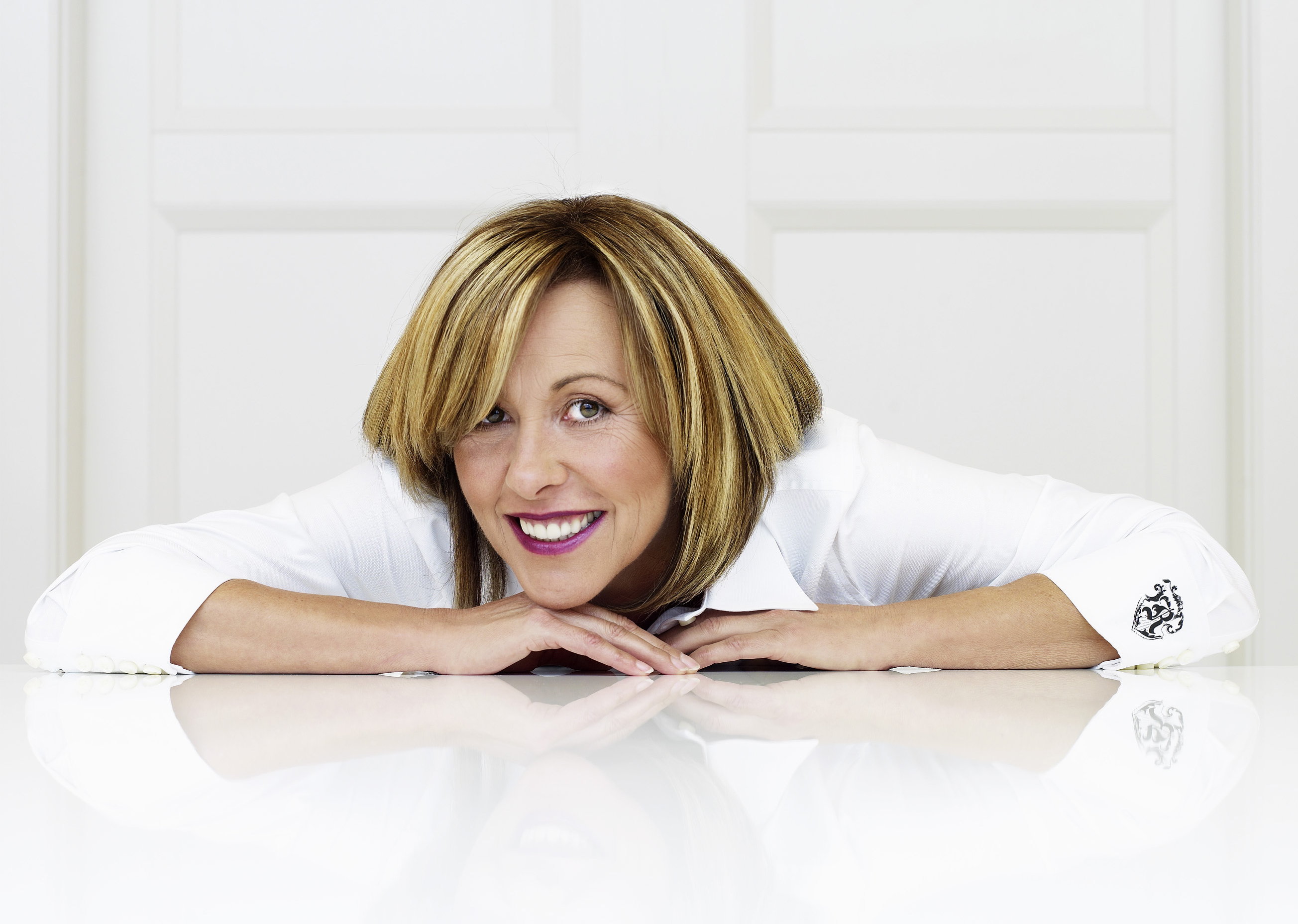
Margarethe Schreinemakers

- 27. Juli: Margarethe Schreinemakers, deutsche Fernsehmoderatorin
- 27. Juli: Peter Schneider, baden-württembergischer Politiker
- 27. Juli: Andreas Graf von Arnim, deutscher Unternehmer († 2005)
- 28. Juli: Terry Fox, kanadischer Sportler und Aktivist († 1981)
- 29. Juli: Johannes Kirchlechner, deutscher Kameramann

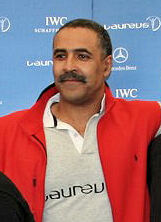
Daley Thompson

- 30. Juli: Daley Thompson, britischer Zehnkämpfer
- 30. Juli: Kate Bush, englische Sängerin, Pianistin und Songwriterin
- 31. Juli: Rainer Gassner, liechtensteinischer Rennrodler
- 31. Juli: Bill Berry, US-amerikanischer Musiker (R.E.M.)
- 31. Juli: Andrea Astrid Voßhoff, deutsche Politikerin

### August
- 01. August: Paul Gray, britischer Bassist
- 01. August: Michael Penn, US-amerikanischer Musiker
- 02. August: Brian Agler, US-amerikanischer Basketballtrainer
- 02. August: Damian Harris, britisch-US-amerikanischer Filmregisseur und Drehbuchautor
- 03. August: Günther Bansemer, deutscher Fußballspieler
- 03. August: Bettine Jahn, deutsche Leichtathletin
- 03. August: Cornelia Christiane Metges, deutsche Agrarwissenschaftlerin
- 04. August: Paul Evans Aidoo, ghanaischer Politiker
- 04. August: Andrea Dombois, deutsche Politikerin
- 04. August: Silvan Schalom, israelischer Politiker
- 05. August: Hastomo Arbi, indonesischer Badmintonspieler
- 05. August: Uladsimir Makej, weißrussischer Politiker und Diplomat († 2022)
- 05. August: Ulla Salzgeber, deutsche Dressurreiterin
- 07. August: Bruce Dickinson, britischer Rockmusiker der Heavy-Metal-Band Iron Maiden
- 08. August: Cecilia Roth, argentinische Schauspielerin
- 09. August: Amanda Bearse, US-amerikanische Schauspielerin
- 09. August: Jean-Claude Hollerich, Erzbischof von Luxemburg, Kardinal
- 10. August: Don Swayze, US-amerikanischer Schauspieler
- 11. August: Conrad Seidl, österreichischer Redakteur und Buchautor
- 13. August: Pete King, britischer Musiker († 1987)
- 13. August: Feargal Sharkey, nordirischer Sänger
- 13. August: Randall Shughart, US-amerikanischer Soldat († 1993)
- 14. August: Volkher Häusler, deutscher Dirigent, Kirchenmusiker und Chorleiter
- 16. August: Angela Bassett, US-amerikanische Schauspielerin
- 16. August: Anne L’Huillier, französisch-schwedische Atomphysikerin
- 16. August: Madonna, US-amerikanische Sängerin, Filmschauspielerin und Autorin

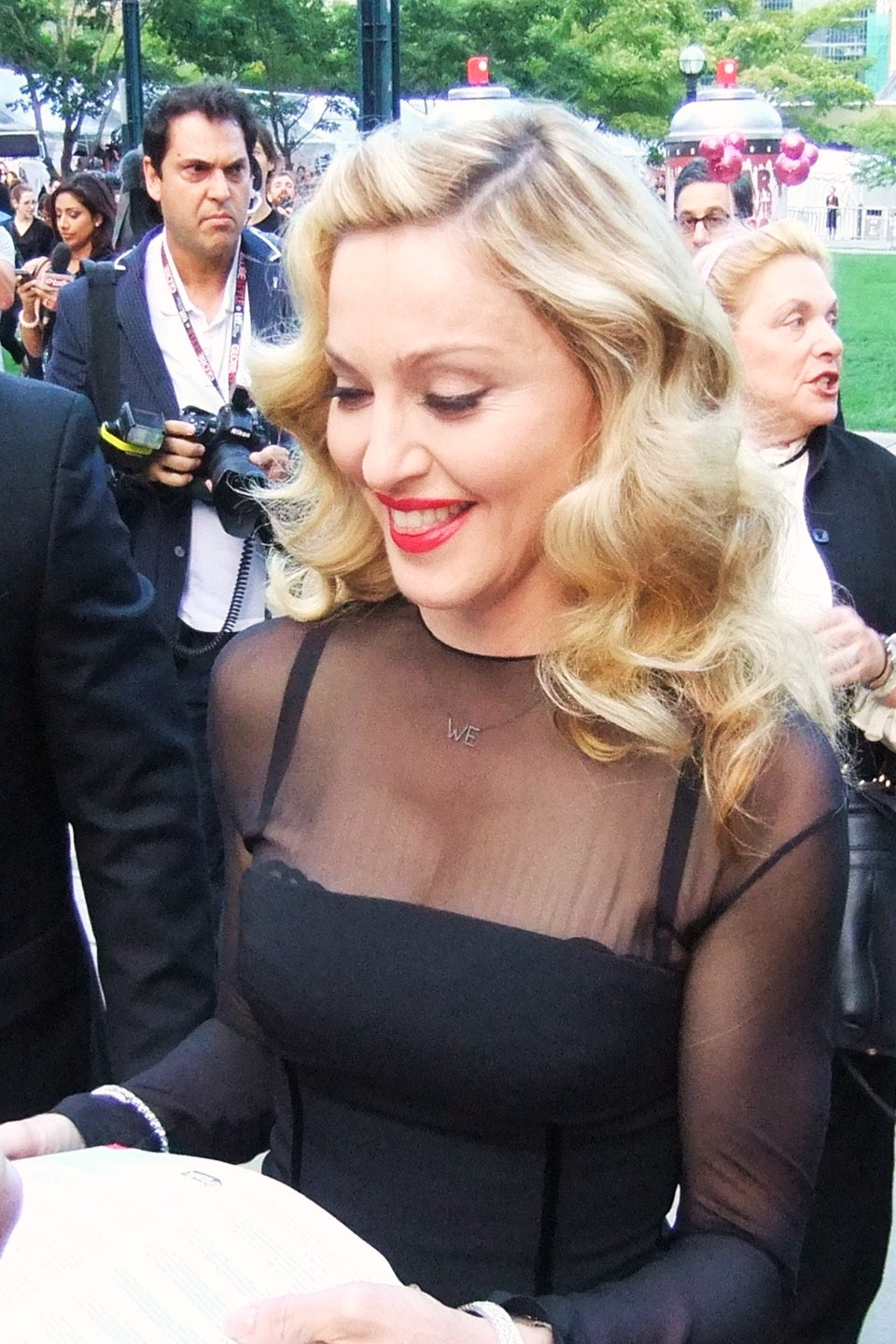
Madonna, 2011

- 16. August: Steve Sem-Sandberg, schwedischer Schriftsteller
- 17. August: Frank Augsten, deutscher Politiker
- 17. August: Belinda Carlisle, US-amerikanische Sängerin
- 18. August: Didier Auriol, französischer Rallyefahrer
- 18. August: Rodolfo Illanes, bolivianischer Politiker († 2016)
- 18. August: Madeleine Stowe, US-amerikanische Schauspielerin
- 19. August: Anthony Muñoz, US-amerikanischer American-Football-Spieler
- 19. August: Brendan Nelson, australischer Politiker, Minister für Erziehung, Wissenschaft und Ausbildung
- 20. August: Arnd Bauerkämper, deutscher Historiker
- 21. August: Steve Case, US-amerikanischer Gründer von America Online
- 22. August: Colm Feore, US-amerikanisch-kanadischer Schauspieler
- 22. August: Vernon Reid, US-amerikanischer Fusion- und Crossovergitarrist
- 23. August: Michael Jude Byrnes, US-amerikanischer römisch-katholischer Erzbischof († 2025)
- 23. August: Mariano Moruja, argentinischer Chorleiter und Musikpädagoge
- 24. August: Steve Guttenberg, US-amerikanischer Schauspieler
- 25. August: Tim Burton, US-amerikanischer Autor, Produzent und Filmregisseur

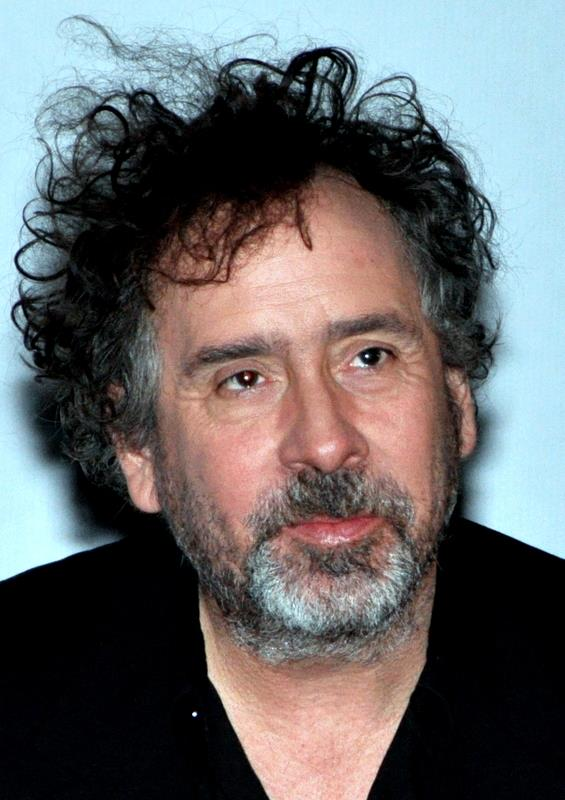
Tim Burton

- 26. August: Andreas Bielau, deutscher Fußballspieler (DDR)
- 26. August: David Finck, US-amerikanischer Jazzbassist
- 26. August: Nichi Vendola, italienischer Journalist und Politiker
- 27. August: Sergei Krikaljow, russischer Kosmonaut
- 27. August: Maurizio Sandro Sala, brasilianischer Automobilrennfahrer
- 28. August: José Antonio Rodriguez Avelar, mexikanischer Boxer
- 28. August: Peter Malota, US-amerikanischer Schauspieler und Martial-Arts-Kämpfer
- 28. August: Erwin Raphael McManus, US-amerikanischer Theologe, Pastor und Autor
- 29. August: Michael Jackson, US-amerikanischer Sänger, Entertainer, Tänzer und Komponist († 2009)

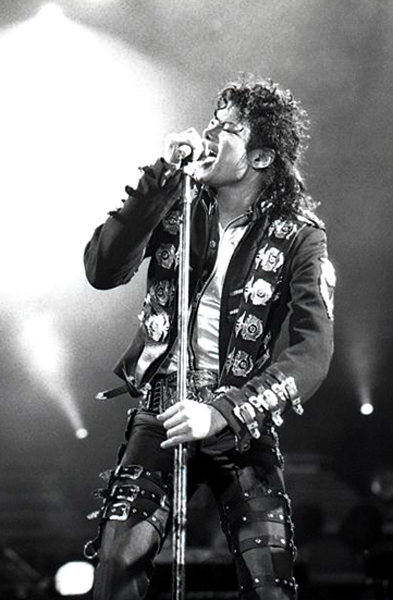
Michael Jackson, 1988

- 30. August: Gustaf Neumann, österreichischer Wirtschaftsinformatiker
- 30. August: Anna Politkowskaja, russische Reporterin, Autorin und Aktivistin für Menschenrechte († 2006)

### September
- 01. September: Dagmar Manzel, deutsche Schauspielerin
- 02. September: Beate Renschler-Zeitz, deutsche Turnerin
- 03. September: Uri Adelman, israelischer Schriftsteller, Musiker und Komponist († 2004)
- 03. September: Achim Arbeiter, deutscher Archäologe
- 04. September: Thorsten Becker, deutscher Schriftsteller
- 04. September: Norbert König, deutscher Sportmoderator
- 04. September: Roger Liebi, Schweizer Bibellehrer- und ausleger der Brüdergemeinden
- 06. September: Fredy Arco, spanischer Kinderdarsteller
- 06. September: Thomas Boller, deutscher Astrophysiker
- 06. September: Amelie Fried, deutsche Moderatorin und Schriftstellerin
- 06. September: Arsinée Khanjian, armenische Schauspielerin und Filmregisseurin
- 07. September: Arotxa, uruguayischer Zeichner und Karikaturist
- 09. September: Páll Guðlaugsson, isländischer Fußballtrainer
- 09. September: Knut Schubert, deutscher Eiskunstläufer und Eiskunstlauftrainer
- 10. September: Dirk Abel, deutscher Maschinenbauingenieur
- 10. September: Chris Columbus, US-amerikanischer Regisseur, Produzent und Drehbuchautor

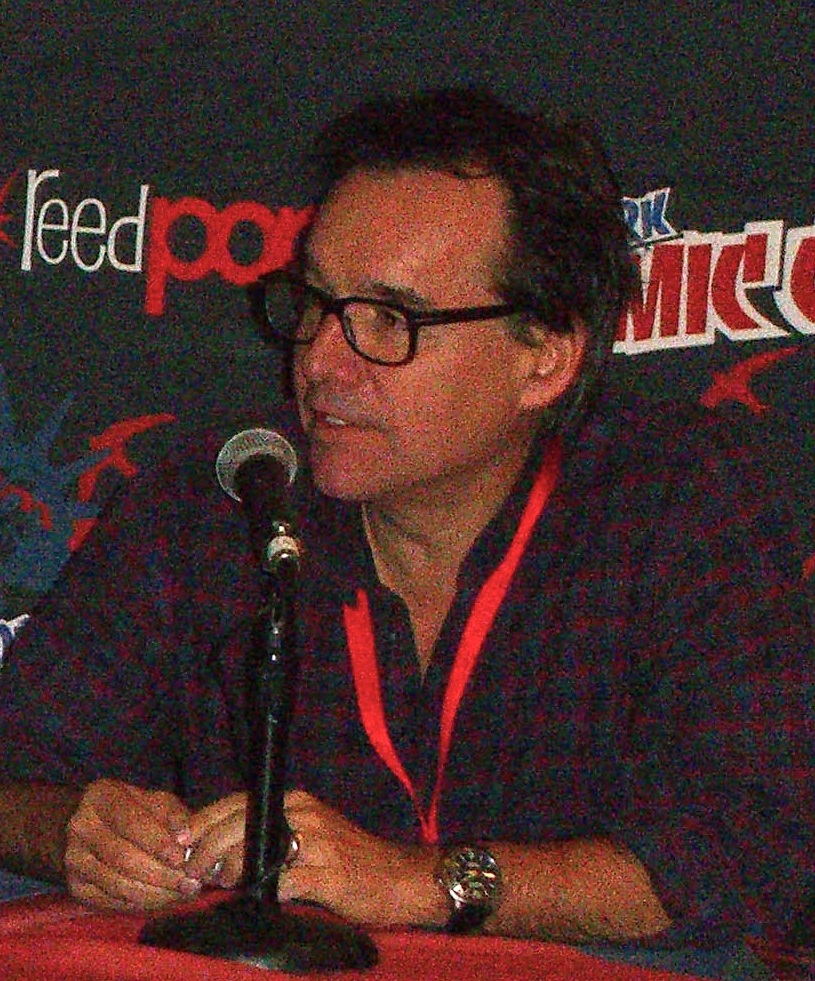
Chris Columbus

- 10. September: Klaus Dürr, deutscher Industriefachwirt und Politiker († 2020)
- 10. September: Siobhan Fahey, irische Rocksängerin
- 10. September: Wolfgang M. Heckl, deutscher Biophysiker
- 10. September: Elke Kruse, deutsche Schlagzeugerin
- 10. September: Gottfried Küssel, österreichischer Rechtsextremist und Holocaustleugner
- 10. September: Renate Sommer, deutsche Europaabgeordnete
- 10. September: Gerd Truntschka, deutscher Eishockeyspieler
- 11. September: Silvio Baldini, italienischer Fußballtrainer
- 11. September: Jean Corriveau, kanadischer Freestyle-Skier
- 11. September: Julia Nickson-Soul, US-amerikanische Schauspielerin
- 11. September: Scott Patterson, US-amerikanischer Schauspieler
- 12. September: Kim Fupz Aakeson, dänischer Schriftsteller, Illustrator, Comicautor und Drehbuchautor
- 12. September: Franco Amurri, italienischer Filmregisseur und Drehbuchautor
- 12. September: Peter Becker, deutscher Biochemiker und Molekularbiologe
- 13. September: Albrecht Koschorke, deutscher Literaturwissenschaftler
- 13. September: Robert Millar, schottischer Radrennfahrer
- 13. September: Peter Wirnsberger, österreichischer Skirennläufer
- 14. September: André Lüderitz, deutscher Politiker
- 14. September: Fernando Olivera Vega, peruanischer Politiker
- 16. September: Donald Antrim, US-amerikanischer Autor
- 16. September: Jennifer Tilly, US-amerikanische Schauspielerin
- 17. September: Andrea Eckert, österreichische Schauspielerin und Dokumentarfilmerin
- 17. September: Janez Janša, slowenischer Politiker
- 18. September: István Antal, rumänischer Eishockeyspieler, -trainer und -funktionär († 2009)
- 19. September: Lita Ford, britische Rock-Sängerin und Gitarristin
- 19. September: Johanna Schall, deutsche Schauspielerin
- 20. September: Arn Anderson, US-amerikanischer Wrestler
- 20. September: Mychael Danna, kanadischer Komponist von Filmmusik
- 20. September: Norbert Meier, deutscher Fußballspieler und -trainer
- 20. September: Michael Wildenhain, deutscher Schriftsteller
- 20. September: Ines Paulke, deutsche Rockmusikerin († 2010)
- 21. September: Rick Mahorn, US-amerikanischer Basketballspieler
- 21. September: Dagmar Stelberg, deutsche Handballspielerin
- 22. September: Andrea Bocelli, italienischer Sänger (Tenor)

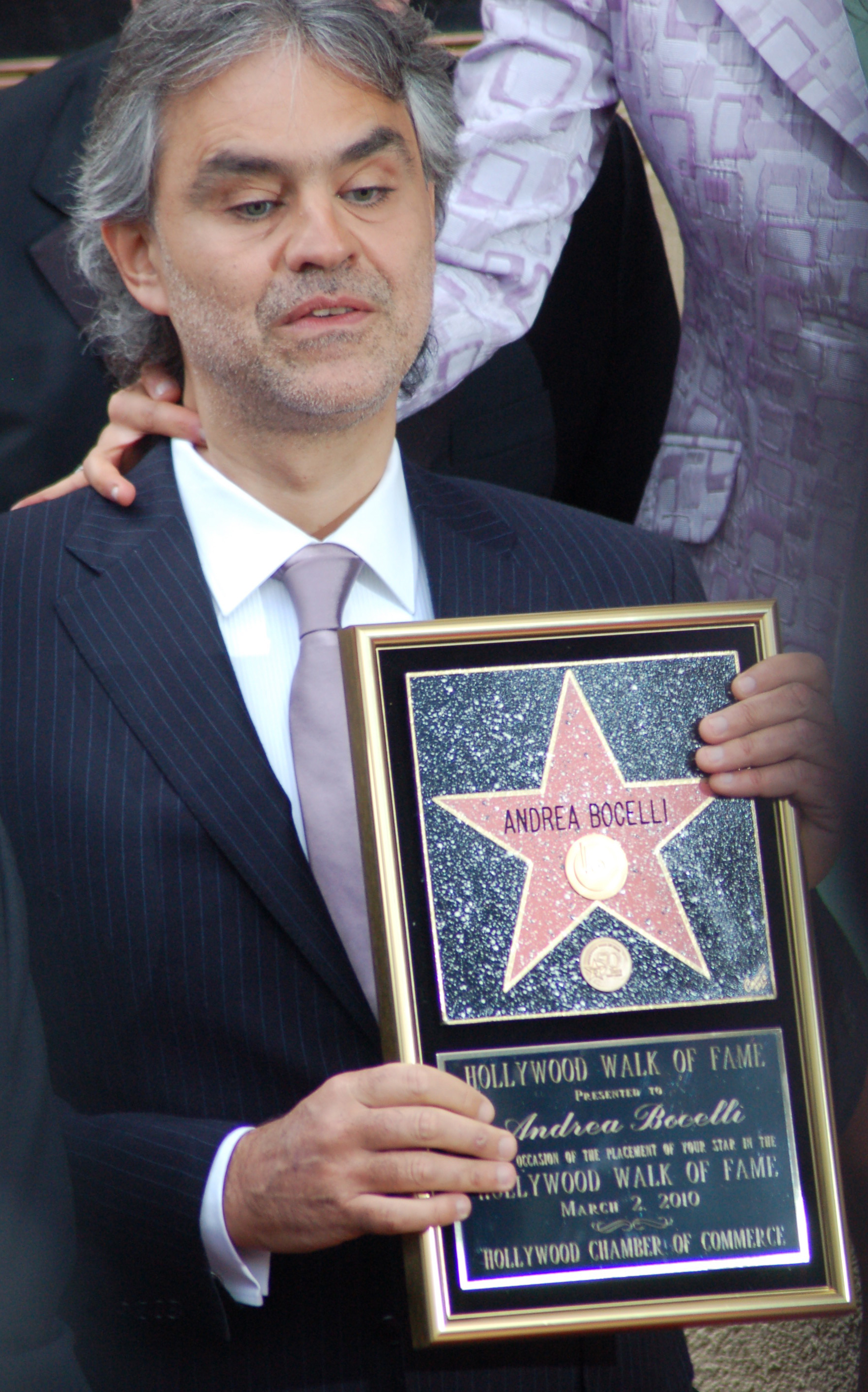
Andrea Bocelli

- 22. September: Kerstin Gähte, deutsche Schauspielerin († 2017)
- 22. September: Joan Jett, US-amerikanische Rocksängerin und Gitarristin
- 23. September: Besnik Mustafaj, albanischer Politiker
- 24. September: Konrad Adams, deutscher Schauspieler
- 24. September: Benedikte Hansen, dänische Schauspielerin
- 24. September: Kevin Sorbo, US-amerikanischer Schauspieler
- 25. September: Martin Stadelmaier, deutscher Politiker
- 26. September: Georg Ager, österreichischer Skirennläufer
- 26. September: Rudi Cerne, deutscher Eiskunstläufer, Sportjournalist und Fernsehmoderator
- 26. September: Darby Crash, US-amerikanischer Punkrockmusiker († 1980)
- 26. September: Jürgen Kögel, deutscher Politiker
- 27. September: Neil Adams, englischer Judoka
- 27. September: Marek Ast, polnischer Politiker
- 27. September: Irvine Welsh, britischer Schriftsteller
- 28. September: Peter Gantzler, dänischer Schauspieler
- 28. September: Angella Issajenko, kanadische Sprinterin

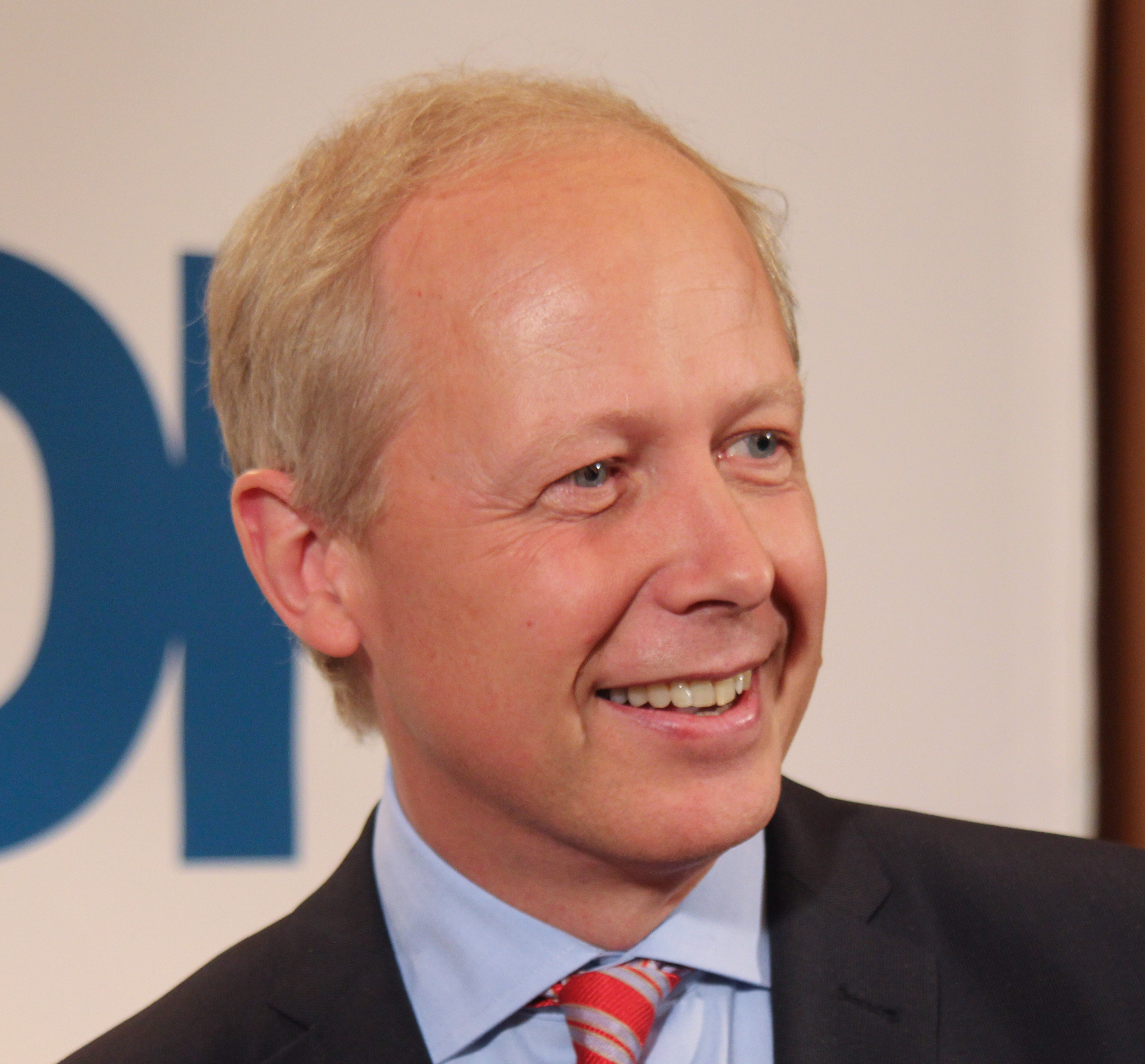
Tom Buhrow, 2013

- 29. September: Tom Buhrow, deutscher Journalist
- 29. September: Susanne Ruoff, Schweizer Managerin
- 29. September: Karen Young, US-amerikanische Schauspielerin
- 30. September: Marty Stuart, US-amerikanischer Country-Sänger

### Oktober
- 01. Oktober: Masato Nakamura, japanischer Bassist
- 01. Oktober: Alicia Arango, kolumbianische Ministerin und Diplomatin
- 01. Oktober: Doris Mayer, österreichische Schauspielerin († 2018)
- 02. Oktober: Kim Andersen, dänischer Radrennfahrer
- 02. Oktober: Árni Matthias Mathiesen, isländischer Politiker
- 05. Oktober: Antonio Di Gennaro, italienischer Fußballspieler
- 05. Oktober: André Kuipers, niederländischer Astronaut
- 05. Oktober: Neil deGrasse Tyson, US-amerikanischer Astrophysiker, Kosmologe, Wissenschaftsjournalist, Fernsehmoderator und Sachbuchautor
- 06. Oktober: Harry Lamott Crowl, brasilianischer Komponist
- 07. Oktober: Sunnyi Melles, deutsche Schauspielerin
- 08. Oktober: Hector Avalos, US-amerikanischer Religionswissenschaftler († 2021)
- 08. Oktober: Michael Jarrell, Schweizer Komponist
- 08. Oktober: Ursula von der Leyen, deutsche Politikerin Ursula von der Leyen, 2010

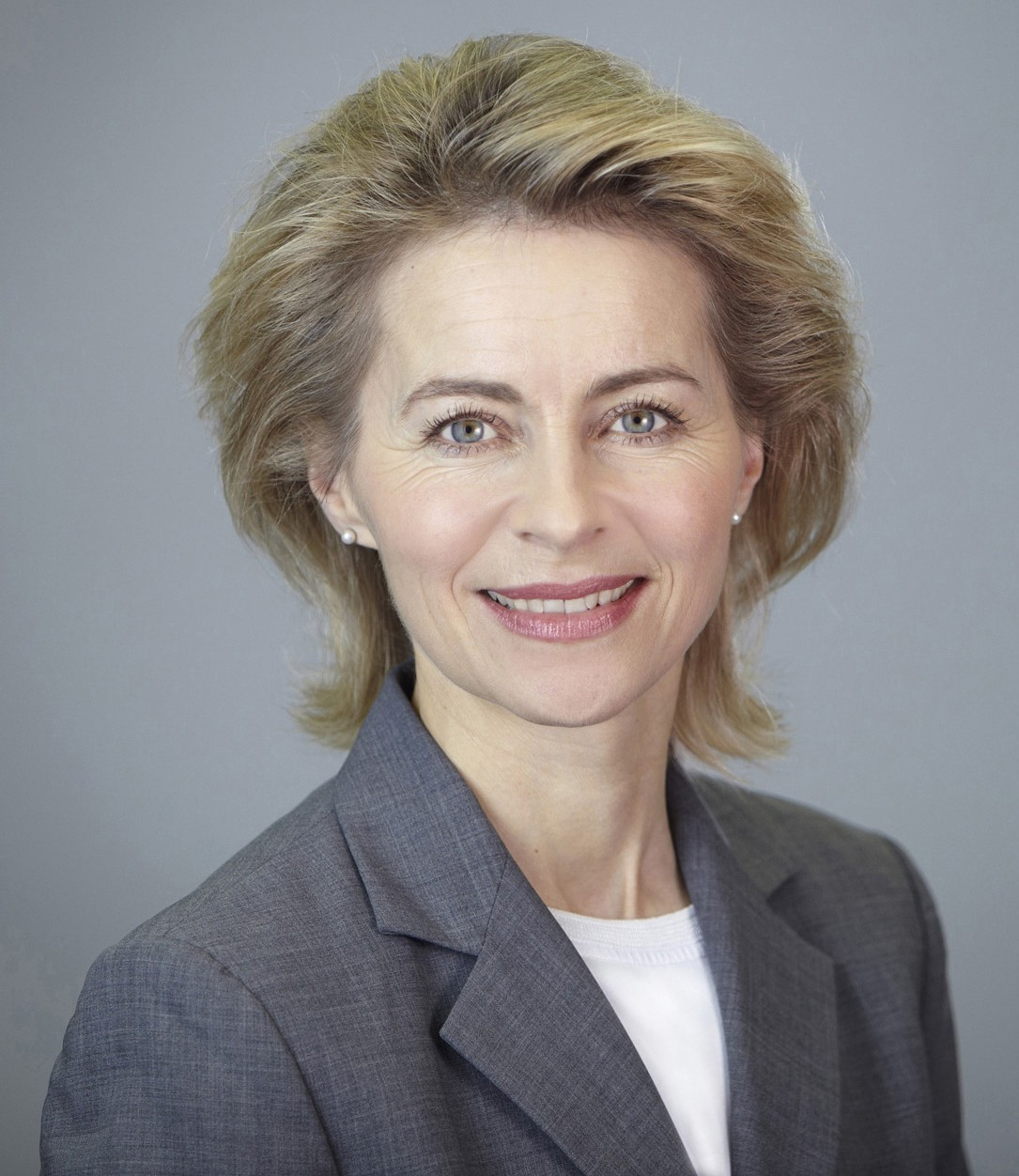
Ursula von der Leyen, 2010

- 10. Oktober: Anne Delaney, US-amerikanische Komponistin, Sängerin und Songwriterin
- 10. Oktober: John Mace Grunsfeld, US-amerikanischer Astronaut
- 10. Oktober: Hans-Jürgen Schatz, deutscher Schauspieler
- 10. Oktober: Tanya Tucker, US-amerikanische Country-Sängerin
- 11. Oktober: Gustav Herzog, deutscher Politiker
- 12. Oktober: Steve Austria, US-amerikanischer Politiker
- 13. Oktober: Izumi Matsumoto, japanischer Manga-Zeichner († 2020)
- 14. Oktober: Tayfun Bademsoy, deutsch-türkischer Schauspieler und Sprecher
- 14. Oktober: Thomas Dolby, britischer Musiker-Keyboarder
- 14. Oktober: Klaas Huizing, Ordinarius am Lehrstuhl für Systematische Theologie
- 14. Oktober: Peter Kloeppel, deutscher Journalist Peter Kloeppel, 2009

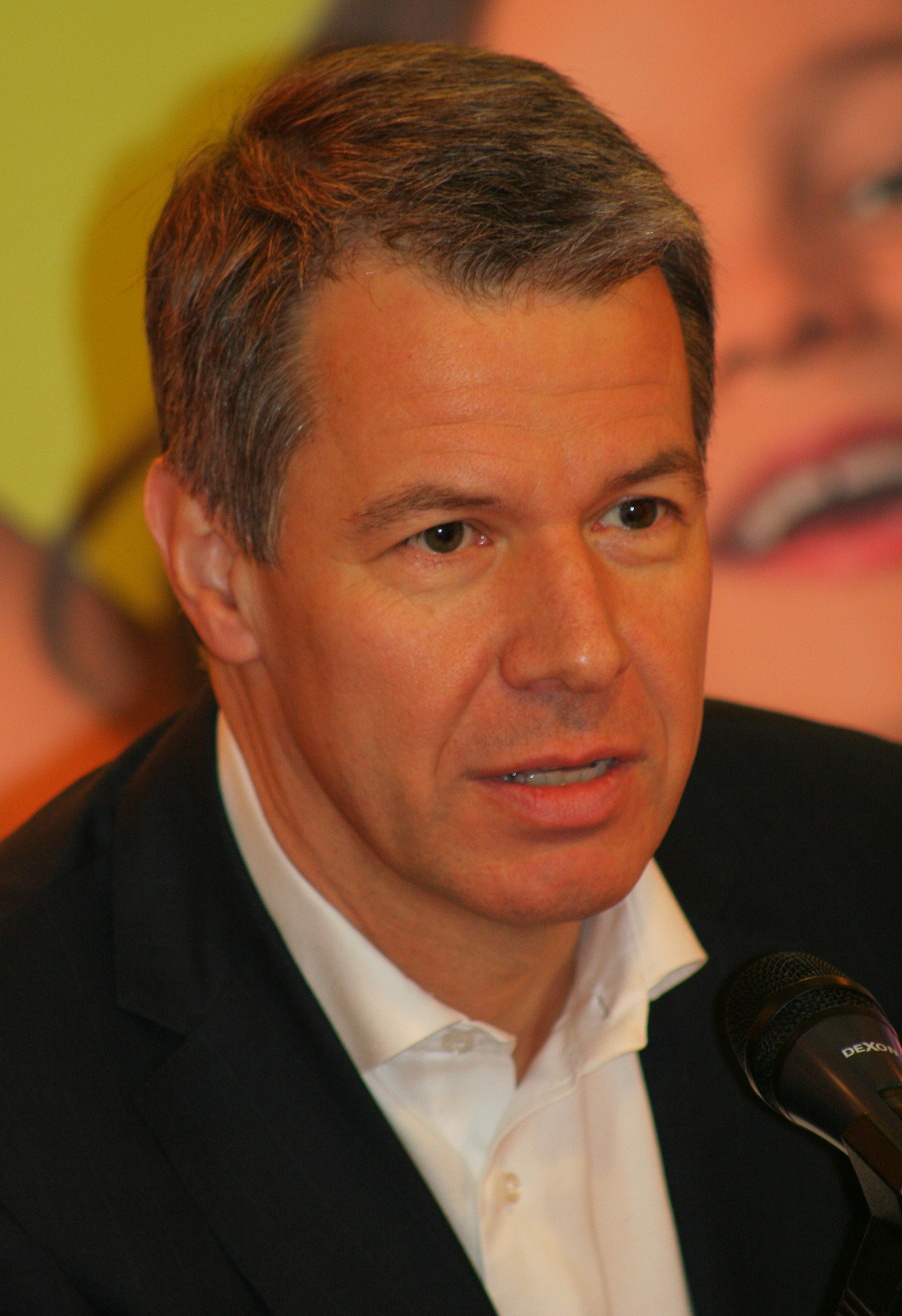
Peter Kloeppel, 2009

- 14. Oktober: Peter Lipp, deutscher Handballspieler
- 14. Oktober: Isabel Sabogal, peruanisch-polnische Schriftstellerin und Übersetzerin
- 15. Oktober: Michaele Hustedt, deutsche Politikerin
- 15. Oktober: Perlat Musta, albanischer Fußballspieler
- 16. Oktober: Mike Muuss, Autor des Freeware Netzwerkprogramms Ping († 2000)
- 16. Oktober: Tim Robbins, US-amerikanischer Schauspieler
- 17. Oktober: Alan Jackson, US-amerikanischer Country-Musiker
- 18. Oktober: Jan Jastram, deutscher Bildhauer
- 18. Oktober: Beate Jensen, deutsche Schauspielerin
- 18. Oktober: Julio Olarticoechea, argentinischer Fußballspieler
- 18. Oktober: Peter Zimmerling, deutscher evangelischer Theologe und Professor für praktische Theologie
- 19. Oktober: Alexander Held, deutscher Schauspieler
- 20. Oktober: Scott Hall, US-amerikanischer Wrestler († 2022)
- 20. Oktober: Rainer Hartmann, deutscher Jazzgitarrist († 2023)
- 20. Oktober: Mark King, britischer Funk-Bassist und Sänger der Pop-Band Level 42
- 20. Oktober: Viggo Mortensen, US-amerikanischer Schauspieler, Fotograf, Dichter, Maler und Musiker
- 20. Oktober: Ivo Pogorelich, serbischer Pianist
- 20. Oktober: Eric Scott, US-amerikanischer Schauspieler
- 21. Oktober: Dieter Amann, österreichischer Skirennläufer
- 21. Oktober: Julio Medem, spanischer Filmregisseur und Drehbuchautor
- 21. Oktober: Udo Wachtveitl, deutscher Schauspieler, Regisseur und Drehbuchautor
- 22. Oktober: Virgil Donati, US-amerikanischer Schlagzeuger
- 22. Oktober: Stefan Gwildis, deutscher Musiker
- 22. Oktober: Detlef Siegfried, deutscher Neuzeithistoriker
- 22. Oktober: Johnny Unser, US-amerikanischer Automobilrennfahrer und Motorsportfunktionär
- 23. Oktober: Axel Krause, deutscher Maler und Grafiker
- 23. Oktober: Frank Schaffer, deutscher Leichtathlet
- 23. Oktober: Thierry van Werveke, luxemburgischer Schauspieler und Sänger († 2009)
- 24. Oktober: Vincent K. Brooks, US-amerikanischer Brigadier General der US-Army
- 25. Oktober: Carina Gödecke, deutsche Politikerin
- 25. Oktober: Kornelia Ender, deutsche Schwimmerin
- 26. Oktober: Steffen Höhne, deutscher Kulturwissenschaftler, Germanist, Politikwissenschaftler, Historiker und Hochschullehrer
- 26. Oktober: Walter Junghans, deutscher Fußballtorhüter
- 26. Oktober: Bassam Saba, libanesischer Musiker, Komponist und Dirigent († 2020)
- 26. Oktober: Shaun Woodward, britischer Politiker
- 27. Oktober: Manu Katché, französischer Schlagzeuger
- 27. Oktober: Simon Le Bon, britischer Sänger und Mitglied der Gruppe Duran Duran Simon Le Bon, 2004

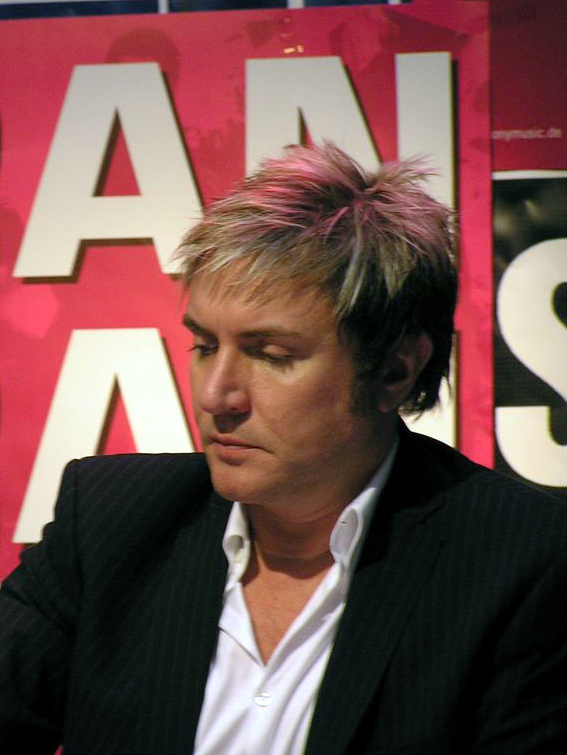
Simon Le Bon, 2004

- 28. Oktober: Ernst Middendorp, deutscher Fußballtrainer
- 29. Oktober: Christa Kern, österreichische Schauspielerin
- 29. Oktober: Nicolette Kressl, deutsche Politikerin und MdB
- 30. Oktober: Martin Adler, schwedischer Journalist und Fotograf († 2006)
- 31. Oktober: Yves Loubet, französischer Rallyefahrer

### November
- 01. November: Tarcisio Isao Kikuchi, japanischer Ordenspriester, Erzbischof von Tokio
- 02. November: Michka Assayas, französischer Autor und Musikjournalist
- 02. November: Kai Maertens, deutscher Schauspieler
- 04. November: Uwe Bewersdorf, deutscher Eiskunstläufer
- 04. November: Joachim Körber, deutscher Schriftsteller, Herausgeber, Verleger und Übersetzer
- 04. November: Thomas Roberts, US-amerikanischer Gitarrist und Songwriter († 2006)
- 05. November: Robert Patrick, US-amerikanischer Schauspieler
- 06. November: Urs Freuler, Schweizer Radrennfahrer
- 06. November: Reinhard Winter, deutscher Pädagoge und Geschlechterforscher
- 07. November: Alice Bag, US-amerikanische Sängerin und Autorin
- 08. November: Gerolf Annemans, belgischer Politiker
- 08. November: Don Byron, US-amerikanischer Jazzmusiker
- 09. November: Eva Herman, deutsche Fernsehmoderatorin und Autorin
- 09. November: Susanne Huber, Schweizer Schauspielerin
- 10. November: Michael Dusek, deutscher Fußballspieler und -trainer († 2023)
- 10. November: Antoine Kambanda, ruandischer Erzbischof und Kardinal
- 10. November: Hans-Uwe Pilz, deutscher Fußballspieler
- 11. November: Bernd Pfarr, deutscher Maler und Cartoonist († 2004)
- 11. November: Chris Jones, US-amerikanischer Sänger, Musiker, Komponist und Gitarrist († 2005)
- 13. November: Michael Fitz, deutscher Schauspieler und Musiker
- 13. November: Michael Kreißl, österreichischer Politiker († 2004)
- 14. November: Hans Aurenhammer, österreichischer Kunsthistoriker
- 14. November: Heike Taubert, deutsche Politikerin
- 14. November: Ingrīda Ūdre, lettische EU-Kommissarin für Steuern und Zollunion († 2024)
- 14. November: Olivier Marchal, französischer Schauspieler, Regisseur und Drehbuchautor
- 14. November: Terezija Stoisits, österreichische Politikerin
- 15. November: Narinder Dhami, britische Kinder- und Jugendbuchautorin
- 15. November: Leslie Malton, deutsch-US-amerikanische Schauspielerin
- 16. November: Mick Werup, deutscher Schauspieler († 2011)
- 16. November: Roberto Guerrero, kolumbianischer Automobilrennfahrer
- 16. November: Marg Helgenberger, US-amerikanische Schauspielerin
- 16. November: Neil Geoffrey Turok, südafrikanischer Physiker und Astrophysiker
- 17. November: Wolfgang Glüxam, österreichischer Cembalist und Organist († 2020)
- 17. November: Mary Elizabeth Mastrantonio, US-amerikanische Filmschauspielerin
- 17. November: Rodolfo Stroeter, brasilianischer Bassist und Komponist
- 17. November: Jean-Louis Tournadre, französischer Motorradrennfahrer
- 18. November: Sergejus Jermakovas, litauischer Billardspieler
- 18. November: Shirley Strong, britische Leichtathletin
- 18. November: David Unterhalter, südafrikanischer Richter, Hochschullehrer und Mitglied des Appellate Body der WTO
- 19. November: Claudio Foscarini, italienischer Fußballspieler und -trainer
- 19. November: Horst-Dieter Fumi, deutscher Jurist
- 19. November: Scott McGinnis, US-amerikanischer Schauspieler
- 19. November: Uwe Zimmermann, deutscher Maschinenbauingenieur
- 22. November: Jamie Lee Curtis, US-amerikanische Schauspielerin und Autorin von Kinderbüchern
- 22. November: Bruce Payne, britischer Schauspieler
- 23. November: Ronald Schill, deutscher Politiker
- 24. November: Roy Aitken, schottischer Fußballspieler
- 24. November: Carmel, britische Sängerin
- 24. November: Jean-François Yvon, französischer Automobilrennfahrer
- 25. November: Olaf Seier, deutscher Fußballspieler (DDR)
- 25. November: Johannes Werner, deutscher Politiker (CDU)
- 26. November: Andreas Aebi, Schweizer Politiker
- 26. November: Ellen Fiedler, deutsche Leichtathletin
- 26. November: Nader Mashayekhi, iranischer Komponist und Dirigent
- 27. November: Anat Atzmon, israelische Schauspielerin und Sängerin
- 27. November: Manfred Ländner, bayerischer Politiker (CSU)
- 28. November: Kriss Akabusi, britischer Leichtathlet
- 28. November: Hideki Okada, japanischer Automobilrennfahrer
- 28. November: Michael Ophelders, deutscher Schauspieler, Hörspielsprecher, Musicaldarsteller und Theaterregisseur
- 29. November: Lennardt Krüger, deutscher Schauspieler und Synchronsprecher († 2020)
- 30. November: Hinako Sugiura, japanische Mangaka († 2005)
- 30. November: Stacey Q, US-amerikanische Sängerin, Tänzerin und Synchronsprecherin

### Dezember
- 01. Dezember: Javier Aguirre, mexikanischer Fußballtrainer und Fußballspieler
- 01. Dezember: Kwesi Ahoomey-Zunu, togoischer Politiker
- 01. Dezember: Alberto Cova, italienischer Leichtathlet
- 01. Dezember: Charlene Tilton, US-amerikanische Schauspielerin
- 01. Dezember: Carlos Antonio Vargas Guatatuca, ecuadorianischer Politiker († 2025)
- 03. Dezember: Georg Austen, deutscher Theologe
- 03. Dezember: Otto Becker, deutscher Springreiter
- 04. Dezember: Jonathan Asselin, kanadischer Springreiter
- 04. Dezember: Wolfgang Schäfer, deutscher Fußballspieler
- 05. Dezember: Sarah Davidson, kanadische Harfenistin und Musikpädagogin
- 05. Dezember: Klaus Nierhoff, deutscher Schauspieler
- 06. Dezember: Joseph Rudolph Wood III, US-amerikanischer Mörder († 2014)
- 06. Dezember: Nick Park, britischer Trickfilmer
- 07. Dezember: Rick Rude, US-amerikanischer Wrestler († 1999)
- 07. Dezember: Kersten Naumann, deutsche Politikerin und MdB
- 08. Dezember: Heilgard Asmus, deutsche Theologin
- 08. Dezember: Rob Byrnes, US-amerikanischer Autor
- 08. Dezember: Jean Dalibard, französischer Physiker
- 08. Dezember: Bernd Kölmel, deutscher Politiker
- 08. Dezember: Uwe Rohde, deutscher Schauspieler und Sänger
- 09. Dezember: Peer Martiny, deutscher Regisseur, Schauspieler und Autor
- 09. Dezember: Despina Pajanou, griechische Schauspielerin

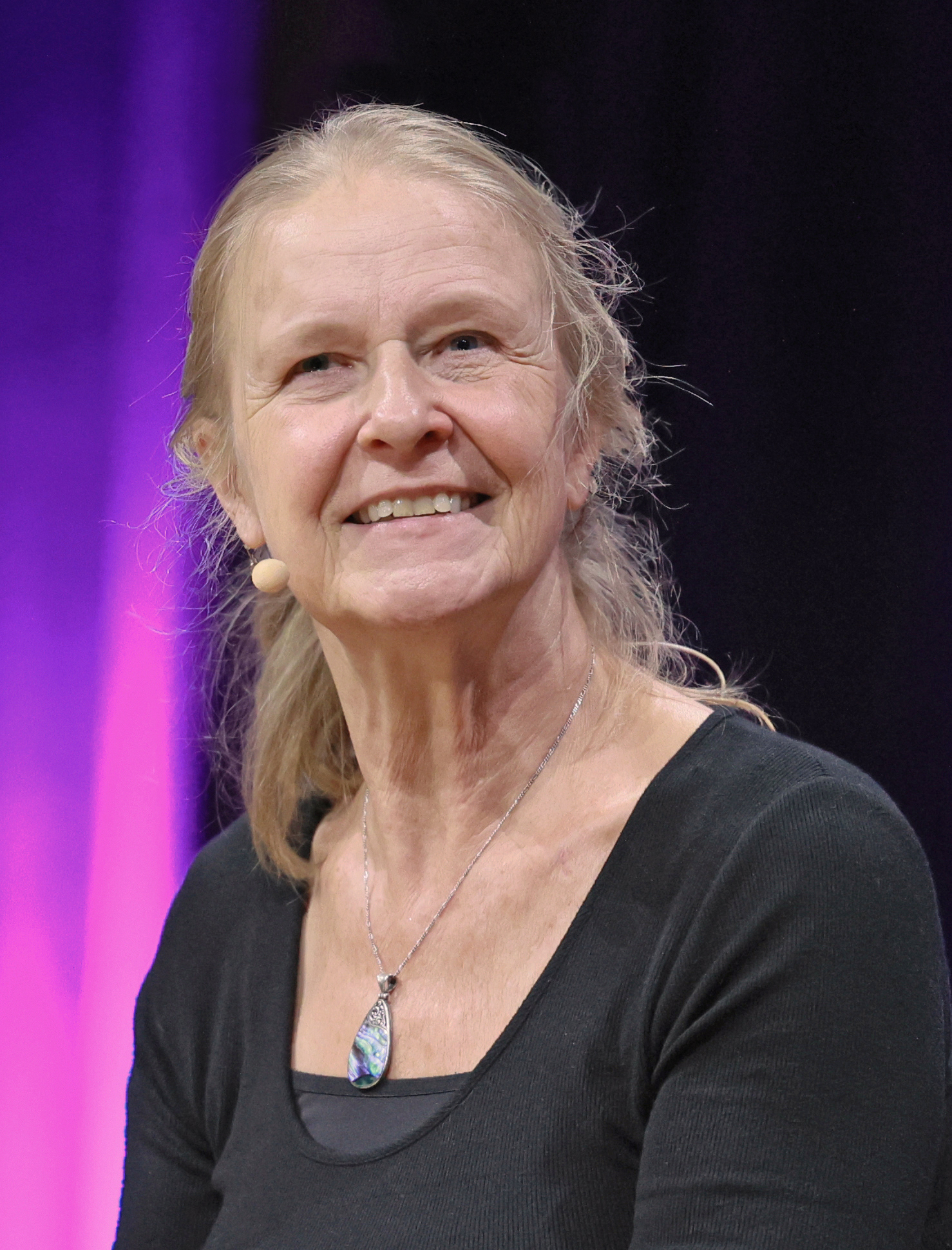
Cornelia Funke

- 10. Dezember: Cornelia Funke, deutsche Kinder- und Jugendbuchautorin
- 10. Dezember: Ng Eng Hen, singapurischer Arzt und Politiker
- 11. Dezember: Werner Augsburger, schweizerischer Volleyballspieler
- 11. Dezember: Janko Ferk, österreichischer Jurist und Schriftsteller
- 11. Dezember: Nikki Sixx, US-amerikanischer Musiker
- 12. Dezember: Mustafa Reşit Akçay, türkischer Fußballtrainer
- 12. Dezember: Gabriele Löwe, deutsche Leichtathletin
- 12. Dezember: Sheree J. Wilson, US-amerikanische Schauspielerin
- 12. Dezember: Jelena Wodolasowa, sowjetische Schauspielerin und Sängerin
- 13. Dezember: Yūichi Seirai, japanischer Schriftsteller
- 13. Dezember: Johannes Silberschneider, österreichischer Schauspieler
- 14. Dezember: Zsuzsa Nyertes, ungarische Schauspielerin
- 15. Dezember: Aziza Jalal, marokkanische Sängerin
- 15. Dezember: Alfredo Ormando, italienischer Schriftsteller († 1998)
- 15. Dezember: Stephan Weil, deutscher Politiker
- 16. Dezember: Bart Oates, US-amerikanischer American-Football-Spieler
- 17. Dezember: Bernhard Antener, schweizerischer Politiker
- 17. Dezember: Penelope Houston, US-amerikanische Sängerin
- 17. Dezember: Mike Mills, US-amerikanischer Musiker (R.E.M.)
- 17. Dezember: Gerhard Waibel, deutscher Motorradrennfahrer
- 19. Dezember: José Aguilar Pulsán, kubanischer Boxer († 2014)

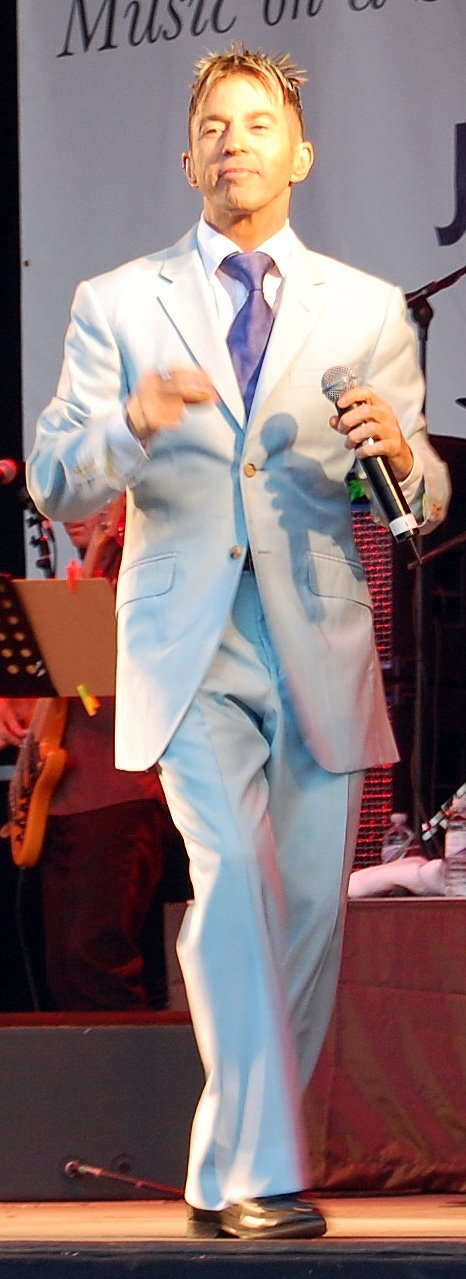
Limahl

- 19. Dezember: Limahl, britischer Popsänger
- 19. Dezember: Laura K. Sindberg, US-amerikanische Musikpädagogin
- 20. Dezember: Jürgen Raab, deutscher Fußballspieler und -trainer
- 21. Dezember: Tamara Bykowa, russische Leichtathletin
- 21. Dezember: Rolf Lappert, schweizerischer Schriftsteller
- 21. Dezember: Ingrid Scheffer, australische Pädiaterin und Neurologin
- 22. Dezember: Marijam Agischewa, österreichische Schauspielerin
- 22. Dezember: Frank Gambale, australischer Gitarrist
- 22. Dezember: Jerzy Hawrylewicz, polnischer Fußballspieler († 2009)
- 22. Dezember: Kevin Kern, US-amerikanischer Pianist, Musiker und Komponist
- 23. Dezember: Achim Tang, deutscher Bassist und Komponist
- 24. Dezember: Marc Abrams, US-amerikanischer Bassist
- 24. Dezember: Hans Spaan, niederländischer Motorradrennfahrer
- 25. Dezember: Dimi Mint Abba, mauretanische Musikerin († 2011)
- 25. Dezember: Alexander zu Schaumburg-Lippe, deutscher Unternehmer sowie Land- und Forstwirt
- 25. Dezember: Alexandra Attalides, zypriotische Politikerin (Volt)
- 26. Dezember: Jean-Marc Noël Aveline, französischer Erzbischof und Kardinal
- 26. Dezember: David Miller, Bürgermeister von Toronto
- 27. Dezember: Florian Martens, deutscher Schauspieler
- 27. Dezember: Steffen Mensching, deutscher Kulturwissenschaftler, Schriftsteller, Schauspieler und Regisseur
- 28. Dezember: William H. Chapman Nyaho, US-amerikanischer Pianist und Musikpädagoge
- 28. Dezember: Joe Diffie, US-amerikanischer Country-Sänger († 2020)
- 29. Dezember: Hubertus von Amelunxen, deutscher Romanist und Autor
- 29. Dezember: Lakhdar Belloumi, algerischer Fußballspieler und -trainer
- 29. Dezember: Pierre Poulin, kanadischer Freestyle-Skier
- 30. Dezember: Erich Ritter, Schweizer Biologe († 2020)
- 30. Dezember: Michael Stäuble, Schweizer Sportjournalist, Sportreporter und Fernsehredakteur
- 31. Dezember: Uwe Scholz, deutscher Choreograf und Ballettdirektor († 2004)

### Tag unbekannt
- Hiroshi Abe, japanischer Amateurastronom
- Salah Abdel Maksud, ägyptischer Politiker
- Ravi Agarwal, indischer Fotojournalist und Umweltaktivist
- Regine Ahrem, deutsche Dramaturgin, Regisseurin und Hörspielautorin
- Wilhelm Karl Aicher, deutscher Molekularbiologe
- Hans Dieter Aigner, österreichischer Künstler und Schriftsteller
- Selahattin Akarsu, türkischer Sänger und Sazspieler
- Aykut Zahid Akman, türkischer Beamter
- Matthias Altenburg (Pseudonym: Jan Seghers), deutscher Journalist und Schriftsteller
- Andrea Amort, österreichische Tanzkritikerin, Tanzhistorikerin, Dramaturgin, Festival- und Ausstellungskuratorin
- Christoph Anczykowski, deutscher Zeichner
- Ole Andersen, dänischer Handballtrainer
- Rusty Anderson, US-amerikanischer Gitarrist
- Johannes Angerbauer-Goldhoff, österreichischer Schmuckkünstler, Bildhauer und Konzeptkünstler
- Lotte Anker, dänische Saxophonistin und Komponistin
- Birgit Apfelbaum, deutsche Kommunikations- und Sozialwissenschaftlerin
- Marçal Aquino, brasilianischer Schriftsteller, Journalist und Drehbuchautor
- Juan Carlos Arce, spanischer Schriftsteller und Anwalt
- Nelson Ronny Ascher, brasilianischer Dichter
- Auður Ava Ólafsdóttir, isländische Schriftstellerin und Bestsellerautorin
- Johan Auwerx, belgischer Physiologe und Molekularbiologe
- Uwe Dag Berlin, deutscher Schauspieler und Regisseur
- Jan Bilk, sorbischer Musiker, Komponist, Musikverleger und -produzent
- Martin Böcker, deutscher Organist
- Peter Böthig, deutscher Germanist und Literaturwissenschaftler
- Harald Brandt, deutscher Hörfunkautor und -regisseur
- Petra Marie Cammin, deutsche Schauspielerin
- Dalbello, kanadische Musikerin
- Bernhard Eisenhut, deutscher Politiker
- Héctor Abad Faciolince, kolumbianischer Autor, Essayist und Herausgeber
- Shafrira Goldwasser, US-amerikanische Informatikerin
- Ben Haggarty, englischer Erzähler (Storyteller)
- Scott L. Hines, US-amerikanischer Komponist
- Brian Hughes, US-amerikanischer Dirigent und Musikpädagoge
- Lilay Huser, deutsche Schauspielerin
- Li Jinyuan, chinesischer Unternehmer
- Andreas Keller, deutscher Schauspieler
- Marcin Krzyżanowski, polnischer Komponist und Cellist
- Dorin Marc, rumänischer Professor
- James Marchionda, US-amerikanischer Dominikanerpriester, Prediger, Komponist und Musiker
- Alan MacDonald, englischer Autor
- Valerie Mizrahi, südafrikanische Molekularbiologin
- Katja Nottke, deutsche Schauspielerin und Synchronsprecherin
- Bobby Orlando, US-amerikanischer Musikproduzent, Sänger, Komponist und Multiinstrumentalist
- Lennie Peterson, US-amerikanischer Grafiker, Illustrator, Musiker und Musikpädagoge
- Patricia Pisani, argentinische Künstlerin
- Kenneth Pomeranz, US-amerikanischer Historiker und Sinologe
- Martin Rauhaus, deutscher Drehbuchautor
- Gabriel Rivano, argentinischer Bandoneonist, Gitarrist, Flötist und Komponist
- Falk Rockstroh, deutscher Schauspieler
- Sue Scullard, britische Schriftstellerin und Grafikerin
- Georg Schreiber, deutscher Fotograf
- Evi Simeoni, deutsche Sportjournalistin und Autorin
- Willy Spannowsky, deutscher Jurist
- Vera Stein, deutsche Buchautorin und Opfer psychiatrischer Zwangsbehandlung
- Andreas Stopp, deutscher Hörfunkjournalist
- Dieter Storz, deutscher Militärhistoriker und Konservator
- Petra Katharina Wagner, deutsche Filmregisseurin und Drehbuchautorin
- David Walter, französischer Oboist, Dirigent und Professor
- Andrea Wolf, deutsche Schauspielerin
- Ursula Zeller, deutsche Kunsthistorikerin, Kuratorin und Museumsleiterin

## Gestorben

### Januar
- 01. Januar: Edward Weston, US-amerikanischer Fotograf, Gründer der Gruppe f/64 (* 1886)
- 03. Januar: Alexander Meißner, österreichischer Physiker (* 1883)
- 04. Januar: John Anderson, britischer Politiker (* 1882)
- 04. Januar: Adelgunde von Bayern, bayrische Prinzessin (* 1870)
- 04. Januar: Alliott Verdon Roe, britischer Luftfahrtpionier (* 1877)
- 05. Januar: Jack McCracken, US-amerikanischer Basketballspieler (* 1911)
- 06. Januar: Lois Irene Marshall, US-amerikanische Politikergattin (* 1873)
- 07. Januar: Goffredo Zehender, italienischer Automobilrennfahrer (* 1901)
- 08. Januar: John Duff, kanadischer Automobilrennfahrer (* 1895)
- 08. Januar: Viktor Geramb, österreichischer Volkskundler (* 1884)
- 08. Januar: Paul Pilgrim, US-amerikanischer Leichtathlet und Olympiasieger (* 1883)
- 09. Januar: Paul Fechter, deutscher Theaterkritiker, Redakteur und Schriftsteller (* 1880)
- 09. Januar: Robert Mauger, französischer Politiker und Résistant (* 1891)
- 09. Januar: Karl Reinhardt, deutscher Altphilologe (* 1886)
- 12. Januar: Arthur Shepherd, US-amerikanischer Komponist (* 1880)
- 14. Januar: August Herman Andresen, US-amerikanischer Politiker (* 1890)
- 15. Januar: Jewgeni Lwowitsch Schwarz, russischer Schriftsteller und Dramatiker (* 1896)
- 18. Januar: Edmund Adam, deutscher Fernschachspieler und Schachfunktionär (* 1894)
- 18. Januar: Matthew M. Neely, US-amerikanischer Politiker (* 1874)
- 19. Januar: Frieda Mikola, österreichische Lehrerin und Politikerin (* 1881)
- 21. Januar: Josef Brönner, deutscher Politiker (* 1884)
- 21. Januar: Alvin Olin King, US-amerikanischer Politiker (* 1890)
- 21. Januar: Ernst Ziegler, deutscher Unternehmer und Kunstsammler (* 1874)
- 23. Januar: Fred Francis Bosworth, US-amerikanischer Evangelist, Pfingstprediger und Autor (* 1877)
- 27. Januar: Oskar Prinz von Preußen, preußischer Offizier a. D.; Generalmajor a. D. (* 1888)
- 30. Januar: Ernst Heinkel, deutscher Ingenieur (* 1888) Ernst Heinkel, 1942

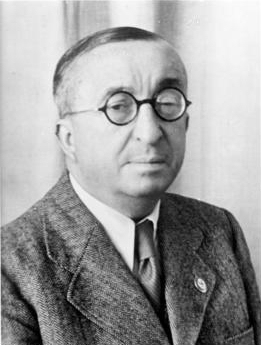
Ernst Heinkel, 1942

### Februar
- 01. Februar: Lukas Christ, Schweizer evangelischer Geistlicher (* 1881)
- 01. Februar: Clinton Davisson, US-amerikanischer Physiker (* 1881)
- 02. Februar: Albert Debrunner, schweizerischer Altphilologe und Sprachwissenschaftler (* 1884)
- 04. Februar: Monta Bell, US-amerikanischer Produzent, Regisseur und Drehbuchautor (* 1891)
- 04. Februar: Henry Kuttner, US-amerikanischer Schriftsteller (* 1915)
- 05. Februar: Arthur Henney, deutscher Automobilrennfahrer und Unternehmer (* 1881)
- 05. Februar: Gian Battista Mantegazzi, Schweizer Komponist und Dirigent (* 1889)
- 05. Februar: Henry Tomlinson, britischer Schriftsteller und Journalist (* 1873)
- 06. Februar: Geoff Bent, englischer Fußballspieler (* 1932)
- 06. Februar: Roger Byrne, englischer Fußballspieler (* 1929)
- 06. Februar: Eddie Colman, englischer Fußballspieler (* 1936)
- 06. Februar: Walter Crickmer, englischer Fußballvereinssekretär (* 1899)
- 06. Februar: Mark Jones, englischer Fußballspieler (* 1933)
- 06. Februar: David Pegg, englischer Fußballspieler (* 1935)
- 06. Februar: Frank Swift, englischer Fußballspieler und Journalist (* 1913)
- 06. Februar: Tommy Taylor, englischer Fußballspieler (* 1932)
- 06. Februar: Liam „Billy“ Whelan, englischer Fußballspieler (* 1935)
- 10. Februar: Wilhelm Pschorr, deutscher Tierarzt und Ministerialbeamter (* 1883)
- 11. Februar: Heinrich Hermelink, evangelischer Kirchenhistoriker (* 1877)
- 11. Februar: Ernest Jones, walisischer Psychoanalytiker (* 1879)
- 12. Februar: Petr Bezruč, tschechischer Schriftsteller und Dichter (* 1867)
- 12. Februar: Douglas Hartree, britischer Mathematiker und Physiker (* 1897)
- 13. Februar: Aymé Kunc, französischer Komponist, Dirigent und Musikpädagoge (* 1877)
- 13. Februar: Christabel Pankhurst, britische Frauenrechtlerin (* 1880)
- 13. Februar: Georges Rouault, französischer Maler und Grafiker (* 1871)
- 14. Februar: Jakob Kneip, deutscher Heimatdichter (* 1881)
- 15. Februar: William Berke, US-amerikanischer Regisseur, Drehbuchautor und Produzent (* 1903)
- 16. Februar: Victor Arendorff, schwedischer Schriftsteller, Journalist und Dichter (* 1878)
- 16. Februar: Rudolf Pleil, deutscher Serienmörder (* 1924)
- 17. Februar: Wilhelm Bahlburg, deutscher Politiker (* 1888)
- 17. Februar: Herbert E. Hitchcock, US-amerikanischer Politiker (* 1867)
- 18. Februar: Jaroslav Kvapil, tschechischer Komponist (* 1892)
- 20. Februar: Dwight H. Green, US-amerikanischer Politiker (* 1897)
- 20. Februar: Isidore Philipp, ungarisch-französischer Pianist und Musikpädagoge (* 1863)
- 21. Februar: Henryk Arctowski, polnischer Wissenschaftler, Ozeanograf und Erforscher der Antarktis (* 1871)
- 21. Februar: Duncan Edwards, englischer Fußballspieler (* 1936)
- 24. Februar: Paul Amann, österreichischer Schriftsteller und Übersetzer (* 1884)
- 24. Februar: Hans Nadler, deutscher Maler (* 1879)
- 27. Februar: Henri Lachuer, französischer Automobilrennfahrer (* 1907)

### März
- 01. März: Giacomo Balla, italienischer Maler des Futurismus (* 1871)
- 03. März: Wilhelm Zaisser, Minister für Staatssicherheit in der DDR (* 1893)
- 06. März: Anton Reinthaller, österreichischer Gutsbesitzer und Politiker (* 1895)
- 07. März: Alexander Isaak Cemach, russisch-österreichisch-britischer Mediziner und Hochschullehrer (* 1882)
- 09. März: Eugen Benz, deutscher Industrieller, Funktionär und Automobilrennfahrer (* 1873)
- 11. März: John Joseph Dempsey, US-amerikanischer Politiker (* 1879)
- 15. März: Kubo Sakae, japanischer Dramatiker (* 1900)
- 15. März: Albert Steeger, deutscher Universalgelehrter (* 1885)
- 17. März: John Pius Boland, irischer Jurist, erster Olympiasieger im Tennis (* 1870)
- 17. März: Roscoe C. McCulloch, US-amerikanischer Politiker (* 1880)
- 17. März: John Johnston Parker, US-amerikanischer Richter, unter anderem bei den Nürnberger Prozessen (* 1885)
- 18. März: Max Terpis (eigentlich Max Pfister), Schweizer Tänzer, Choreograf, Regisseur und Psychologe (* 1889)
- 20. März: Yvan Goor, belgischer Rad- und Motorradrennfahrer (* 1884)
- 21. März: Gottfried Kölwel, deutscher Lyriker, Dramatiker und Erzähler (* 1889)
- 22. März: Michael Todd, US-amerikanischer Filmproduzent (* 1909)
- 23. März: Don Hartman, US-amerikanischer Komponist, Filmregisseur, Filmproduzent und Drehbuchautor (* 1900)
- 25. März: August Siemsen, Politiker und Pädagoge (* 1884)
- 25. März: Emerson Whithorne, US-amerikanischer Komponist (* 1884)
- 26. März: Hans Wacker, deutscher Maler (* 1868)
- 27. März: Leon C. Phillips, US-amerikanischer Politiker (* 1890)
- 28. März: W. C. Handy, US-amerikanischer Blues-Komponist (* 1873)
- 29. März: Alessandro Verde, Kardinal der römisch-katholischen Kirche (* 1865)
- 31. März: Hans Ehrenberg, deutscher Theologe (* 1883)

### April
- 01. April: Břetislav Bakala, tschechischer Dirigent, Chorleiter und Komponist (* 1897)
- 02. April: Arnold von Salis, Schweizer Archäologe (* 1881)
- 03. April: Emil Abel, österreichischer Chemiker (* 1875)
- 03. April: Theodor Kramer, österreichischer Lyriker (* 1897)
- 04. April: Franz Eccard von Bentivegni, deutscher General und Kriegsverbrecher (* 1896)
- 04. April: Jan Morávek, tschechischer Schriftsteller und Journalist (* 1888)
- 04. April: María Luisa Sepúlveda, chilenische Komponistin und Musikpädagogin (* 1892)
- 05. April: Ásgrímur Jónsson, isländischer Maler (* 1876)
- 06. April: Vítězslav Nezval, tschechischer Dichter, Schriftsteller und Übersetzer (* 1900)
- 06. April: Reinhold Schneider, deutscher Schriftsteller (* 1903)
- 08. April: Alcibíades Arosemena, 26. Staatspräsident von Panama (* 1883)
- 10. April: Helene Lübbers-Wegemann, deutsche Malerin (* 1875)
- 10. April: Jean Philippe Vogel, niederländischer Orientalist (* 1871)
- 11. April: Paul A. Dever, US-amerikanischer Politiker (* 1903)
- 11. April: Henri de Kérillis, französischer Militär und Politiker (* 1889)
- 11. April: Marcel Pilet-Golaz, Schweizer Politiker (FDP) (* 1889)
- 12. April: Alice Verne-Bredt, englische Komponistin, Pianistin und Musikpädagogin (* 1868)
- 13. April: Raúl Hugo Espoile, argentinischer Komponist (* 1889)
- 16. April: Rosalind Franklin, britische Biochemikerin (* 1920)
- 16. April: W. Kerr Scott, US-amerikanischer Politiker (* 1896)
- 16. April: Mieczysław Szaleski, polnischer Bratschist und Musikpädagoge (* 1891)
- 17. April: Wolfgang Klausner, deutscher Politiker (* 1906)
- 17. April: Rita Montaner, kubanische Sängerin und Schauspielerin (* 1900)
- 18. April: William Joscelyn Arkell, britischer Geologe (* 1904)
- 19. April: Albert Akst, US-amerikanischer Musiker und Filmeditor (* 1899)
- 20. April: Adolf Scheibe, deutscher Physiker und Erfinder (* 1895)
- 23. April: Henock Abrahamsson, schwedischer Fußballtorhüter (* 1909)
- 24. April: Richard Goldschmidt, deutscher Biologe und Genetiker (* 1878)
- 25. April: Iosif Iser, rumänischer Maler (* 1881)
- 25. April: Charles-Victor Mauguin, Professor für Mineralogie (* 1878)
- 26. April: Kurt Absolon, österreichischer Maler und Grafiker (* 1925)
- 26. April: Michel Zunino, französischer Politiker (* 1889)
- 29. April: Warren A. Haggott, US-amerikanischer Politiker (* 1864)
- 30. April: Alvan T. Fuller, US-amerikanischer Politiker (* 1878)
- 30. April: Paul Hans Jaeger, deutscher Politiker (* 1886)

### Mai
- 01. Mai: Ali Soheili, iranischer Premierminister (* 1896)
- 01. Mai: Oscar Torp, norwegischer sozialdemokratischer Politiker (* 1893)
- 02. Mai: Alfred Weber, deutscher Soziologe und Nationalökonom (* 1868)
- 05. Mai: Otto Abetz, deutscher Kunstlehrer und Diplomat (* 1903)
- 05. Mai: James Branch Cabell, US-amerikanischer Schriftsteller (* 1879)
- 07. Mai: Mihkel Lüdig, estnischer Komponist (* 1880)
- 11. Mai: Beatrice Langley, englische Geigerin (* 1872)
- 12. Mai: Giovanni Mauro, italienischer Fußballschiedsrichter und -funktionär (* 1888)
- 16. Mai: Lisa Albrecht, deutsche Politikerin (* 1896)
- 17. Mai: Hugo Häring, deutscher Architekt und Autor (* 1882)
- 19. Mai: Ronald Colman, britischer Schauspieler (* 1891) Ronald Colman, 1937

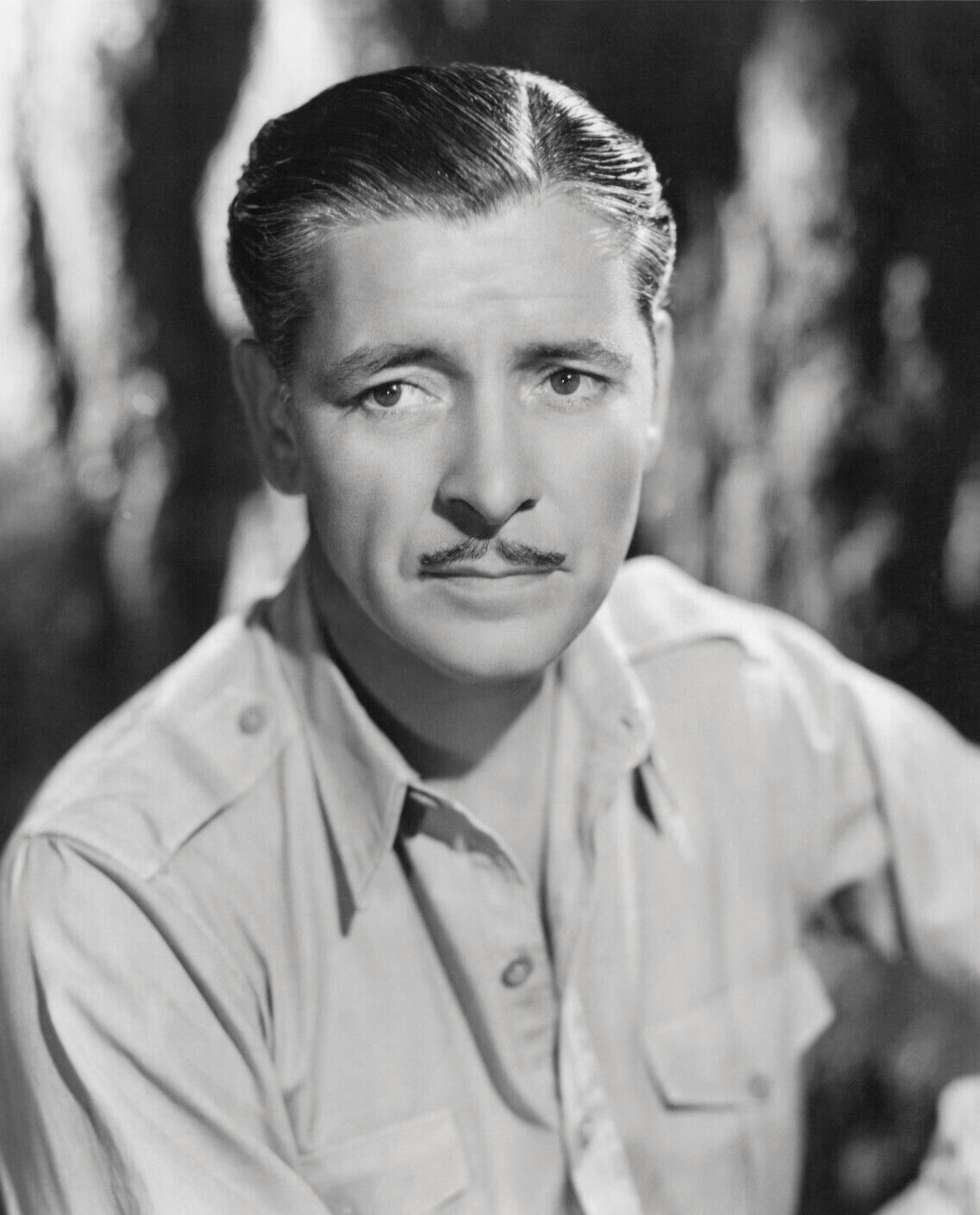
Ronald Colman, 1937

- 19. Mai: Wilhelm Mellies, deutscher Politiker (* 1899)
- 19. Mai: Archie Scott-Brown, britischer Automobilrennfahrer (* 1927)
- 21. Mai: Erich Langer, deutscher Politiker (* 1905)
- 22. Mai: Wilhelm Roelen, deutscher Bergbaufachmann und Unternehmer (* 1889)
- 26. Mai: Gaston Dethier, US-amerikanischer Organist und Komponist (* 1875)
- 26. Mai: Ruth Smith, färöische Malerin und Grafikerin (* 1913)
- 27. Mai: Samuel Stritch, Erzbischof von Chicago und Kardinal (* 1887)
- 29. Mai: Juan Ramón Jiménez, spanischer Lyriker, Prosaist und Nobelpreisträger (1956) (* 1881)
- 30. Mai: Pat O’Connor, US-amerikanischer Automobilrennfahrer (* 1928)

### Juni
- 02. Juni: Erwin Bauer, deutscher Automobilrennfahrer (* 1912)
- 04. Juni: Eleanor Hallowell Abbott, US-amerikanische Dichterin, Romanschriftstellerin und Kinderbuchautorin (* 1872)
- 05. Juni: Maurice-Yves Sandoz, Schweizer Schriftsteller (* 1892)
- 07. Juni: Walter Freitag, deutscher Politiker (* 1889)
- 08. Juni: Franz Gleitze, Heimatdichter (* 1869)
- 09. Juni: Robert Donat, britischer Schauspieler (* 1905)
- 13. Juni: Johan Bierens de Haan, niederländischer Bio- und Ethologe (* 1883)
- 14. Juni: George Fonder, US-amerikanischer Automobilrennfahrer (* 1917)
- 16. Juni: José Pablo Moncayo, mexikanischer Komponist und Dirigent (* 1912)
- 16. Juni: Imre Nagy, ungarischer Politiker und Agrarökonom (* 1896)
- 17. Juni: Raoul Maria Eduard Karl Aslan-Zumpart, österreichisch-griechischer Schauspieler (* 1886)
- 17. Juni: Wells Coates, kanadischer Architekt und Designer (* 1895)
- 20. Juni: Kurt Alder, deutscher Chemiker (* 1902) Kurt Alder

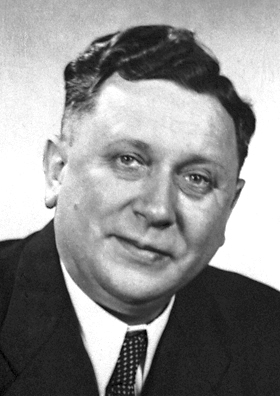
Kurt Alder

- 21. Juni: Eduard Erdmann, lettischer Komponist und Pianist (* 1896)
- 21. Juni: Jean-Marie Brussin, französischer Automobilrennfahrer und Industrieller (* 1924)
- 23. Juni: Armas Järnefelt, finnischer Komponist (* 1869)
- 25. Juni: Heinz Winkler, Minister für Aufbau in der DDR (* 1910)
- 28. Juni: Helene Arnau, österreichische Landschafts-, Porträt- und Kriegsmalerin (* 1870)
- 29. Juni: Karl Arnold, deutscher Politiker (* 1901)
- 30. Juni: Walther Schreiber, deutscher Politiker (* 1884)

### Juli
- 04. Juli: Gonzalo Curiel, mexikanischer Pianist und Komponist (* 1904)
- 04. Juli: Birger Forell, Pfarrer, Helfer für Flüchtlinge u. a. während des Zweiten Weltkriegs (* 1893)
- 04. Juli: Fernando de Fuentes, mexikanischer Filmregisseur (* 1894)
- 05. Juli: Milton Abramowitz, US-amerikanischer Mathematiker (* 1915)
- 06. Juli: Art Bisch, US-amerikanischer Automobilrennfahrer (* 1926)
- 06. Juli: Luigi Musso, italienischer Automobilrennfahrer (* 1924)
- 06. Juli: Emil Teubner, Holzschnitzer und Bildhauer aus dem Erzgebirge (* 1877)
- 07. Juli: Louis Paris, französischer Automobilrennfahrer (* 1888)
- 08. Juli: Carl Boese, deutscher Filmregisseur, Schauspieler und Autor (* 1887)
- 09. Juli: Gabriel Scott, norwegischer Schriftsteller (* 1874)
- 10. Juli: Franz Bardon, deutscher Magier (* 1909)
- 11. Juli: Roy Harvey, US-amerikanischer Country-Musiker (* 1892)
- 13. Juli: Paul Ash, US-amerikanischer Violinist, Pianist, Komponist und Bigband-Leader (* 1891)
- 13. Juli: Keith Campbell, australischer Motorradrennfahrer (* 1931)
- 14. Juli: Abd ul-Ilah, irakischer Prinz (* 1913)
- 14. Juli: Faisal II., König des Irak von 1939 bis 1958 (* 1935)
- 15. Juli: Giuseppe Armellini, italienischer Astronom (* 1887)
- 16. Juli: Oskar Farner, Schweizer evangelischer Geistlicher und Zwingliforscher (* 1884)
- 17. Juli: Henri Farman, französischer Luftfahrtpionier (* 1874)
- 19. Juli: Karol Adwentowicz, polnischer Theater- und Filmschauspieler, Regisseur und Theaterdirektor (* 1871)
- 21. Juli: Lenka von Koerber, deutsche Journalistin (* 1888)
- 22. Juli: Michail Soschtschenko, russischer Schriftsteller (* 1894)
- 24. Juli: Til Brugman, niederländische Schriftstellerin (* 1888)
- 26. Juli: Fernand Alfred Désiré Augereau, französischer Radrennfahrer (* 1882)
- 26. Juli: Eugene Millikin, US-amerikanischer Politiker (* 1891)
- 26. Juli: Siegfried Passarge, deutscher Geograph (* 1866)
- 28. Juli: Bernhard Howaldt junior, deutscher Ingenieur, Reeder, Unternehmer (* 1880)
- 28. Juli: Jeanne Berta Semmig, deutsche Schriftstellerin und Dichterin (* 1867)

### August
- 02. August: Wilhelm Büning, deutscher Architekt (* 1881)
- 02. August: Michele Navarra, Mafiamitglied (* 1905)
- 03. August: Peter Collins, britischer Automobilrennfahrer (* 1931)
- 05. August: Regino E. Boti, kubanischer Schriftsteller (* 1878)
- 06. August: Maurice Germot, französischer Tennisspieler (* 1882)
- 08. August: Ludwig Adler, österreichischer Geburtshelfer und Gynäkologe (* 1876)
- 09. August: Felipe Boero, argentinischer Komponist (* 1884)
- 13. August: Valerio Abbondio, Schweizer Lehrer und Dichter (* 1891)
- 15. August: Big Bill Broonzy, US-amerikanischer Blues-Musiker (* 1903)
- 16. August: Paul Panzer, deutscher Schauspieler (* 1872)
- 17. August: Florent Schmitt, französischer Komponist (* 1870)
- 18. August: Johann Sebastian Dang, Gründer des Darmstädter Echos (* 1891)
- 21. August: Stevan Hristić, jugoslawischer Komponist (* 1885)
- 22. August: Roger Martin du Gard, französischer Schriftsteller (* 1881)
- 24. August: Inge Stoll, deutsche Motorradrennfahrerin (* 1930)
- 25. August: Leo Blech, deutscher Komponist und Dirigent (* 1871)
- 26. August: Ralph Vaughan Williams, englischer Komponist und Dirigent (* 1872)
- 26. August: Hans Henn, deutscher Politiker (* 1899)
- 27. August: Johannes Gronowski, deutscher Politiker (* 1874)
- 27. August: Ernest Lawrence, US-amerikanischer Atomphysiker (* 1901)
- 30. August: Karl Drewes, deutscher General (* 1895)
- 30. August: Karl Heim, deutscher protestantischer Theologe (* 1874)

### September
- 01. September: René Gaudin, französischer Automobilrennfahrer (* 1889)
- 02. September: Nikolai Anziferow, russischer Historiker, Schriftsteller und Heimatforscher (* 1889)
- 02. September: Betty Humby Beecham, englische Pianistin (* 1908)
- 09. September: Giovanni Prini, italienischer Bildhauer und Maler (* 1877)
- 09. September: Cas Ruffelse, niederländischer Fußballspieler (* 1888)
- 11. September: Carl Carls, deutscher Schachspieler (* 1880)
- 11. September: Hans Grundig, Maler und Graphiker (* 1901)
- 11. September: Robert Lach, österreichischer Musikwissenschaftler (* 1874)
- 14. September: Volkmar Herntrich, evangelischer Landesbischof (* 1908)
- 15. September: Constant Feith, niederländischer Fußballspieler (* 1884)
- 17. September: Fritz Paneth, deutsch-österreichischer Chemiker (* 1887)
- 18. September: Olaf Gulbransson, Maler, Zeichner und Karikaturist (* 1873)
- 19. September: Rudolf Rocker, Autor, Historiker und Anarchosyndikalist (* 1873)
- 20. September: Oscar O’Brien, kanadischer Komponist, Arrangeur, Organist, Pianist und Musikpädagoge (* 1892)
- 21. September: Francisco Olazar, argentinischer Fußballspieler und -trainer (* 1885)
- 21. September: Peter Whitehead, englischer Automobilrennfahrer (* 1914)
- 25. September: Viktor Schauberger, österreichischer Förster, Forscher und Erfinder (* 1885)
- 25. September: John B. Watson, US-amerikanischer Psychologe (* 1878)
- 25. September: Friedrich Weigle, deutscher Orgelbauer (* 1882)
- 26. September: Zdeňka Baldová, tschechische Schauspielerin (* 1885)
- 26. September: Breckinridge Long, US-amerikanischer Diplomat (* 1881)
- 27. September: Adolfo Salazar, spanischer Komponist, Musikkritiker und -wissenschaftler (* 1890)
- 27. September: Albert Soergel, deutscher Literaturwissenschaftler (* 1880)
- 28. September: Mezzi Andreossi, Schweizer Eishockeyspieler (* 1897)
- 28. September: Aarre Merikanto, finnischer Komponist (* 1893)
- 28. September: Jimmy Reece, US-amerikanischer Automobilrennfahrer (* 1929)
- 30. September: Adolf Franz Samwer, deutscher Politiker (* 1895)

### Oktober
- 02. Oktober: Charles Avery Dunning, kanadischer Politiker (* 1885)
- 02. Oktober: Karl Skraup, österreichischer Schauspieler (* 1898)
- 02. Oktober: Marie Stopes, britische Frauenrechtlerin (* 1880)
- 03. Oktober: George Kennedy Allen Bell, anglikanischer Bischof (* 1883)
- 03. Oktober: Hans Walter Gruhle, deutscher Psychologe und Psychiater (* 1880)
- 04. Oktober: Ida Wüst, deutsche Schauspielerin (* 1879)
- 06. Oktober: Ewald Aufermann, Professor für Betriebswirtschaftslehre (* 1892/93)
- 07. Oktober: Rex Griffin, US-amerikanischer Old-Time- und Country-Musiker (* 1912)
- 09. Oktober: Pius XII., Papst von 1939 bis 1958 (* 1876) Papst Pius XII.

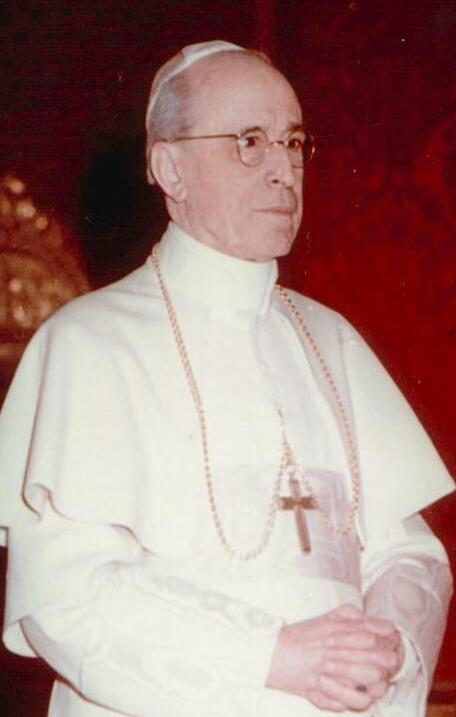
Papst Pius XII.

- 11. Oktober: Johannes R. Becher, deutscher Schriftsteller (* 1891)
- 14. Oktober: Douglas Mawson, britischer Polarforscher (* 1882)
- 15. Oktober: Teodoro Gutiérrez Calderón, kolumbianischer Lyriker und Schriftsteller (* 1890)
- 17. Oktober: Celso Costantini, Kardinal der römisch-katholischen Kirche (* 1876)
- 19. Oktober: Albert Steigenberger, deutscher Hotelier (* 1889)
- 19. Oktober: Josef Wintrich, Präsident des Bundesverfassungsgerichts von 1954 bis 1958 (* 1891)
- 22. Oktober: Hellmuth Helsig, deutscher Filmschauspieler (* 1902)
- 23. Oktober: Erich Köhler, deutscher Politiker (* 1892)
- 24. Oktober: Theodor Kröger, deutscher Schriftsteller (* 1891)
- 24. Oktober: George Edward Moore, englischer Philosoph (* 1873)
- 25. Oktober: Josef Achmann, deutscher Maler und Grafiker (* 1885)
- 25. Oktober: Stuart Lewis-Evans, britischer Automobilrennfahrer (* 1930)
- 25. Oktober: Edward Aloysius Mooney, Erzbischof von Detroit und Kardinal (* 1882)
- 26. Oktober: Javier Rengifo, chilenischer Komponist (* 1884)
- 27. Oktober: Walter von Molo, deutscher Schriftsteller (* 1880)
- 28. Oktober: Hermann Breymann, deutscher Politiker (* 1898)
- 29. Oktober: Zoë Akins, US-amerikanische Drehbuchautorin und Dramatikerin (* 1886)
- 31. Oktober: Maurice Rost, französischer Automobilrennfahrer und Flieger (* 1886)

### November
- 03. November: Markus Feldmann, Schweizer Politiker (SVP) (* 1897)
- 03. November: Harry Revel, britisch-US-amerikanischer Komponist und Pianist (* 1905)
- 04. November: Hermann von Kuhl, deutscher General und Militärhistoriker (* 1856)
- 04. November: Jan Laß, deutscher Landschaftsmaler und Grafiker (* 1890)
- 09. November: Georg Wille, deutscher Cellist und Pädagoge (* 1869)
- 10. November: Karl Assmann, österreichischer Jurist, Fußballspieler und Mitgründer des SK Sturm Graz (* 1890)
- 11. November: Vittorio Faroppa,  italienischer Fußballspieler und -trainer (* 1887)
- 14. November: Hermann Zaiss, deutscher Heilungsevangelist (* 1889)
- 15. November: Samuel Hopkins Adams, US-amerikanischer Journalist und Schriftsteller (* 1871)
- 15. November: Tyrone Power, US-amerikanischer Film- und Theaterschauspieler (* 1914)
- 17. November: Yutaka Taniyama, japanischer Mathematiker (* 1927)
- 18. November: Henry Nielsen, dänischer Mittel- und Langstreckenläufer (* 1910)
- 19. November: Vittorio Ambrosio, italienischer General (* 1879)
- 23. November: Ernst Aebersold, Schweizer Politiker (* 1887)
- 24. November: Robert Cecil, 1. Viscount Cecil of Chelwood, britischer Politiker und Diplomat, Friedensnobelpreisträger (* 1864)
- 26. November: Heinrich Haslinde, deutscher Politiker (* 1881)
- 27. November: Jeanne Demons, kanadische Schauspielerin (* 1890)
- 28. November: Karl Flink, deutscher Fußballspieler (* 1895)
- 28. November: Enrico Pasteur, italienischer Fußballspieler, -trainer und -schiedsrichter sowie Wasserballspieler und -schiedsrichter (* 1882)
- 29. November: Roy Owen West, US-amerikanischer Politiker (* 1868)

### Dezember
- 02. Dezember: Carl Bilfinger, deutscher Staatsrechtler (* 1897)
- 02. Dezember: Jan Kok, niederländischer Fußballspieler (* 1889)
- 03. Dezember: Alfred Elmiger, französischer Politiker (* 1886)
- 05. Dezember: Willie Applegarth, britischer Leichtathlet und Olympiasieger (* 1890)
- 05. Dezember: Ferdinand Bruckner, österreichisch-deutscher Schriftsteller und Theaterleiter (* 1891)
- 06. Dezember: Josef Gockeln, deutscher Politiker (* 1900)
- 06. Dezember: Myers Y. Cooper, US-amerikanischer Politiker (* 1873)
- 08. Dezember: Mads Nielsen, dänischer Schriftsteller (* 1879)
- 09. Dezember: Walter Laedrach, Schweizer Lehrer und Schriftsteller (* 1891)
- 10. Dezember: Heinrich Aschoff, deutscher Landwirt und Gerechter unter den Völkern (* 1893)
- 11. Dezember: Rudolf Rößler, Spion während des Zweiten Weltkrieges (* 1897)
- 11. Dezember: Alfons Walde, österreichischer Maler und Architekt (* 1891)
- 12. Dezember: Milutin Milanković, serbischer Astrophysiker (* 1879)
- 14. Dezember: René Guillou, französischer Komponist (* 1903)
- 15. Dezember: Wolfgang Pauli, Physiker, Nobelpreisträger (* 1900) Wolfgang Pauli, 1945

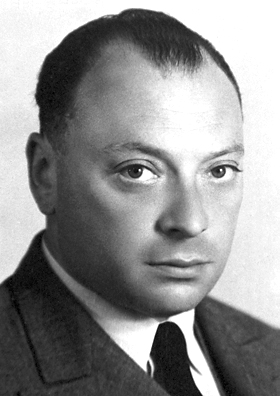
Wolfgang Pauli, 1945

- 16. Dezember: Marcel Plaisant, französischer Politiker und Widerstandskämpfer (* 1887)
- 16. Dezember: János Székely, ungarischer Schriftsteller und Drehbuchautor (* 1901)
- 17. Dezember: Richard Ungewitter, deutscher Pionier und Organisator der FKK-Bewegung (* 1869)
- 17. Dezember: Georg Zimmermann, österreichischer Politiker und Minister (* 1897)
- 19. Dezember: Felix Kwieton, österreichischer Mittel- und Langstreckenläufer (* 1877)
- 19. Dezember: Francis P. Murphy, US-amerikanischer Politiker (* 1877)
- 20. Dezember: Clara Thompson, US-amerikanische Ärztin und Psychoanalytikerin (* 1893)
- 21. Dezember: Lion Feuchtwanger, deutscher Schriftsteller (* 1884)
- 24. Dezember: Henry Heinemann, deutsch-niederländischer Tropenmediziner (* 1883)
- 26. Dezember: Éva Gauthier, kanadische Sängerin (* 1885)
- 27. Dezember: Édouard Flament, französischer Komponist (* 1880)
- 29. Dezember: Heinz Gemein, deutscher Politiker (* 1906)
- 30. Dezember: Emanuel Ondříček, tschechischer Geiger, Musikpädagoge und Komponist (* 1880)
- 31. Dezember: Hans May, österreichisch-deutsch-britischer Komponist (* 1886)

### Tag unbekannt
- Herbert Adams, englischer Schriftsteller (* 1874)
- Adolf Karl Paul Ammon, deutscher Industrieller (* 1874)
- Ishii Hakutei, japanischer Maler und Grafiker (* 1882)
- Paul Köppen, deutscher Motorrad- und Automobilrennfahrer sowie Motorenkonstrukteur (* 1900)
- Peter Stammen, deutscher Bildhauer (* 1886)

## Wissenschaftspreise

### Nobelpreise
- Physik: Pawel Tscherenkow, Ilja Michailowitsch Frank und Igor Tamm
- Chemie: Frederick Sanger
- Medizin: George Wells Beadle, Edward Lawrie Tatum und Joshua Lederberg
- Literatur: Boris Pasternak
- Friedensnobelpreis: Georges Pire

### Fields-Preis
- Klaus Friedrich Roth, für den Beweis des Satzes von Thue-Siegel-Roth und einer Vermutung von Erdős und Turán, dass jede Folge natürlicher Zahlen mit Dichte größer als null drei Elemente in arithmetischer Progression enthält (Zahlentheorie).
- René Thom, für die Entwicklung der Theorie der Kobordismen zur Klassifikation von Mannigfaltigkeiten mittels Homotopietheorie, Beispiel einer allgemeinen Kohomologietheorie (Algebraische Topologie).

## Musik
- André Claveau gewinnt am 12. März in Hilversum mit dem Lied Dors mon amour für Frankreich die 3. Auflage des Eurovision Song Contest
- Liste der Nummer-eins-Hits in Deutschland (1958)
- Gründung der Bee Gees – (Robin, Maurice und Barry Gibb)